# 大日本帝国海軍の階級
大日本帝国海軍の階級（だいにっぽんていこくかいぐんのかいきゅう）では、大日本帝国海軍の階級制度について述べる。

## 概要
| 士官   | 将官   | 海軍大将     |
| 士官   | 将官   | 海軍中将     |
| 士官   | 将官   | 海軍少将     |
| 士官   | 佐官   | 海軍大佐     |
| 士官   | 佐官   | 海軍中佐     |
| 士官   | 佐官   | 海軍少佐     |
| 士官   | 尉官   | 海軍大尉     |
| 士官   | 尉官   | 海軍中尉     |
| 士官   | 尉官   | 海軍少尉     |
| 准士官 | 准士官 | 海軍兵曹長   |
| 下士官 | 下士官 | 海軍上等兵曹 |
| 下士官 | 下士官 | 海軍一等兵曹 |
| 下士官 | 下士官 | 海軍二等兵曹 |
| 兵     | 兵     | 海軍水兵長   |
| 兵     | 兵     | 海軍上等水兵 |
| 兵     | 兵     | 海軍一等水兵 |
| 兵     | 兵     | 海軍二等水兵 |

### 階級章
士官
| 階級名                           | 大元帥海軍大将 Daigensui-kaigun-taishō | 大元帥海軍大将 Daigensui-kaigun-taishō | 海軍大将 Kaigun-taishō | 海軍大将 Kaigun-taishō | 海軍中将 Kaigun-chūjō | 海軍中将 Kaigun-chūjō | 海軍少将 Kaigun-shōshō | 海軍少将 Kaigun-shōshō | 海軍少将 Kaigun-shōshō | 海軍少将 Kaigun-shōshō | 海軍大佐 Kaigun-taisa | 海軍大佐 Kaigun-taisa | 海軍中佐 Kaigun-chūsa | 海軍中佐 Kaigun-chūsa | 海軍少佐 Kaigun-shōsa | 海軍少佐 Kaigun-shōsa | 海軍大尉 Kaigun-tai-i | 海軍大尉 Kaigun-tai-i | 海軍中尉 Kaigun-chūi | 海軍中尉 Kaigun-chūi | 海軍少尉 Kaigun-shōi | 海軍少尉 Kaigun-shōi | 海軍少尉候補生 & 兵曹長 Kaigun-shōi-kōhosei & Heisōchō | 海軍少尉候補生 & 兵曹長 Kaigun-shōi-kōhosei & Heisōchō | 海軍兵学校生徒 （Kaigun-heigakō-seito） | 海軍兵学校生徒 （Kaigun-heigakō-seito） |
| 襟章 第一種軍装 第三種軍装       |                                        |                                        |                        |                        |                       |                       |                        |                        |                        |                        |                       |                       |                       |                       |                       |                       |                       |                       |                      |                      |                      |                      |                                                        |                                                        |                                         |                                         |
| 肩章 第二種軍装                  |                                        |                                        |                        |                        |                       |                       |                        |                        |                        |                        |                       |                       |                       |                       |                       |                       |                       |                       |                      |                      |                      |                      |                                                        |                                                        |                                         |                                         |
| 袖章 明治3年（1870年） 正装 礼装 |                                        |                                        |                        |                        |                       |                       |                        |                        |                        |                        |                       |                       |                       |                       |                       |                       |                       |                       |                      |                      |                      |                      |                                                        |                                                        |                                         |                                         |
| 明治4年（1871年）                |                                        |                                        |                        |                        |                       |                       |                        |                        |                        |                        |                       |                       |                       |                       |                       |                       |                       |                       |                      |                      |                      |                      |                                                        |                                                        |                                         |                                         |
| 明治16年（1883年）               |                                        |                                        |                        |                        |                       |                       |                        |                        |                        |                        |                       |                       |                       |                       |                       |                       |                       |                       |                      |                      |                      |                      |                                                        |                                                        |                                         |                                         |
| 大正3年（1914年）                |                                        |                                        |                        |                        |                       |                       |                        |                        |                        |                        |                       |                       |                       |                       |                       |                       |                       |                       |                      |                      |                      |                      |                                                        |                                                        |                                         |                                         |
| 第一種袖章 第一種軍装            |                                        |                                        |                        |                        |                       |                       |                        |                        |                        |                        |                       |                       |                       |                       |                       |                       |                       |                       |                      |                      |                      |                      |                                                        |                                                        |                                         |                                         |
| 肩章 袖章 特務士官               |                                        |                                        |                        |                        |                       |                       |                        |                        |                        |                        |                       |                       |                       |                       |                       |                       |                       |                       |                      |                      |                      |                      |                                                        |                                                        |                                         |                                         |

将旗
| 階級名      | 大将 | 中将 | 少将 |
| ----------- | ---- | ---- | ---- |
| (1870–1871) |      |      |      |
| (1871–1889) |      |      |      |
| (1889–1896) |      |      |      |
| (1896–1945) |      |      |      |

士官候補生および准士官の階級章
| 記章                      | 記章 | 記章       | 階級名                            |
| 襟章                      | 肩章 | 袖章       | 階級名                            |
| ------------------------- | ---- | ---------- | --------------------------------- |
|                           |      |            | 海軍少尉候補生 海軍予備少尉候補生 |
| 海軍予備学生              |      |            |                                   |
| 海軍見習尉官              |      |            |                                   |
|                           |      | [ 注釈 2 ] | 兵曹長 （准士官）                 |
|                           |      |            | 海軍兵学校生徒 海軍予備生徒       |
| 海軍委託生 海軍委託練習生 |      |            |                                   |

下士官および水兵の階級章
| 袖章                   | 下士官                 | 下士官                 | 下士官                  | 水兵                    | 水兵                    | 水兵                     | 水兵                     |
| ---------------------- | ---------------------- | ---------------------- | ----------------------- | ----------------------- | ----------------------- | ------------------------ | ------------------------ |
| 1942以前               |                        |                        |                         |                         |                         |                          | なし                     |
| 1942以前               | 一等兵曹 （Ittōheisō） | 二等兵曹 （Nitōheisō） | 三等兵曹 （Santōheisō） | 一等水兵 （Ittōsuihei） | 二等水兵 （Nitōsuihei） | 三等水兵 （Santōsuihei） | 四等水兵 （Yontōsuihei） |
| 1942–1945              |                        |                        |                         |                         |                         |                          |                          |
| 上等兵曹 （Jōtōheisō） | 一等兵曹 （Ittōheisō） | 二等兵曹 （Nitōheisō） | 水兵長 （Suiheichō）    | 上等水兵 （Jōtōsuihei） | 一等水兵 （Ittōsuihei） | 二等水兵 （Nitōsuihei）  |                          |

## 兵科色
兵科の士官（将校）・准士官・特務士官には兵科色が設定されなかった。
| 色 | 色     | 士官       | 准士官・特務士官 | 下士官・兵 |
| -- | ------ | ---------- | ---------------- | ---------- |
|    | 黄     | -          | -                | 水兵       |
|    | 紫     | 機関       | 機関             | 機関       |
|    | 赤     | 軍医・薬剤 | 看護             | 看護       |
|    | 鳶     | 造船・造機 | -                | -          |
|    | 海老茶 | 造兵・技術 | 技術             | 技術       |
|    | 薄紫   | -          | 工作             | 工作       |
|    | 白     | 主計       | 主計             | 主計       |
|    | 萌黄   | 法務       | -                | -          |
|    | 青     | 水路       | 飛行             | 飛行       |
|    | 緑     | -          | 船匠・整備       | 船匠・整備 |
|    | 藍     | -          | 軍楽             | 軍楽       |

## 沿革

### 概観

#### 士官の分類
海軍草創期は、まず、兵科武官の官が設置され、次いで、軍医官・会計官、その後、機関官の官が順次設けられていった。一時は秘書科もあったがまもなく廃された。これらの官は当初は文官であったが、後に武官に転じた（武官の中で、時期により、「将校・准将校・機関将校・将校相当官」といった区分が設けられていた）。
また、機関科の高等武官の処遇は徐々に、兵科の高等武官に近づいてゆき、大正8年9月には両者をともに「将校」と称するに至り、昭和17年には士官に関しては兵科と機関科の区別も廃止された（海軍機関科問題）。
軍医は、伝統的に重視され、機関科を除く各部の中では常に最上位に位置づけられていた。軍医総監・軍医中将への任官者については、軍医総監を参照。また、昭和に入ると、歯科医士官が設けられた。第二次世界大戦期になると、文官であった法務関係の職員が武官に転換したが、服制が異なったり、少尉相当官、一等兵及び二等兵の階級を欠くなど特別な扱いもあった。

#### 士官の任用
草創期は様々な任用がなされた。代表的なものとしては、次のものなどがある。
- 従来の旧海軍等の経験に応じた任用がなされたものとしては、中島佐衡、赤塚源六、肝付兼行、柳楢悦、伊藤雋吉、井上良馨、明治3年に中佐に任官した中牟田武臣（当時）、伊東祐麿、明治4年に少尉補に任官した鮫島員規、明治4年に海軍少尉に任官した神辰太郎、明治4年に大尉に任官した坪井航三、明治5年に少佐に任官した仁礼景範、1875年（明治7年）4月4日に海軍少将に任官した肥田浜五郎及び赤松則良[8]、明治7年8月1日に中将に任官した川村純義[8]、1875年（明治8年）に少尉に任官した角田秀松など多数。
- 陸軍から海軍に転じた者としては、明治5年に海軍中佐に任官した林清康（当時）、1871年に海軍に転じた児玉利国、明治6年に海軍少佐に任官した有地品之允、明治17年に海軍少将に任官した樺山資紀、1893年（明治26年）5月、海軍主計総監に任官した川口武定など多数。
- 外国の海軍兵学校等に留学させてその課程を修了した者としては、1873年（明治6年）12月に中佐に任官した松村淳蔵、1874年（明治7年）に中尉に任官した柴山矢八、1878年（明治11年）1月に大尉に任官した勝小鹿、1879年（明治12年）1月に中機関士に任官した佐双左仲、1881年（明治14年）9月に中尉に任官した井上良智、1881年（明治14年）に中尉に任官した世良田亮（9月）と瓜生外吉（11月）[注釈 4]、明治23年に少尉に任官した東伏見宮依仁親王など。

もっとも、兵科士官候補生を教育する機関は非常に早い時期から設置されており（海軍操練所・海軍兵学寮・海軍兵学校など名前も変遷した。詳細は海軍兵学校 (日本)#沿革参照）、これらの出身者が兵科士官の中核を占めるようになっていった（日本の海軍兵学校が整備された後も外国の海軍兵学校に留学させることはあった）。
技術部門の高等官は、初期は旧幕府出身者も含めてそれまでの経歴等で任用が行われた時期もあったが、その後の学校制度の確立に伴い、主に帝国大学などの出身者を採用するようになっていった。

#### 特務士官
明治30年12月1日に、「士官」に兵曹長及びその相当官を加え少尉と同等とし、下士卒出身者である准士官から任用した。この際に兵曹長及び機関兵曹長は特選により中尉及び中機関士に進級させることができるとした。その後、大正4年12月15日に兵曹長同相当官の総合的名称として特務士官という名称を設けた。大正9年4月1日に、特務士官を大尉と同等まで進めて兵曹長同相当官に替わって海軍各科特務大・中・少尉を置き、特務大尉・機関特務大尉及び主計特務大尉は特選により各少佐・機関少佐及び主計少佐に任用することができるとした。昭和17年11月1日には、特務士官も大正9年以来の「海軍特務大尉」等の官名から、正規士官等と同じ「海軍大尉」の官名に変更されたが、特務士官という区分自体は海軍廃止時まで残った。

#### 准士官
明治5年には、准士官はなく、士官より下の乗組官等には「中士」という分類もあり、中士1等（官階10等）が少尉に相当し、2等（官階11等）が曹長に相当した。明治6年に中士の称が廃止された。
准士官の分類は、明治9年8月に官階10等を「准士官」に分類したことに始まり、少尉補は海軍省限りで命じるものから本官に改めて官階10等としたことで准士官になったほか、機関科の機関士補はその名称を機関士副と入れ換えてこれまた海軍省限りで命じるものから本官に改めて官階10等としたことで、機関士副が准士官となり、また明治6年まで中士1等に分類していた掌砲・水夫・木工の三上長は官階10等であるため准士官となる。明治15年6月には官階9等、10等を准士官とした。この当時の准士官には機関士補等も含まれていた。

#### 下士官（下士）
明治5年には、士官より下の乗組官等には「中士」という分類もあり、その下に下士1等（官階12等）が権曹長に相当し、2等（官階13等）が軍曹に相当し、3等（官階14等）が伍長に相当した。明治6年に中士の称が廃止され、官階11等から15等までを下士と称した。明治15年6月には、官階11等から13等までを下士とした。

#### 兵（卒）
明治初期の特に下士・卒・准卒の官名・職名制度は、職掌と結びついて複雑なものであった（戦後の海上警備隊以降は、制服隊員であれば、職掌の区別なく単一の階級体系に分類されているのと大いに異なる）。その後、概ね科毎に整理等されていった。

### 明治元年の海軍
文武官を分ける始めとして、慶応4年(明治元年)閏4月に、軍務官海軍局に、勅任官として、海軍将を置き、一等より三等に至る。

### 明治2年の海軍
明治2年7月に、軍務官を廃止し兵部省を置き、大中少将を置いた。明治3年9月18日に太政官の沙汰により、大佐から少尉までを置いた。1870年10月26日（明治3年10月2日）に海軍はイギリス式を斟酌して編制する方針が示された。この時期、順次官階の整備が進められるなど海軍の体制が確立されつつあり、明治2年9月に海軍操練所を開設し、海軍士官の養成に着手した。海軍操練所は、明治3年11月に、海軍兵学寮と改称されたが、この時代には、将校と機関官との区別がなかったようで、機関官の淵源は明治3年11月に海軍兵学寮に入校した者に起こり、同8年10月9日に卒業した者が嚆矢である。兵学寮の第1期生は森又七郎らである。ただ、明治3年11月調べの職員録では、海軍の大将以下少尉以上の官にある者は一人もいない。1871年4月6日（明治4年2月17日）から各地海岸の漁師を海軍水卒に徴募する。
明治3年6月に軍艦運送船艦長以下の俸給を定め、明治3年7月12日に兵部省海軍下等士官以下月給表を制定した。1871年4月7日（明治4年2月18日）に兵部省軍艦乗組官員月給表を制定しており、今まで軍艦乗組の士官以下の月給について艦中の見込みで決めていた場合でも官位相当の月給とした。
| 位階   | 海軍 |
| ------ | ---- |
| 従二位 | 大将 |
| 従三位 | 中将 |
| 従四位 | 少将 |
| 正五位 | 大佐 |
| 従五位 | 中佐 |
| 正六位 | 少佐 |
| 正七位 | 大尉 |
| 従七位 | 中尉 |
| 正八位 | 少尉 |

#### 海軍の階級章（明治3年）
1871年2月11日（明治3年12月22日）に海軍服制を定めて軍服や階級章を規定した。将士の部、下等士官以下の部と図面があり、将士の部で大将から少尉までに加えて少尉試補と生徒、下等士官以下の部で曹長から卒までの服制を定めた。図面にはその形状が描かれている。将士は帽、帽星、領飾、袖金線、袖角、紐釦、袴、短胴服（チョッキ）で、大将、中将、少将、大佐、中佐、少佐、大尉、中尉、少尉、少尉試補、生徒を区別した。下等士官以下の部では将士と区別して帽、帽星、服、肘上章、紐釦、袴、短胴服を規定した。帽で曹長、権曹長、軍曹、伍長、卒を区別し、曹長以下軍曹以上の紐釦はは黄銅桜花錨、伍長以下の釦は黄銅錨とした。曹長以下軍曹以上は肘上章により水夫長、按針手、砲手、機関手、縫帆手、木工、鍜治を区別した。伍長は肘上章により一等水夫と一等火夫、卒は肘上章により二等水夫と二等火夫を区別した。

### 明治4年8月の海軍
明治4年8月、大元帥、元帥、曹長、権曹長及び軍曹を追加で置いた。この際、少将（官階4等）以上を勅任、少佐（官階7等）以上を奏任とし、大尉以下を判任とした。兵部省軍医寮に、一等・二等軍医正、一等・二等軍医、一等・二等軍医副、軍医試補（官階5等から11等まで）を、海軍部会計局に、会計監長、監督一等、監督二等、監督三等（官階5等から8等まで）を、また、病院総司（官階8等）を置いた。
| [ 注釈 19 ] | 海軍   | 兵部省軍医寮 | 海軍部会計局 | 海軍部会計局 |      |
| ----------- | ------ | ------------ | ------------ | ------------ | ---- |
| [ 注釈 20 ] | 大元帥 |              |              |              | 勅任 |
| 1等         | 元帥   |              |              |              | 勅任 |
| 2等         | 大将   |              |              |              | 勅任 |
| 3等         | 中将   |              |              |              | 勅任 |
| 4等         | 少将   |              |              |              | 勅任 |
| 5等         | 大佐   | 一等軍医正   | 会計監長     |              | 奏任 |
| 6等         | 中佐   | 二等軍医正   | 監督一等     |              | 奏任 |
| 7等         | 少佐   | 一等軍医     | 監督二等     |              | 奏任 |
| 8等         | 大尉   | 二等軍医     | 監督三等     | 病院総司     | 判任 |
| 9等         | 中尉   | 一等軍医副   |              |              | 判任 |
| 10等        | 少尉   | 二等軍医副   |              |              | 判任 |
| 11等        | 曹長   | 軍医試補     |              |              | 判任 |
| 12等        | 権曹長 |              |              |              | 判任 |
| 13等        | 軍曹   |              |              |              | 判任 |

1871年11月29日（明治4年10月17日）に定めた海軍規則によると、大艦隊は大将あるいは中将がこれを指揮することが当然であるとした。中艦隊は少将がこれを指揮することが当然であるとした。小艦隊は大佐・中佐がこれを指揮するとした。海軍提督府は中将あるいは少将がその指揮を掌り、また大佐が代わりにその職務を務めることもあるとした。大佐・中佐・少佐の職掌は大艦の艦長であるとし、ただし、大艦のうち一等艦は大佐、二等艦は中佐・少佐が艦長であることが定則になるとした。三等艦以下の艦長は大尉がこれを務めると定めた。
海兵隊は明治4年8月に初めて募集編隊に着手し続いて隊中に軍曹・伍長以下の階級を設けるけれどもそのとき一定の規定をすることはなかった。1871年12月20日（明治4年11月9日）にこれまで海兵並びに水卒とそれぞれ呼称してきたところ水勇と改称した。1872年1月27日（明治4年12月18日）に水勇並びに楽隊の軍曹以下の月給を定め、その翌日に水勇並びに楽隊の軍曹・伍長は諸艦の裨官並びに押伍官に準じ取り扱いをすることにした。
1872年1月28日（明治4年12月19日）に海軍服制の将士の部を改定し、正衣・常衣・略衣並びに徽章・縫製について定め、医官・会計・機械の少佐相当官から少尉相当官までの服制を定める。
明治5年正月には、大元帥・元帥を廃止した。会計監長以下を廃止した。このころに兵部省は外国海軍武官とそれに対応する海軍武官の呼称を定めている。1872年4月5日（明治5年2月28日）に、兵部省を、陸軍省・海軍省に分割した。
1872年3月26日（明治5年2月18日）の海陸軍刑律では将校、下士、卒夫の分類を設けて、およそこの律内で将校と称するは少尉以上、海陸軍武学生も同じ、下士と称するは伍長・水夫長以上、卒夫と称するは兵卒・水夫とした。ただし、1872年6月28日（明治5年5月23日）の改正により下士の定義を修正し、およそこの律内で下士と称するは軍曹以上、伍長・水夫長これに准すと改めた。
1872年4月11日（明治5年3月4日）に水勇を海兵と改称した。翌日に各艦乗組裨官は改めて軍曹を命じ、各艦乗組押伍官・各艦乗組野砲海兵押伍官・各艦乗組伍長は改めて伍長を命じることにした。1872年5月18日（明治5年4月12日）に、曹長以下伍長までの俸給制度が確定するまでの月給を定める。
1872年5月23日（明治5年4月17日）に海軍の官名について諸艦船とも英国海軍官名録の通りに唱えさせることにした。

### 明治5年9月の海軍
1872年9月27日（明治5年8月25日）海軍省乙第100号布達により軍艦乗組官等表を定め、1872年10月3日（明治5年9月1日）よりこれを施行し、中士1等・2等、下士1等ないし3等を設け、少尉・曹長・権曹長・軍曹・伍長に相当し、すなわち10等より14等までにあたる。卒を5等に分類した。1等中士に、艦内教授役、掌砲上長、水夫上長、木工上長（この3つを三上長という）等を置いた。一等中士以下を乗艦の官員に充て、曹長以下を海兵官員に充てることとした。1872年10月31日（明治5年9月29日）に海軍中等士官以下の服制を定める。
| 少尉相当   | 一等中士 | 艦内教授役   |        |          | 掌砲上長 | 水夫上長   | 水夫上長   |              |          |          |          |          |          |            |            |            | 木工上長 |            |          |          | 小機関士 |          |            |          |            |            |            |            |            |        |      |      |              |              |                |              |                |                   |                   |               |            |
| 曹長相当   | 二等中士 | 艦内教授役介 | 肝煎   | 筆生     | 掌砲長   | 水夫長     | 水夫長     |              |          |          |          |          |          |            |            |            | 木工長   |            |          |          | 機関士副 |          |            |          |            |            |            |            |            |        |      |      |              |              |                |              |                |                   |                   |               |            |
| 権曹長相当 | 一等下士 |              | 肝煎介 | 二等筆生 | 掌砲次長 | 水夫次長   | 水夫次長   | 指揮官端舟長 |          | 甲板長   |          | 按針長   | 信号長   | 帆縫長     | 造綱長     |            | 木工次長 |            |          |          | 火夫長   | 鍛冶長   |            | 厨宰     |            |            |            |            |            |        |      |      |              |              |                |              |                |                   |                   |               |            |
| 軍曹相当   | 二等下士 |              |        | 三等筆生 | 掌砲長属 | 水夫長属   | 水夫長属   | 艦長端舟長   | 大端舟長 | 甲板次長 | 檣樓長   | 按針次長 | 信号次長 | 帆縫次長   | 造綱次長   | 船艙長     | 木工長属 |            |          |          | 火夫次長 | 鍛冶次長 |            |          | 割烹       |            |            |            |            |        |      |      |              |              |                |              |                |                   |                   |               |            |
| 伍長相当   | 三等下士 |              |        |          |          |            |            | 中端舟長     | 小端舟長 | 甲板長属 | 檣樓長属 | 按針長属 | 信号長属 | 帆縫長属   | 造綱長属   |            |          | 槇筎師     | 塗師     | 桶師     | 火夫長属 | 鍛冶長属 | 兵器師     | 厨宰介   |            | 病室厨宰   | 看病人長   |            |            |        |      |      |              |              |                |              |                |                   |                   |               |            |
|            | 一等卒   |              |        |          | 一等砲夫 | 一等水夫   | 一等水夫   |              |          |          |          |          |          | 一等帆縫手 | 一等造綱手 | 一等船艙夫 | 一等木工 | 一等槇筎工 | 一等塗工 | 一等桶工 | 一等火夫 | 一等鍛冶 | 一等兵器工 |          | 割烹介     |            | 看病人介   |            |            |        |      |      |              |              |                |              |                |                   |                   |               |            |
|            | 二等卒   |              |        |          | 二等砲夫 | 二等水夫   | 二等水夫   |              |          |          |          |          |          | 二等帆縫手 | 二等造綱手 | 二等船艙夫 | 二等木工 | 二等槇筎工 | 二等塗工 | 二等桶工 | 二等火夫 | 二等鍛冶 | 二等兵器工 |          |            |            | 一等看病人 | 一等裁縫手 | 一等造靴手 |        |      |      | 指揮官厨宰   | 指揮官割烹   | 指揮官従僕     | 大艦艦長厨宰 | 大艦艦長割烹   | 一等艦/士官室厨宰 | 一等艦/士官室割烹 |               |            |
|            | 三等卒   |              |        |          | 三等砲夫 | 三等水夫   | 三等水夫   |              |          |          |          |          |          |            |            |            | 三等木工 | 三等槇筎工 | 三等塗工 | 三等桶工 | 三等火夫 | 三等鍛冶 | 三等兵器工 |          | 一等割烹夫 |            | 二等看病人 | 二等裁縫手 | 二等造靴手 |        |      |      | 艦長厨宰     | 艦長一等割烹 | 士官室厨宰     | 士官次室厨宰 | 士官室一等割烹 | 士官次室割烹      | 三佐従僕          | 秘書/医官従僕 | 大少監従僕 |
|            | 四等卒   |              |        |          | 四等砲夫 | 四等水夫   | 四等水夫   |              |          |          |          |          |          |            |            |            | 四等木工 | 四等槇筎工 | 四等塗工 | 四等桶工 | 四等火夫 | 四等鍛冶 | 四等兵器工 |          | 二等割烹夫 | 一等造麺夫 | 三等看病人 |            |            |        |      |      | 艦長二等厨宰 | 士官室使丁   | 士官室二等割烹 | 士官室従僕   | 士官次室使丁   | 中士室厨宰        | 中士室割烹        |               |            |
|            | 五等卒   |              |        |          |          | 一等若水夫 | 二等若水夫 |              |          |          |          |          |          |            |            |            | 五等木工 | 五等槇筎工 | 五等塗工 | 五等桶工 | 五等火夫 | 五等鍛冶 | 五等兵器工 | 厨宰使丁 | 三等割烹夫 | 二等造麺夫 |            |            |            | 守灯夫 | 屠夫 | 剃夫 |              |              |                |              |                |                   |                   |               |            |

海兵隊では砲歩兵隊の官等を定め、その組織は曹長、権曹長、軍曹、伍長の下に砲兵及び歩兵がある。また、楽隊長、楽隊次長、楽長、楽師（官階11等から14等まで）を置きその下に楽手があり、鼓長、鼓次長（官階13等から14等まで）を置きその下に鼓手及び喇叭手がある。砲兵・歩兵、楽手、鼓手・喇叭手には各1等から5等まであり一等卒から五等卒までに相当する。
| 等級   | 官名     | 官名     | 官名     | 官名     | 官名       |
| ------ | -------- | -------- | -------- | -------- | ---------- |
| 十一等 | 曹長     | 曹長     | 楽隊長   |          |            |
| 十二等 | 権曹長   | 権曹長   | 楽隊次長 |          |            |
| 十三等 | 軍曹     | 軍曹     | 楽長     | 鼓長     | 鼓長       |
| 十四等 | 伍長     | 伍長     | 楽師     | 鼓次長   | 鼓次長     |
| 一等卒 | 一等砲兵 | 一等歩兵 | 一等楽手 | 一等鼓手 | 一等喇叭手 |
| 二等卒 | 二等砲兵 | 二等歩兵 | 二等楽手 | 二等鼓手 | 二等喇叭手 |
| 三等卒 | 三等砲兵 | 三等歩兵 | 三等楽手 | 三等鼓手 | 三等喇叭手 |
| 四等卒 | 四等砲兵 | 四等歩兵 | 四等楽手 | 四等鼓手 | 四等喇叭手 |
| 五等卒 | 五等砲兵 | 五等歩兵 | 五等楽手 | 五等鼓手 | 五等喇叭手 |

明治5年10月の海軍省官等表では大元帥・元帥を再度設置したほか、伍長を追加し十四等とした。海軍省秘史局に、大少秘書官（官階6等・7等）を、会計局に、主計大少監、大中少主計、主計副（官階6等から11等まで）を、軍医寮に、大中少医監、大中少軍医、軍医副（官階5等から11等まで）を、機関司に、大少監、大中少機関士、機関士副（官階6等から11等まで）を置いた。1872年11月10日（明治5年10月10日）に海軍一等卒以下月給表を定めた。
1873年（明治6年）2月12日に海軍武官の人事に関して達方手順大概を定め、上等士官は降級・昇級、出勤、乗組、出張等の異動をすべて海軍省にて達、中等士官・下等士官は降級・昇級を海軍省にて達、乗組替えを管轄長にて達、卒は降級・昇級、乗組替え共に管轄長にて達とした。
1873年（明治6年）4月14日海軍省甲第85号により四等卒の艦長付二等厨宰を艦長付二等割烹と改める。

### 明治6年5月の海軍
1873年（明治6年）5月には大元帥・元帥を再度廃止して、大将を一等として以下これに準じて少尉を九等とした。このとき武官もまた文官と同様に三等以上が勅任となる。大尉は七等としたことにより奏任となり、明治6年5月12日太政官第157号の布告により中少尉を奏任とした。
1873年（明治6年）6月5日海軍省甲第123号により海軍砲歩兵隊官等并俸給表を改定し、海兵隊の一等卒のうち砲兵伍長副を命ぜられた者の日給を定める。
1873年（明治6年）6月29日に海軍省官等表を改定し、秘史局・軍務局に秘書官、権秘書官、大中少秘書、秘書副（官階5等から10等まで）を置き、会計局の主計大監以下の官階を1等ずつ進め、5等から10等とした。また、機関司が廃止され、代わりに、主船寮が置かれ、機関大監以下の官が置かれ（機関士副は廃止）、かつ、官階を1等ずつ進め、5等から9等とした。また、軍医寮大医監以下の官階を1等ずつ進め、4等から10等とした。また、秘書・主計・軍医・機関の4官を以て乗艦文官あるいは乗艦の四文官（しぶんかん）と称した。6月30日、大軍医・大主計を奏任とした（7等相当）。
軍艦乗組官等並びに日給表から兵器師の官名が漏れていたので明治6年7月8日にこれを追加し、更に槇筎・塗・兵器・桶の四師を槇筎工長・塗工長・兵器工長・桶工長に改称した。
1873年（明治6年）8月8日、将官・上長官・士官・下士の分類が設けられたほか、権曹長が廃止された。官階は、10等を欠き、曹長を11等とした。機関士副が再置され、下士に分類された。中士の名称を廃止し、官階11等から15等までを下士に分類した。卒5等中より、艦船限りで傭役する者を区別した。海軍武官官等表中に海兵部を設け、将校は少将以下少尉まで、下士は曹長、軍曹、伍長、楽隊長、楽隊次長、楽長・鼓長、楽師・鼓次長を掲載する。海軍武官官等の改正で権曹長が廃止された際に海軍省は曹長以下について外国名との比較を定めている。
|      |        |      |              |        |          |          |          |              |          |          |          |          |          |          |          |        |          |          |        |        | 海兵部 | 海兵部   | 海兵部   | 軍医科 | 秘書科   | 主計科   | 主計科     | 主計科   | 主計科   | 主計科   | 機関科   | 機関科   | 機関科   |
| ---- | ------ | ---- | ------------ | ------ | -------- | -------- | -------- | ------------ | -------- | -------- | -------- | -------- | -------- | -------- | -------- | ------ | -------- | -------- | ------ | ------ | ------ | -------- | -------- | ------ | -------- | -------- | ---------- | -------- | -------- | -------- | -------- | -------- | -------- |
| 1等  | 将官   | 大将 | 大将         | 大将   | 大将     | 大将     | 大将     | 大将         | 大将     | 大将     | 大将     | 大将     | 大将     | 大将     | 大将     | 大将   | 大将     | 大将     | 大将   | 大将   |        |          |          |        |          |          |            |          |          |          |          |          |          |
| 2等  | 将官   | 中将 | 中将         | 中将   | 中将     | 中将     | 中将     | 中将         | 中将     | 中将     | 中将     | 中将     | 中将     | 中将     | 中将     | 中将   | 中将     | 中将     | 中将   | 中将   |        |          |          |        |          |          |            |          |          |          |          |          |          |
| 3等  | 将官   | 少将 | 少将         | 少将   | 少将     | 少将     | 少将     | 少将         | 少将     | 少将     | 少将     | 少将     | 少将     | 少将     | 少将     | 少将   | 少将     | 少将     | 少将   | 少将   | 少将   | 少将     | 少将     |        |          |          |            |          |          |          |          |          |          |
| 4等  | 上長官 | 大佐 | 大佐         | 大佐   | 大佐     | 大佐     | 大佐     | 大佐         | 大佐     | 大佐     | 大佐     | 大佐     | 大佐     | 大佐     | 大佐     | 大佐   | 大佐     | 大佐     | 大佐   | 大佐   | 大佐   | 大佐     | 大佐     | 大医監 |          |          |            |          |          |          |          |          |          |
| 5等  | 上長官 | 中佐 | 中佐         | 中佐   | 中佐     | 中佐     | 中佐     | 中佐         | 中佐     | 中佐     | 中佐     | 中佐     | 中佐     | 中佐     | 中佐     | 中佐   | 中佐     | 中佐     | 中佐   | 中佐   | 中佐   | 中佐     | 中佐     | 中医監 | 秘書官   | 主計大監 | 主計大監   | 主計大監 | 主計大監 | 主計大監 | 機関大監 | 機関大監 | 機関大監 |
| 6等  | 上長官 | 少佐 | 少佐         | 少佐   | 少佐     | 少佐     | 少佐     | 少佐         | 少佐     | 少佐     | 少佐     | 少佐     | 少佐     | 少佐     | 少佐     | 少佐   | 少佐     | 少佐     | 少佐   | 少佐   | 少佐   | 少佐     | 少佐     | 少医監 | 権秘書官 | 主計少監 | 主計少監   | 主計少監 | 主計少監 | 主計少監 | 機関少監 | 機関少監 | 機関少監 |
| 7等  | 士官   | 大尉 | 大尉         | 大尉   | 大尉     | 大尉     | 大尉     | 大尉         | 大尉     | 大尉     | 大尉     | 大尉     | 大尉     | 大尉     | 大尉     | 大尉   | 大尉     | 大尉     | 大尉   | 大尉   | 大尉   | 大尉     | 大尉     | 大軍医 | 大秘書   | 大主計   | 大主計     | 大主計   | 大主計   | 大主計   | 大機関士 | 大機関士 | 大機関士 |
| 8等  | 士官   | 中尉 | 中尉         | 中尉   | 中尉     | 中尉     | 中尉     | 中尉         | 中尉     | 中尉     | 中尉     | 中尉     | 中尉     | 中尉     | 中尉     | 中尉   | 中尉     | 中尉     | 中尉   | 中尉   | 中尉   | 中尉     | 中尉     | 中軍医 | 中秘書   | 中主計   | 中主計     | 中主計   | 中主計   | 中主計   | 中機関士 | 中機関士 | 中機関士 |
| 9等  | 士官   | 少尉 | 少尉         | 少尉   | 少尉     | 少尉     | 少尉     | 少尉         | 少尉     | 少尉     | 少尉     | 少尉     | 少尉     | 少尉     | 少尉     | 少尉   | 少尉     | 少尉     | 少尉   | 少尉   | 少尉   | 少尉     | 少尉     | 少軍医 | 少秘書   | 少主計   | 少主計     | 少主計   | 少主計   | 少主計   | 少機関士 | 少機関士 | 少機関士 |
| 10等 |        |      | 艦内教授役   |        |          | 掌砲上長 | 水夫上長 |              |          |          |          |          |          |          |          |        | 木工上長 |          |        |        |        |          |          | 軍医副 | 秘書副   | 主計副   | 主計副     | 主計副   | 主計副   | 主計副   |          |          |          |
| 11等 | 下士   |      | 艦内教授役介 | 警吏   | 一等筆生 | 掌砲長   | 水夫長   |              |          |          |          |          |          |          |          |        | 木工長   |          |        |        | 曹長   | 楽隊長   | 楽隊長   |        |          |          |            |          |          |          | 機関士副 | 機関士副 | 機関士副 |
| 12等 | 下士   |      |              | 警吏補 | 二等筆生 | 掌砲次長 | 水夫次長 | 指揮官端舟長 |          | 甲板長   |          | 按針長   | 信号長   | 帆縫長   | 造綱長   |        | 木工次長 |          |        |        | 軍曹   | 楽隊次長 | 楽隊次長 |        |          |          | 艦内厨宰   |          |          |          | 火夫長   | 鍛冶長   |          |
| 13等 | 下士   |      |              |        | 三等筆生 | 掌砲長属 | 水夫長属 | 艦長端舟長   | 大端舟長 | 甲板次長 | 檣樓長   | 按針次長 | 信号次長 | 帆縫次長 | 造綱次長 | 船艙長 | 木工長属 |          |        |        | 伍長   | 楽長     | 鼓長     |        |          |          |            | 艦内割烹 |          |          | 火夫次長 | 鍛冶次長 |          |
| 14等 | 下士   |      |              |        |          |          |          | 中端舟長     | 小端舟長 | 甲板長属 | 檣樓長属 | 按針長属 | 信号長属 | 帆縫長属 | 造綱長属 |        |          | 槇筎工長 | 塗工長 | 桶工長 |        | 楽師     | 鼓次長   |        |          |          | 艦内厨宰介 |          | 病室厨宰 | 看病夫長 | 火夫長属 | 鍛冶長属 | 兵器工長 |
| 15等 | 下士   |      |              |        |          |          |          |              |          |          |          |          |          |          |          |        |          |          |        |        |        |          |          |        |          |          |            |          |          |          |          |          |          |

1873年（明治6年）8月18日に定めた海軍概則によると、大艦隊は大将あるいは中将がこれを指揮する定則であるとした。中艦隊は少将がこれを指揮する定則であるとした。小艦隊は大佐がこれを指揮するとした。指揮官不在の時に二艦以上が同港内に滞舶するときは、諸暗号等について隊中・隊外を論ぜず先任官がこれを指揮することとした。海軍提督府は中将あるいは少将がその指揮を掌り、また大佐が代わりにその職務を務めることもあるとした。大艦の艦長は大佐あるいは中佐であることとし、ただし、大艦のうち一等艦は大佐、二等艦は中佐が艦長であることが定則になるとした。中艦の艦長は少佐であるとした。小艦の艦長は大尉であるとした。一等艦の副長は少佐であるとした。二等艦以下の副長は大尉であることとした。艦長が艦隊指揮を兼務するときはその副長は少佐であることとした。少将以上が乗艦して指揮するときは大艦・中艦の別なく艦長は大佐・中佐、副長は少佐であることとした。
1873年（明治6年）8月22日に仮に置くところの「少尉試補」を「少尉補」に改称した。このときの少尉補は海軍省限りで命じるところとし、官等には列しなかった。
最初の海軍兵学校卒業生は、明治6年11月に卒業した平山藤次郎及び森又七郎である。これらの者が日本国内で近代的な海軍士官教育を受けた最初の世代である。
1873年（明治6年）11月19日海軍省甲第219号により、割烹介を艦内割烹介に改称する。
1873年（明治6年）11月27日太政官第394号の布告により、軍医・秘書・主計・機関の4科の中少尉相当官を奏任とした。
1874年（明治7年）1月14日に、榎本武揚が初の海軍中将に任じられているが、現実に海軍に勤務していたわけではない。また、秘書の例としては、明治7年に大秘書に任じられた児玉利国などがある。
1874年（明治7年）5月3日に軍艦乗組日給表の火夫の行で、水夫に比例して五等火夫の下に一等若火夫及び二等若火夫の名称を増加した。
1874年（明治7年）5月4日に太政官第49号布告により海兵部の官等を改正し、楽隊次長を廃止して鼓長・楽長の官等を12等とし鼓次長・楽師の官等を13等として楽隊長は鼓長・楽長以下を統べる。
1874年（明治7年）5月13日、機関科に機関士補を置いたが、官等には列しなかった。5月、秘史局・軍務局が廃止された。台湾出兵（明治7年）は、この頃である。
1874年（明治7年）11月22日に艦船等にて雇い入れの看病夫を軍医寮の管轄とし、明治8年4月23日に提督府が所轄してきた看病夫長を軍医寮の管轄とする。
1875年（明治8年）11月12日に海軍武官及文官服制（明治6年11月改定）を布告した。海軍武官服制、海軍下士以下服制、海兵隊服制・上、海兵隊服制・下、海軍文官服制の全5部を構成した。
1876年（明治9年）7月5日達第69号により、楽長を10等として翌月に准士官となり、楽次長を11等、楽師を12等、楽手を13等とし、この下に楽生、楽生補があり官等はない。そして楽長から楽生までに各1等・2等の区別を設ける。

### 明治9年8月の海軍
明治9年8月31日太政官第113号布告により海軍文武官等表を改正し、官階10等を准士官とし、少尉補はこれまでの海軍省限りで命じるものから本官に改め官階10等としたことで准士官になる。軍医科に、軍医総監を置いて、3等官とした。秘書科に、大中少秘史（官階4等から6等まで）を置いた。主計科の主計大監を官階4等とし、新たに主計中監（官階5等）を置いた。機関科も主計科と同様の改正を行ったほか、機関士補はその名称を機関士副と入れ換えてかつ海軍省限りで命じるものから本官に改めて官階10等としたことで、機関士副が准士官となり機関士補は官階11等の下士となる。この時に、主船寮や軍医寮等を廃止した。官階10等である掌砲・水夫・木工の三上長もまた准士官となり、艦内教授役・警吏等の階級を引き下げた。この月に海兵を解隊して水夫に採用し改めて「水夫」は「水兵」に改称した。また、砲夫を廃止した。官等表に軍楽科を設け、軍楽科を武官にした。明治9年12月に鼓手・喇叭手の名称は廃止した。明治9年12月18日、初の軍医総監の任官があった（戸塚文海）。1876年（明治9年）頃はまだ任官の要件などが確立されておらず、5月13日には、病重い華頂宮博経親王が20代で海軍少将（昇進としてではない）に任ぜられるなど柔軟な運用がなされていた。
| 文官   | 文官   | 文官     | 文官     | 武官   | 武官   | 武官         | 武官   | 武官     | 武官     | 武官     | 武官         | 武官     | 武官     | 武官     | 武官     | 武官     | 武官     | 武官     | 武官   | 武官     | 武官       | 武官     | 武官   | 武官     | 武官       | 武官   | 武官   | 武官   |          |        |          |            |          |          |
| 本省   | 本省   | 本省     | 裁判所   |        |        |              |        |          |          |          |              |          |          |          |          |          |          |          |        |          |            |          |        |          |            | 海兵部 | 海兵部 | 軍楽科 | 軍医科   | 秘書科 | 主計科   | 主計科     | 主計科   | 機関科   |
| ------ | ------ | -------- | -------- | ------ | ------ | ------------ | ------ | -------- | -------- | -------- | ------------ | -------- | -------- | -------- | -------- | -------- | -------- | -------- | ------ | -------- | ---------- | -------- | ------ | -------- | ---------- | ------ | ------ | ------ | -------- | ------ | -------- | ---------- | -------- | -------- |
| 一等   | 卿     |          |          | 将官   | 大将   | 大将         | 大将   | 大将     | 大将     | 大将     | 大将         | 大将     | 大将     | 大将     | 大将     | 大将     | 大将     | 大将     | 大将   | 大将     | 大将       | 大将     | 大将   | 大将     | 大将       | 大将   | 大将   | 大将   |          |        |          |            |          |          |
| 二等   | 大輔   |          |          | 将官   | 中将   | 中将         | 中将   | 中将     | 中将     | 中将     | 中将         | 中将     | 中将     | 中将     | 中将     | 中将     | 中将     | 中将     | 中将   | 中将     | 中将       | 中将     | 中将   | 中将     | 中将       | 中将   | 中将   | 中将   |          |        |          |            |          |          |
| 三等   | 少輔   |          | 長       | 将官   | 少将   | 少将         | 少将   | 少将     | 少将     | 少将     | 少将         | 少将     | 少将     | 少将     | 少将     | 少将     | 少将     | 少将     | 少将   | 少将     | 少将       | 少将     | 少将   | 少将     | 少将       | 少将   | 少将   | 少将   | 軍医総監 |        |          |            |          |          |
| 四等   | 大丞   | 技監     | 長       | 上長官 | 大佐   | 大佐         | 大佐   | 大佐     | 大佐     | 大佐     | 大佐         | 大佐     | 大佐     | 大佐     | 大佐     | 大佐     | 大佐     | 大佐     | 大佐   | 大佐     | 大佐       | 大佐     | 大佐   | 大佐     | 大佐       | 大佐   | 大佐   | 大佐   | 大医監   | 大秘史 | 主計大監 | 主計大監   | 主計大監 | 機関大監 |
| 五等   | 権大丞 | 大匠司   | 長       | 上長官 | 中佐   | 中佐         | 中佐   | 中佐     | 中佐     | 中佐     | 中佐         | 中佐     | 中佐     | 中佐     | 中佐     | 中佐     | 中佐     | 中佐     | 中佐   | 中佐     | 中佐       | 中佐     | 中佐   | 中佐     | 中佐       | 中佐   | 中佐   | 中佐   | 中医監   | 中秘史 | 主計中監 | 主計中監   | 主計中監 | 機関中監 |
| 六等   | 少丞   | 中匠司   | 評事     | 上長官 | 少佐   | 少佐         | 少佐   | 少佐     | 少佐     | 少佐     | 少佐         | 少佐     | 少佐     | 少佐     | 少佐     | 少佐     | 少佐     | 少佐     | 少佐   | 少佐     | 少佐       | 少佐     | 少佐   | 少佐     | 少佐       | 少佐   | 少佐   | 少佐   | 少医監   | 少秘史 | 主計少監 | 主計少監   | 主計少監 | 機関少監 |
| 七等   | 権少丞 | 少匠司   | 権評事   | 士官   | 大尉   | 大尉         | 大尉   | 大尉     | 大尉     | 大尉     | 大尉         | 大尉     | 大尉     | 大尉     | 大尉     | 大尉     | 大尉     | 大尉     | 大尉   | 大尉     | 大尉       | 大尉     | 大尉   | 大尉     | 大尉       | 大尉   | 大尉   | 大尉   | 大軍医   | 大秘書 | 大主計   | 大主計     | 大主計   | 大機関士 |
| 八等   | 大録   | 大師     | 大主理   | 士官   | 中尉   | 中尉         | 中尉   | 中尉     | 中尉     | 中尉     | 中尉         | 中尉     | 中尉     | 中尉     | 中尉     | 中尉     | 中尉     | 中尉     | 中尉   | 中尉     | 中尉       | 中尉     | 中尉   | 中尉     | 中尉       | 中尉   | 中尉   | 中尉   | 中軍医   | 中秘書 | 中主計   | 中主計     | 中主計   | 中機関士 |
| 九等   | 権大録 | 中師     | 中主理   | 士官   | 少尉   | 少尉         | 少尉   | 少尉     | 少尉     | 少尉     | 少尉         | 少尉     | 少尉     | 少尉     | 少尉     | 少尉     | 少尉     | 少尉     | 少尉   | 少尉     | 少尉       | 少尉     | 少尉   | 少尉     | 少尉       | 少尉   | 少尉   | 少尉   | 少軍医   | 少秘書 | 少主計   | 少主計     | 少主計   | 少機関士 |
| 十等   | 中録   | 少師     | 少主理   | 準士官 | 少尉補 |              |        |          | 掌砲上長 | 水兵上長 |              |          |          |          |          |          |          |          |        | 木工上長 |            |          |        |          |            |        |        | 楽長   | 軍医副   | 秘書副 | 主計副   | 主計副     | 主計副   | 機関士副 |
| 十一等 | 権中録 | 一等工長 | 一等書記 | 下士   |        | 艦内教授役   |        | 一等筆記 | 掌砲長   | 水兵長   |              |          |          |          |          |          |          |          |        | 木工長   |            |          |        |          |            | 曹長   | 曹長   | 楽次長 |          |        |          |            |          | 機関士補 |
| 十二等 | 少録   | 二等工長 | 二等書記 | 下士   |        | 艦内教授役介 | 警吏   | 二等筆記 | 掌砲次長 | 水兵次長 | 指揮官端舟長 |          | 甲板長   |          | 按針長   | 信号長   | 帆縫長   | 造綱長   |        | 木工次長 |            |          |        | 鍛冶長   |            | 軍曹   | 鼓長   | 楽師   |          |        |          | 艦内厨宰   |          | 火夫長   |
| 十三等 | 権少録 | 三等工長 | 三等書記 | 下士   |        |              | 警吏補 | 三等筆記 | 掌砲長属 | 水兵長属 | 艦長端舟長   | 大端舟長 | 甲板次長 | 檣樓長   | 按針次長 | 信号次長 | 帆縫次長 | 造綱次長 | 船艙長 | 木工長属 | 槇筎工長   | 塗工長   |        | 鍛冶次長 | 兵器工長   | 伍長   | 鼓次長 | 楽手   | 病室厨宰 |        |          |            | 艦内割烹 | 火夫次長 |
| 十四等 | 筆生   | 四等工長 | 四等書記 | 下士   |        |              |        |          |          |          | 中端舟長     | 小端舟長 | 甲板長属 | 檣樓長属 | 按針長属 | 信号長属 | 帆縫長属 | 造綱長属 |        |          | 槇筎工長属 | 塗工長属 | 桶工長 | 鍛冶長属 | 兵器工長属 |        |        | 楽生   | 看病夫長 |        |          | 艦内厨宰介 |          | 火夫長属 |
| 十五等 | 省掌   | 五等工長 | 五等書記 | 下士   |        |              |        |          |          |          |              |          |          |          |          |          |          |          |        |          |            |          |        |          |            |        |        |        |          |        |          |            |          |          |

1877年（明治10年）1月に官等を17等に増加しているが、この年は海軍文武官官等表に変更はない。
西南戦争（明治10年）はこの頃である。
1878年（明治11年）2月19日太政官第5号達により海軍文武官官等表から海兵部の部目を廃止した。
1878年（明治11年）6月24日に一等卒の看病夫介の名称について、二等卒以下に一・二・二等等看病夫があるので一等卒が看病夫介なのは不穏当であるため、看病夫長介に改称した。
1878年（明治11年）11月20日海軍省乙第13号達により海軍一等卒以下等級表を改正し、秘書従僕を秘史従僕と、中士室厨宰・割烹を下士厨宰・割烹と改称した。このとき艦船限りで傭役する者を准卒と称することになった。
| 一等 | 一等水兵   | 一等水兵   | 一等帆縫手 | 一等造綱手 | 一等船艙夫 | 一等木工 | 一等槇筎工 | 一等塗工 | 一等桶工 | 一等火夫 | 一等火夫   | 一等火夫   | 一等鍛冶 | 一等兵器工 |
| 二等 | 二等水兵   | 二等水兵   | 二等帆縫手 | 二等造綱手 | 二等船艙夫 | 二等木工 | 二等槇筎工 | 二等塗工 | 二等桶工 | 二等火夫 | 二等火夫   | 二等火夫   | 二等鍛冶 | 二等兵器工 |
| 三等 | 三等水兵   | 三等水兵   |            |            |            | 三等木工 | 三等槇筎工 | 三等塗工 | 三等桶工 | 三等火夫 | 三等火夫   | 三等火夫   | 三等鍛冶 | 三等兵器工 |
| 四等 | 四等水兵   | 四等水兵   |            |            |            | 四等木工 | 四等槇筎工 | 四等塗工 | 四等桶工 | 四等火夫 | 四等火夫   | 四等火夫   | 四等鍛冶 | 四等兵器工 |
| 五等 | 一等若水兵 | 二等若水兵 |            |            |            | 五等木工 | 五等槇筎工 | 五等塗工 | 五等桶工 | 五等火夫 | 一等若火夫 | 二等若火夫 | 五等鍛冶 | 五等兵器工 |

| 一等 | 准卒 |          | 艦内割烹介 |            | 看病夫長介 |            |            |        |      |      |                |                |                   |                |                |                   |            |              |            |
| 二等 | 准卒 |          |            |            | 一等看病夫 | 一等裁縫手 | 一等造靴手 |        |      |      | 指揮官厨宰     | 大艦艦長厨宰   | 一等艦/士官室厨宰 | 指揮官割烹     | 大艦艦長割烹   | 一等艦/士官室割烹 | 指揮官従僕 |              |            |
| 三等 | 准卒 |          | 一等割烹夫 |            | 二等看病夫 | 二等裁縫手 | 二等造靴手 |        |      |      | 艦長厨宰       | 士官室厨宰     | 士官次室厨宰      | 艦長附一等割烹 | 士官室一等割烹 | 士官次室割烹      | 三佐従僕   | 秘史医監従僕 | 大少監従僕 |
| 四等 | 准卒 |          | 二等割烹夫 | 一等造麺夫 | 三等看病夫 |            |            |        |      |      | 艦長附二等割烹 | 士官室二等割烹 | 士官室使丁        | 士官次室使丁   | 士官室従僕     | 下士厨宰          | 下士割烹   |              |            |
| 五等 | 准卒 | 厨宰使丁 | 三等割烹夫 | 二等造麺夫 |            |            |            | 守灯夫 | 屠夫 | 剃夫 |                |                |                   |                |                |                   |            |              |            |

### 明治15年6月の海軍
1882年（明治15年）6月、曹長・軍曹・伍長を廃止した。秘書科の科目とその大秘史以下を廃止した。機関総監を置き三等とした。機関士副を機関士補に改称して准士官となる十等とした。大中少医監を軍医大中少監に改称した。軍医副を軍医補に改称した。主計総監を置き三等とした。主計副を主計補に改称した。機関・軍医・主計の3部を准将校と称し、武官に属す。このときに四文官を武官制に改めた。また、この3部の四等・五等・六等官を某部上長官、七等・八等・九等を某部士官と称した。また、各部の並びも機関部を軍医部よりも前に置いた。1883年（明治15年）12月27日には、新設の機関総監に肥田浜五郎が任じられている。九等・十等を准士官と称し、下士を3等に分けて十一等から十三等までに充て、共に判任とした。下士に於いては一部の官名を統廃合して、一等・二等・三等兵曹を置いた。従前の機関士補は廃止して機関工上長・機関工長・一等・二等・三等機関工手を置いた。掌砲・水兵・木工・機関工の四上長は九等として、掌砲・水兵・木工・機関工の四長は十等としこれまた准士官に加えた。従前の木工長・木工次長を廃止して木工長属を三等に火夫長属を二等に分けた。下士部の中に一等から三等までの水雷工手を置く。従前は軍医科や主計科に属した下士についても一部の官名を統廃合して、一等・二等・三等主厨を置いた。従前の看病夫長を廃止して一等・二等・三等看護手を置いた。鍛冶次長及び楽生は廃止した。
槇筎工長・槇筎工長属の名称を塡筎工長・塡筎工長属に改めた
|      |      |        | 将校   | 准将校       | 准将校   | 准将校       | 准将校   | 准将校       | 准将校   |
| ---- | ---- | ------ | ------ | ------------ | -------- | ------------ | -------- | ------------ | -------- |
| 一等 | 勅任 | 将官   | 大将   |              |          |              |          |              |          |
| 二等 | 勅任 | 将官   | 中将   |              |          |              |          |              |          |
| 三等 | 勅任 | 将官   | 少将   |              | 機関総監 |              | 軍医総監 |              | 主計総監 |
| 四等 | 奏任 | 上長官 | 大佐   | 機関部上長官 | 機関大監 | 軍医部上長官 | 軍医大監 | 主計部上長官 | 主計大監 |
| 五等 | 奏任 | 上長官 | 中佐   | 機関部上長官 | 機関中監 | 軍医部上長官 | 軍医中監 | 主計部上長官 | 主計中監 |
| 六等 | 奏任 | 上長官 | 少佐   | 機関部上長官 | 機関少監 | 軍医部上長官 | 軍医少監 | 主計部上長官 | 主計少監 |
| 七等 | 奏任 | 士官   | 大尉   | 機関部士官   | 大機関士 | 軍医部士官   | 大軍医   | 主計部士官   | 大主計   |
| 八等 | 奏任 | 士官   | 中尉   | 機関部士官   | 中機関士 | 軍医部士官   | 中軍医   | 主計部士官   | 中主計   |
| 九等 | 奏任 | 士官   | 少尉   | 機関部士官   | 少機関士 | 軍医部士官   | 少軍医   | 主計部士官   | 少主計   |
|      |      |        |        |              |          |              |          |              |          |
| 十等 | 判任 | 准士官 | 少尉補 |              | 機関士補 |              | 軍医補   |              | 主計補   |

| 九等   | 判任 | 准士官 | 准士官 | 掌砲上長 | 水兵上長 | 木工上長     |        |            |          |            |          | 機関工上長   |              |              |              |        |          |          |            |        |
| 十等   | 判任 | 准士官 | 准士官 | 掌砲長   | 水兵長   | 木工長       |        |            |          |            |          | 機関工長     |              |              |              |        |          |          |            | 楽長   |
| 十一等 | 判任 | 下士   | 一等   | 一等兵曹 | 一等兵曹 | 一等木工長属 |        |            |          |            |          | 一等機関工手 | 一等水雷工手 | 火夫長       | 艦内教授役   | 警吏   | 一等筆記 | 一等主厨 | 一等看護手 | 楽次長 |
| 十二等 | 判任 | 下士   | 二等   | 二等兵曹 | 二等兵曹 | 二等木工長属 |        | 塡筎工長   | 鍛冶長   | 兵器工長   | 塗工長   | 二等機関工手 | 二等水雷工手 | 一等火夫長属 | 艦内教授役介 | 警吏補 | 二等筆記 | 二等主厨 | 二等看護手 | 楽師   |
| 十三等 | 判任 | 下士   | 三等   | 三等兵曹 | 三等兵曹 | 三等木工長属 | 桶工長 | 塡筎工長属 | 鍛冶長属 | 兵器工長属 | 塗工長属 | 三等機関工手 | 三等水雷工手 | 二等火夫長属 |              |        | 三等筆記 | 三等主厨 | 三等看護手 | 楽手   |
| 十四等 |      |        |        |          |          |              |        |            |          |            |          |              |              |              |              |        |          |          |            |        |
| 十五等 |      |        |        |          |          |              |        |            |          |            |          |              |              |              |              |        |          |          |            |        |
| 十六等 |      |        |        |          |          |              |        |            |          |            |          |              |              |              |              |        |          |          |            |        |
| 十七等 |      |        |        |          |          |              |        |            |          |            |          |              |              |              |              |        |          |          |            |        |

1882年（明治15年）8月4日に従来の官名を統廃合した兵曹と主厨の職務についてその分課を定める。
1882年（明治15年）8月10日海軍省丙第55号達により海軍卒・准卒職名表を改正した。従前の看病夫長介以下は准卒のところ卒とし、信号夫を新たに加えた。槇筎工の名称を塡筎工に改めた。
1884年（明治17年）4月19日海軍省乙第4号達で海軍卒准卒職名表を達しているが、内容に変更はない。
| 等級   | 職名       | 職名       | 職名       | 職名     | 職名       | 職名     | 職名       | 職名       | 職名       | 職名     | 職名       | 職名     | 職名       | 職名       | 職名       |
| ------ | ---------- | ---------- | ---------- | -------- | ---------- | -------- | ---------- | ---------- | ---------- | -------- | ---------- | -------- | ---------- | ---------- | ---------- |
| 一等卒 | 一等水兵   | 一等水兵   | 一等信号夫 | 一等木工 | 一等船艙夫 | 一等桶工 | 一等帆縫夫 | 一等造綱夫 | 一等塡筎工 | 一等鍛冶 | 一等兵器工 | 一等塗工 | 一等火夫   | 一等火夫   | 一等看病夫 |
| 二等卒 | 二等水兵   | 二等水兵   | 二等信号夫 | 二等木工 | 二等船艙夫 | 二等桶工 | 二等帆縫夫 | 二等造綱夫 | 二等塡筎工 | 二等鍛冶 | 二等兵器工 | 二等塗工 | 二等火夫   | 二等火夫   | 二等看病夫 |
| 三等卒 | 三等水兵   | 三等水兵   | 三等信号夫 | 三等木工 |            | 三等桶工 |            |            | 三等塡筎工 | 三等鍛冶 | 三等兵器工 | 三等塗工 | 三等火夫   | 三等火夫   | 三等看病夫 |
| 四等卒 | 四等水兵   | 四等水兵   | 四等信号夫 | 四等木工 |            | 四等桶工 |            |            | 四等塡筎工 | 四等鍛冶 | 四等兵器工 | 四等塗工 | 四等火夫   | 四等火夫   | 四等看病夫 |
| 五等卒 | 一等若水兵 | 二等若水兵 |            |          |            |          |            |            |            |          |            |          | 一等若火夫 | 二等若火夫 |            |

| 一等准卒 | 厨宰介   | 割烹手介   |            |            |          |            |          | 将官厨宰     | 将官割烹手     |            |              |            |                |                  |              |                |              |                |          |            |                |                |              |              |
| 二等准卒 |          | 一等割烹夫 | 一等裁縫夫 | 一等造靴夫 | 将官従僕 |            |          | 艦長一等厨宰 | 艦長一等割烹手 |            |              |            | 士官室一等厨宰 | 士官室一等割烹手 |              |                |              |                |          |            |                |                |              |              |
| 三等准卒 |          | 二等割烹夫 | 二等裁縫夫 | 二等造靴夫 |          |            |          | 艦長二等厨宰 | 艦長二等割烹手 |            |              |            | 士官室二等厨宰 | 士官室二等割烹手 | 士官次室厨宰 | 士官次室割烹手 | 機関士室厨宰 | 機関士室割烹手 | 艦長従僕 | 上長官従僕 |                |                |              |              |
| 四等准卒 | 厨宰使丁 | 三等割烹夫 |            |            |          | 一等守灯夫 | 一等剃夫 |              | 艦長割烹手介   | 准士官厨宰 | 准士官割烹手 | 士官室使丁 |                | 士官室割烹手介   |              |                |              |                |          |            | 将官附士官従僕 | 士官室士官従僕 | 士官次室使丁 | 機関士室使丁 |
| 五等准卒 |          |            |            |            |          | 二等守灯夫 | 二等剃夫 |              |                |            |              |            |                |                  |              |                |              |                |          |            |                |                |              |              |

1882年（明治15年）12月15日海軍省丙第110号達により海軍軍楽隊の楽手の下に一等卒と同等の楽生を置いた。
1884年（明治17年）4月14日に海軍将校准将校准士官進級条例を定め、進級に必要な実役停年や停年名簿及び抜擢名簿の作成などを規定した。
1884年（明治17年）7月11日太政官第64号達で海軍武官官等表を改正し、掌砲上長・掌砲長・水兵上長・水兵長・塡筎工長・塡筎工長属を廃止して一等兵曹の上に兵曹上長・兵曹長を置き、兵曹上長は九等、兵曹長は十等とした。
1884年（明治17年）7月11日海軍省丙第108号達にて信号夫・船艙夫・帆縫夫・造綱夫・塡筎工を廃止した。
| 九等 | 判任 | 准士官 | 兵曹上長 |
| 十等 | 判任 | 准士官 | 兵曹長   |

1884年（明治17年）10月1日海軍省丙第140号達にて将官厨宰を司令官厨宰、将官割烹手を司令官割烹手、将官従僕を司令官従僕と改正し、将官附士官従僕を削除する。
1884年（明治17年）10月10日海軍省乙第17号達も同様の改正になる。
1885年（明治18年）1月31日海軍省乙第1号達・丙第5号達にて海軍卒職名表を改正し、火夫の次に一等から五等まで厨夫を加えた。
| 一等 | 一等水兵   | 一等水兵   | 一等木工 | 一等桶工 | 一等鍛冶 | 一等兵器工 | 一等塗工 | 一等火夫   | 一等火夫   | 一等厨夫 | 一等看病夫 | 楽生 |
| 二等 | 二等水兵   | 二等水兵   | 二等木工 | 二等桶工 | 二等鍛冶 | 二等兵器工 | 二等塗工 | 二等火夫   | 二等火夫   | 二等厨夫 | 二等看病夫 |      |
| 三等 | 三等水兵   | 三等水兵   | 三等木工 | 三等桶工 | 三等鍛冶 | 三等兵器工 | 三等塗工 | 三等火夫   | 三等火夫   | 三等厨夫 | 三等看病夫 |      |
| 四等 | 四等水兵   | 四等水兵   | 四等木工 | 四等桶工 | 四等鍛冶 | 四等兵器工 | 四等塗工 | 四等火夫   | 四等火夫   | 四等厨夫 | 四等看病夫 |      |
| 五等 | 一等若水兵 | 二等若水兵 |          |          |          |            |          | 一等若火夫 | 二等若火夫 | 五等厨夫 |            |      |

1885年（明治18年）6月20日太政官第13号布達により海軍志願兵徴募規則を改正し海軍准卒を廃止することにした。
1886年（明治19年）2月19日海軍省乙第5号達・丙第25号達により海軍准卒の中で将官従僕・司令官従僕・艦長従僕・裁縫夫・剃夫を廃止した。
1886年（明治19年）4月10日海軍省令第19号により海軍准卒を廃止した。
1886年（明治19年）3月12日に高等官官等俸給令（明治19年勅令第6号）を定め、同年4月29日に判任官官等俸給令（明治19年勅令第36号）を定めて高等官と判任官は別の官等の枠組みをそれぞれ用いることになったことから、1886年（明治19年）4月29日勅令第37号により海軍大将は親任式を以って叙任する官（親任官）とし、中将は勅任一等、少将及び相当官は勅任二等とし、海軍大佐は奏任一等、中佐は奏任二等、少佐は奏任三等、大尉は奏任四等、中尉は奏任五等、少尉は奏任六等とし、佐官・尉官の相当官もまた同じとし、海軍准士官・下士の官等は10等に分けた判任官のうち判任一等より五等までとした。
1886年（明治19年）6月7日海軍省令第46号により兵器工長以下を廃止して鍛冶長以下の定員を改めた。

### 明治19年7月の海軍
1886年（明治19年）7月12日勅令第52号により海軍武官官等表を改正した。1886年（明治19年）7月13日海軍省令第59号により辞令書を下付しない者については、従前の機関総監は機技総監、海軍中佐は海軍大佐・奏任二等、従前の海軍中尉は海軍大尉・奏任五等、従前の中佐同等官・中尉同等官もこれに準じるとした。
従来海軍の准士官は2等あったところ1等に改めた。1886年（明治19年）7月13日海軍省令第59号により辞令書を下付しない者については、従前の兵曹上長・兵曹長は上等兵曹、従前の楽長は軍楽師、従前の機関工上長・機関工長は機関師、従前の木工上長・木工長は船匠師、従前の艦内教授役は一等艦内教授、従前の艦内教授役介は三等艦内教授、従前の警吏は一等警吏、従前の警吏補は三等警吏、従前の楽次長は一等楽手、従前の楽師は二等楽手、従前の楽手は三等楽手、従前の一等機関工手・火夫長は一等機関手、従前の二等機関工手・一等火夫長属は二等機関手、従前の三等機関工手・二等火夫長属は三等機関手、従前の一等木工長属は一等船匠手、従前の二等木工長属は二等船匠手、三等木工長属は一等船匠手、従前の鍛冶長は二等鍛冶手、従前の鍛冶長属は三等鍛冶手とした。
| 勅任 |      | 将官   | 将官   | 大将 |          |              |          |            |              |          |          |            |          |            |              |            |              |          |          |            |              |          |          |          |
| 勅任 | 一等 | 将官   | 将官   | 中将 |          |              |          |            |              |          |          |            |          |            |              |            |              |          |          |            |              |          |          |          |
| 勅任 | 二等 | 将官   | 将官   | 少将 |          |              |          |            |              | 機技総監 | 機技総監 |            |          |            |              |            |              | 軍医総監 | 軍医総監 |            |              | 主計総監 |          |          |
| 奏任 | 一等 | 上長官 | 上長官 | 大佐 |          |              |          |            | 機技部上長官 | 機関大監 | 大技監   |            |          |            |              |            | 軍医部上長官 | 軍医大監 | 軍医大監 |            | 主計部上長官 | 主計大監 |          |          |
| 奏任 | 二等 | 上長官 | 上長官 | 大佐 |          |              |          |            | 機技部上長官 | 機関大監 | 大技監   |            |          |            |              |            | 軍医部上長官 | 軍医大監 | 軍医大監 |            | 主計部上長官 | 主計大監 |          |          |
| 奏任 | 三等 | 上長官 | 上長官 | 少佐 |          |              |          |            | 機技部上長官 | 機関少監 | 少技監   |            |          |            |              |            | 軍医部上長官 | 軍医少監 | 薬剤監   |            | 主計部上長官 | 主計少監 |          |          |
| 奏任 | 四等 | 士官   | 士官   | 大尉 |          |              |          |            | 機技部士官   | 大機関士 | 大技士   |            |          |            |              |            | 軍医部士官   | 大軍医   | 大薬剤官 |            | 主計部士官   | 大主計   |          |          |
| 奏任 | 五等 | 士官   | 士官   | 大尉 |          |              |          |            | 機技部士官   | 大機関士 | 大技士   |            |          |            |              |            | 軍医部士官   | 大軍医   | 大薬剤官 |            | 主計部士官   | 大主計   |          |          |
| 奏任 | 六等 | 士官   | 士官   | 少尉 |          |              |          |            | 機技部士官   | 少機関士 | 少技士   |            |          |            |              |            | 軍医部士官   | 少軍医   | 少薬剤官 |            | 主計部士官   | 少主計   |          |          |
| 判任 | 一等 | 准士官 | 准士官 |      | 上等兵曹 |              |          | 軍楽師     | 機技部准士官 |          |          | 機関師     | 上等技工 | 船匠師     |              |            |              |          |          |            |              |          |          |          |
| 判任 | 二等 | 下士   | 一等   |      | 一等兵曹 | 一等艦内教授 | 一等警吏 | 一等軍楽手 | 機技部下士   |          |          | 一等機関手 | 一等技工 | 一等船匠手 | 一等水雷工手 | 一等鍛冶手 | 軍医部下士   |          |          | 一等看護手 | 主計部下士   |          | 一等筆記 | 一等主厨 |
| 判任 | 三等 | 下士   | 二等   |      | 二等兵曹 | 二等艦内教授 | 二等警吏 | 二等軍楽手 | 機技部下士   |          |          | 二等機関手 | 二等技工 | 二等船匠手 | 二等水雷工手 | 二等鍛冶手 | 軍医部下士   |          |          | 二等看護手 | 主計部下士   |          | 二等筆記 | 二等主厨 |
| 判任 | 四等 | 下士   | 三等   |      | 三等兵曹 | 三等艦内教授 | 三等警吏 | 三等軍楽手 | 機技部下士   |          |          | 三等機関手 | 三等技工 | 三等船匠手 | 三等水雷工手 | 三等鍛冶手 | 軍医部下士   |          |          | 三等看護手 | 主計部下士   |          | 三等筆記 | 三等主厨 |

1886年（明治19年）7月13日海軍省令第66号により海軍卒職名等級を改定した。
| 一等 | 一等水兵   | 一等水兵   | 一等火夫   | 一等火夫   | 一等木工 | 一等鍛冶 | 一等看病夫 | 一等厨夫 | 一等軍楽生 |
| 二等 | 二等水兵   | 二等水兵   | 二等火夫   | 二等火夫   | 二等木工 | 二等鍛冶 | 二等看病夫 | 二等厨夫 | 二等軍楽生 |
| 三等 | 三等水兵   | 三等水兵   | 三等火夫   | 三等火夫   | 三等木工 | 三等鍛冶 | 三等看病夫 | 三等厨夫 | 三等軍楽生 |
| 四等 | 四等水兵   | 四等水兵   | 四等火夫   | 四等火夫   | 四等木工 | 四等鍛冶 | 四等看病夫 | 四等厨夫 |            |
| 五等 | 一等若水兵 | 二等若水兵 | 一等若火夫 | 二等若火夫 | 若木工   | 若鍛冶   |            | 五等厨夫 |            |

1886年（明治19年）10月1日調べの海軍武官准士官以上名簿によると、上等兵曹は71名、軍楽師は3名、機関師は51名、船匠師は12名いた。
1886年（明治19年）10月2日勅令第64号により海軍武官官等表の改正に応じて海軍高等武官進級条例を改定し、第16条で海軍の学校卒業の者は海軍大臣が先ずこれに少尉候補生・少機関士候補生・少軍医候補生・少主計候補生を命じることにした。
1886年（明治19年）10月9日海軍省令第117号海軍下士卒進級条例により、下士卒の進級に必要な実役停年や抜擢について定め、実役停年の表では一等水兵の上に三等兵曹、一等火夫の上に三等機関手、一等軍楽生の上に三等軍楽手、一等木工の上に三等船匠手、一等鍛冶の上に三等鍛冶手、一等厨夫の上に三等主厨、一等看病夫の上に三等看護手があり、信号練習兵・二等若水兵・二等若火夫・若木工・若鍛冶は各その教育概則により進級させることができるとし、水兵は掌砲証状もしくは運用術卒業証書または水雷術卒業証書を有する者でなければ下士に進級することができず、火夫・木工・鍛冶は練習工卒業証書を有する者でなければ下士に進級することができないとした。
1887年（明治20年）5月25日に海軍各候補生の身分は海軍部内に限り奏任に準じ取り扱うこととした。
1888年（明治21年）12月1日海軍省令第12号により一等若水兵・一等若火夫を廃止して、二等若水兵を五等水兵に、二等火夫を五等火夫に、若木工を五等木工に、若鍛冶を五等鍛冶に改めた。

### 明治22年4月の海軍
1889年（明治22年）4月29日勅令第58号により海軍卒職名等級表を定めた。
| 一等 | 一等水兵 | 一等軍楽生 | 一等水雷夫 | 一等火夫 | 一等工夫 | 一等木工 | 一等鍛冶 | 一等看病夫 | 一等厨夫 |
| 二等 | 二等水兵 | 二等軍楽生 | 二等水雷夫 | 二等火夫 | 二等工夫 | 二等木工 | 二等鍛冶 | 二等看病夫 | 二等厨夫 |
| 三等 | 三等水兵 | 三等軍楽生 | 三等水雷夫 | 三等火夫 | 三等工夫 | 三等木工 | 三等鍛冶 | 三等看病夫 | 三等厨夫 |
| 四等 | 四等水兵 | 四等軍楽生 | 四等水雷夫 | 四等火夫 | 四等工夫 | 四等木工 | 四等鍛冶 | 四等看病夫 | 四等厨夫 |
| 五等 | 五等水兵 | 五等軍楽生 | 五等水雷夫 | 五等火夫 | 五等工夫 | 五等木工 | 五等鍛冶 | 五等看病夫 | 五等厨夫 |

1889年（明治22年）7月23日勅令第91号により海軍高等武官任用条例を定め、候補生は現役海軍軍人としその身分は奏任の待遇を受けるものとした。
1889年（明治22年）7月23日勅令第98号により海軍武官官等表の中の判任の部を改正し、一等艦内教授・二等艦内教授・三等艦内教授・一等警吏・二等警吏・三等警吏・一等水雷工手・二等水雷工手・三等水雷工手・一等筆記・二等筆記・三等筆記を廃止し、一等主厨を一等主帳と改め、二等主厨を二等主帳と改め、三等主厨を三等主帳と改め、判任一等の欄・主計部下士の上に主計部准士官を加え、一等主帳の上に上等主帳を加えた。
| 判任 | 一等 | 准士官 | 准士官 |  | 上等兵曹 | 軍楽師     | 機技部准士官 |  |  | 機関師     | 上等技工 | 船匠師     |            |            |  |  |            | 主計部准士官 |  | 上等主帳 |
| 判任 | 二等 | 下士   | 一等   |  | 一等兵曹 | 一等軍楽手 | 機技部下士   |  |  | 一等機関手 | 一等技工 | 一等船匠手 | 一等鍛冶手 | 軍医部下士 |  |  | 一等看護手 | 主計部下士   |  | 一等主帳 |
| 判任 | 三等 | 下士   | 二等   |  | 二等兵曹 | 二等軍楽手 | 機技部下士   |  |  | 二等機関手 | 二等技工 | 二等船匠手 | 二等鍛冶手 | 軍医部下士 |  |  | 二等看護手 | 主計部下士   |  | 二等主帳 |
| 判任 | 四等 | 下士   | 三等   |  | 三等兵曹 | 三等軍楽手 | 機技部下士   |  |  | 三等機関手 | 三等技工 | 三等船匠手 | 三等鍛冶手 | 軍医部下士 |  |  | 三等看護手 | 主計部下士   |  | 三等主帳 |

1890年（明治23年）3月14日勅令第25号により海軍卒職名表から工夫を削除した。
1890年（明治23年）3月22日に判任官官等俸給令を改正・追加して判任官を6等に分けるが、海軍准士官・下士の官等は判任一等より五等までとしたことに変更はない。
1890年（明治23年）7月30日勅令第152号により海軍下士任用進級条例を定め、海軍下士は三等を初任とし各その適格要件を満たす一等卒より任用するとして、三等兵曹は一等水兵、三等機関手は一等火夫・一等鍛冶、三等軍楽手は一等軍楽生、三等船匠手は一等木工、三等鍛冶手は一等鍛冶、三等主帳は一等厨夫、三等看護手は一等看病夫より任用するとし、ただし技工は一等卒ではなく造船学校卒業の生徒または任用試験に及第したものより任用するとした
1890年（明治23年）9月8日勅令206号により海軍武官官等表を改正し、軍医部下士の上欄に軍医部准士官を加え、一等看護手の上欄に上等看護手を加えた。
1890年（明治23年）12月27日勅令第293号により、海軍卒職名等級表から水雷夫を削除し水兵の次に信号兵を加えた。
| 一等 | 一等信号兵 |
| 二等 | 二等信号兵 |
| 三等 | 三等信号兵 |
| 四等 | 四等信号兵 |
| 五等 | 五等信号兵 |

1891年（明治24年）2月16日勅令第11号により海軍武官官等表を改正し、下士の部に兵曹の次に一・二・三等信号手を加えた。三等信号手は一等信号兵より任用することになる。
| 下士 | 一等 | 一等信号手 |
| 下士 | 二等 | 二等信号手 |
| 下士 | 三等 | 三等信号手 |

1891年（明治24年）7月24日に高等官任命及俸給令（明治24年勅令第82号）を定めて従前の高等官官等俸給令（明治19年勅令第6号）を廃止し、また判任官俸給令（明治24年勅令第83号）を定め判任官官等俸給令（明治19年勅令第36号）を廃止して、文武官の官等を廃止した。

### 明治24年8月の海軍
1891年（明治24年）8月26日に「海軍武官官階表」（明治24年勅令第157号）を施行した。海軍武官官階表（明治24年勅令第157号）の制定により、海軍上等技工及び技工を廃官にすることになったため、その職務を海軍技手を以って充てることにした。
| 将官            | 将官            | 大将     | 大将       | 大将       |              |              |            |            |            |              |              |            |            |              |              |          |
| 将官            | 将官            | 中将     |            |            |              |              |            |            |            |              |              |            |            |              |              |          |
| 将官            | 将官            | 少将     | 少将       | 少将       |              |              | 機技総監   | 機技総監   | 機技総監   |              |              | 軍医総監   | 軍医総監   |              |              | 主計総監 |
| 上長官 又は佐官 | 上長官 又は佐官 | 大佐     | 大佐       | 大佐       | 機技部上長官 | 機技部上長官 | 機関大監   | 大技監     | 大技監     | 軍医部上長官 | 軍医部上長官 | 軍医大監   | 軍医大監   | 主計部上長官 | 主計部上長官 | 主計大監 |
| 上長官 又は佐官 | 上長官 又は佐官 | 少佐     | 少佐       | 少佐       | 機技部上長官 | 機技部上長官 | 機関少監   | 少技監     | 少技監     | 軍医部上長官 | 軍医部上長官 | 軍医少監   | 薬剤監     | 主計部上長官 | 主計部上長官 | 主計少監 |
| 士官 又は尉官   | 士官 又は尉官   | 大尉     | 大尉       | 大尉       | 機技部士官   | 機技部士官   | 大機関士   | 大技士     | 大技士     | 軍医部士官   | 軍医部士官   | 大軍医     | 大薬剤官   | 主計部士官   | 主計部士官   | 大主計   |
| 士官 又は尉官   | 士官 又は尉官   | 少尉     | 少尉       | 少尉       | 機技部士官   | 機技部士官   | 少機関士   | 少技士     | 少技士     | 軍医部士官   | 軍医部士官   | 少軍医     | 少薬剤官   | 主計部士官   | 主計部士官   | 少主計   |
| 准士官          | 准士官          | 上等兵曹 |            | 軍楽師     | 機技部准士官 | 機技部准士官 | 機関師     | 船匠師     |            | 軍医部准士官 | 軍医部准士官 | 上等看護手 | 上等看護手 | 主計部准士官 | 主計部准士官 | 上等主帳 |
| 下士            | 一等            | 一等兵曹 | 一等信号手 | 一等軍楽手 | 機技部下士   | 一等         | 一等機関手 | 一等船匠手 | 一等鍛冶手 | 軍医部下士   | 一等         | 一等看護手 | 一等看護手 | 主計部下士   | 一等         | 一等主帳 |
| 下士            | 二等            | 二等兵曹 | 二等信号手 | 二等軍楽手 | 機技部下士   | 二等         | 二等機関手 | 二等船匠手 | 二等鍛冶手 | 軍医部下士   | 二等         | 二等看護手 | 二等看護手 | 主計部下士   | 二等         | 二等主帳 |
| 下士            | 三等            | 三等兵曹 | 三等信号手 | 三等軍楽手 | 機技部下士   | 三等         | 三等機関手 | 三等船匠手 | 三等鍛冶手 | 軍医部下士   | 三等         | 三等看護手 | 三等看護手 | 主計部下士   | 三等         | 三等主帳 |

1891年（明治24年）11月14日に文武高等官官職等級表（明治24年勅令第215号）を定めて高等官の官職を10等の等級に分け、勅任は一等から三等までとし、奏任は四等から十等までとした。1891年（明治24年）12月28日に文武判任官等級表（明治24年勅令第249号）を定めて判任官を5等の等級に分け一等から五等までとした。
|      |      | 海軍省             |
| ---- | ---- | ------------------ |
| 勅任 | 一等 | 海軍大将           |
| 勅任 | 二等 | 海軍中将           |
| 勅任 | 三等 | 海軍少将並び相当官 |
| 奏任 | 四等 | 海軍大佐並び相当官 |
| 奏任 | 五等 |                    |
| 奏任 | 六等 | 海軍少佐並び相当官 |
| 奏任 | 七等 | 海軍大尉並び相当官 |
| 奏任 | 八等 |                    |
| 奏任 | 九等 | 海軍少尉並び相当官 |
| 奏任 | 十等 |                    |

| 一等 | 海軍准士官   |
| 二等 | 海軍一等下士 |
| 三等 | 海軍二等下士 |
| 四等 | 海軍三等下士 |
| 五等 |              |

1892年（明治25年）11月12日に高等官官等俸給令（明治25年勅令第96号）で再び高等官の官等を定めて、従前の高等官任命及俸給令（明治24年勅令第82号）及び文武高等官官職等級表（明治24年勅令第215号）を廃止した。親任式を以って任ずる官を除き他の高等官を9等に分け、親任式を以って任ずる官及び一等官・二等官を勅任官とし、三等官から九等官までを奏任官とした。
| 官等＼官庁 | 官等＼官庁 | 海軍省             |
| ---------- | ---------- | ------------------ |
| 勅任       | 親任       | 海軍大将           |
| 勅任       | 一等       | 海軍中将           |
| 勅任       | 二等       | 海軍少将並び相当官 |
| 奏任       | 三等       | 海軍大佐並び相当官 |
| 奏任       | 四等       | 同上               |
| 奏任       | 五等       | 海軍少佐並び相当官 |
| 奏任       | 六等       | 海軍大尉並び相当官 |
| 奏任       | 七等       | 同上               |
| 奏任       | 八等       | 海軍少尉並び相当官 |
| 奏任       | 九等       |                    |

1894年（明治27年）4月12日勅令第43号により文武判任官等級表を改正した。
| 一等 | 海軍上等兵曹 |                | 海軍軍楽師     | 海軍機関師     | 海軍船匠師     |                | 海軍上等看護手 | 海軍上等主帳 |
| 二等 | 海軍一等兵曹 | 海軍一等信号手 | 海軍一等軍楽手 | 海軍一等機関手 | 海軍一等船匠手 | 海軍一等鍛冶手 | 海軍一等看護手 | 海軍一等主帳 |
| 三等 | 海軍二等兵曹 | 海軍二等信号手 | 海軍二等軍楽手 | 海軍二等機関手 | 海軍二等船匠手 | 海軍二等鍛冶手 | 海軍二等看護手 | 海軍二等主帳 |
| 四等 | 海軍三等兵曹 | 海軍三等信号手 | 海軍三等軍楽手 | 海軍三等機関手 | 海軍三等船匠手 | 海軍三等鍛冶手 | 海軍三等看護手 | 海軍三等主帳 |
| 五等 |              |                |                |                |                |                |                |              |

#### 日清戦争中の海軍
1894年（明治27年）7月から1895年（明治28年）3月にかけて行われた日清戦争中の海軍の階級は次の通りであった。
| 官等 | 官等 | 海軍武官官階    | 海軍武官官階 | 海軍武官官階 | 海軍武官官階 | 海軍武官官階 | 海軍武官官階 | 海軍武官官階 | 海軍武官官階 | 海軍武官官階 | 海軍武官官階 |
| ---- | ---- | --------------- | ------------ | ------------ | ------------ | ------------ | ------------ | ------------ | ------------ | ------------ | ------------ |
| 勅任 | 親任 | 将官            | 海軍大将     |              |              |              |              |              |              |              |              |
| 勅任 | 一等 | 将官            | 海軍中将     |              |              |              |              |              |              |              |              |
| 勅任 | 二等 | 将官            | 海軍少将     |              | 海軍機技総監 | 海軍機技総監 |              | 海軍軍医総監 | 海軍軍医総監 |              | 海軍主計総監 |
| 奏任 | 三等 | 上長官 又は佐官 | 海軍大佐     | 機技部上長官 | 海軍機関大監 | 海軍大技監   | 軍医部上長官 | 海軍軍医大監 | 海軍軍医大監 | 主計部上長官 | 海軍主計大監 |
| 奏任 | 四等 | 上長官 又は佐官 | 海軍大佐     | 機技部上長官 | 海軍機関大監 | 海軍大技監   | 軍医部上長官 | 海軍軍医大監 | 海軍軍医大監 | 主計部上長官 | 海軍主計大監 |
| 奏任 | 五等 | 上長官 又は佐官 | 海軍少佐     | 機技部上長官 | 海軍機関少監 | 海軍少技監   | 軍医部上長官 | 海軍軍医少監 | 海軍薬剤監   | 主計部上長官 | 海軍主計少監 |
| 奏任 | 六等 | 士官 又は尉官   | 海軍大尉     | 機技部士官   | 海軍大機関士 | 海軍大技士   | 軍医部士官   | 海軍大軍医   | 海軍大薬剤官 | 主計部士官   | 海軍大主計   |
| 奏任 | 七等 | 士官 又は尉官   | 海軍大尉     | 機技部士官   | 海軍大機関士 | 海軍大技士   | 軍医部士官   | 海軍大軍医   | 海軍大薬剤官 | 主計部士官   | 海軍大主計   |
| 奏任 | 八等 | 士官 又は尉官   | 海軍少尉     | 機技部士官   | 海軍少機関士 | 海軍少技士   | 軍医部士官   | 海軍少軍医   | 海軍少薬剤官 | 主計部士官   | 海軍少主計   |
| 奏任 | 九等 |                 |              |              |              |              |              |              |              |              |              |

| 等級 | 海軍武官官階 | 海軍武官官階   | 海軍武官官階   | 海軍武官官階   | 海軍武官官階   | 海軍武官官階 | 海軍武官官階 | 海軍武官官階   | 海軍武官官階   | 海軍武官官階   | 海軍武官官階   | 海軍武官官階 | 海軍武官官階   | 海軍武官官階 | 海軍武官官階 | 海軍武官官階 |
| ---- | ------------ | -------------- | -------------- | -------------- | -------------- | ------------ | ------------ | -------------- | -------------- | -------------- | -------------- | ------------ | -------------- | ------------ | ------------ | ------------ |
| 一等 | 准士官       | 准士官         | 海軍上等兵曹   |                | 海軍軍楽師     | 機技部准士官 | 機技部准士官 | 海軍機関師     | 海軍船匠師     |                | 軍医部准士官   | 軍医部准士官 | 海軍上等看護手 | 主計部准士官 | 主計部准士官 | 海軍上等主帳 |
| 二等 | 下士         | 一等           | 海軍一等兵曹   | 海軍一等信号手 | 海軍一等軍楽手 | 機技部下士   | 一等         | 海軍一等機関手 | 海軍一等船匠手 | 海軍一等鍛冶手 | 軍医部下士     | 一等         | 海軍一等看護手 | 主計部下士   | 一等         | 海軍一等主帳 |
| 三等 | 下士         | 二等           | 海軍二等兵曹   | 海軍二等信号手 | 海軍二等軍楽手 | 機技部下士   | 二等         | 海軍二等機関手 | 海軍二等船匠手 | 海軍二等鍛冶手 | 軍医部下士     | 二等         | 海軍二等看護手 | 主計部下士   | 二等         | 海軍二等主帳 |
| 四等 | 下士         | 三等           | 海軍三等兵曹   | 海軍三等信号手 | 海軍三等軍楽手 | 機技部下士   | 三等         | 海軍三等機関手 | 海軍三等船匠手 | 海軍三等鍛冶手 | 軍医部下士     | 三等         | 海軍三等看護手 | 主計部下士   | 三等         | 海軍三等主帳 |
| 五等 |              |                |                |                |                |              |              |                |                |                |                |              |                |              |              |              |
|      |              | 海軍卒職名等級 |                |                |                |              |              |                |                |                |                |              |                |              |              |              |
| 一等 | 海軍一等水兵 | 海軍一等信号兵 | 海軍一等軍楽生 |                |                | 海軍一等火夫 | 海軍一等木工 | 海軍一等鍛冶   |                |                | 海軍一等看病夫 |              |                | 海軍一等厨夫 |              |              |
| 二等 | 海軍二等水兵 | 海軍二等信号兵 | 海軍二等軍楽生 |                |                | 海軍二等火夫 | 海軍二等木工 | 海軍二等鍛冶   |                |                | 海軍二等看病夫 |              |                | 海軍二等厨夫 |              |              |
| 三等 | 海軍三等水兵 | 海軍三等信号兵 | 海軍三等軍楽生 |                |                | 海軍三等火夫 | 海軍三等木工 | 海軍三等鍛冶   |                |                | 海軍三等看病夫 |              |                | 海軍三等厨夫 |              |              |
| 四等 | 海軍四等水兵 | 海軍四等信号兵 | 海軍四等軍楽生 |                |                | 海軍四等火夫 | 海軍四等木工 | 海軍四等鍛冶   |                |                | 海軍四等看病夫 |              |                | 海軍四等厨夫 |              |              |
| 五等 | 海軍五等水兵 | 海軍五等信号兵 | 海軍五等軍楽生 |                |                | 海軍五等火夫 | 海軍五等木工 | 海軍五等鍛冶   |                |                | 海軍五等看病夫 |              |                | 海軍五等厨夫 |              |              |

1894年（明治27年）10月1日に、当時の海軍大臣である陸軍中将西郷従道を海軍に転じ初の海軍大将に任命した。これまでは、海軍大将は官自体はあっても、実際の任命例はなかった。
下関条約批准後の1895年（明治28年）9月25日勅令第132号により海軍卒職名等級表の中を改正し、「火夫」を「機関兵」に、「看病夫」を「看護」に、「厨夫」を「主厨」に改めた。

### 明治29年4月1日の海軍
1896年（明治29年）4月1日に施行した明治29年勅令第39号により海軍武官官階表を改正し、勅令の附則により従来の機技総監は機関総監に、機関師は上等機関兵曹に、上等看護手は看護師に、上等主帳は上等筆記に、信号手は同官等の信号兵曹に、機関手は同官等の機関兵曹に各辞令書を用いずに任ぜられたものとし、大技監・大技士は同官等の造船大技監・造船大技士もしくは造兵大技監・造兵大技士あるいは水路大技士に、少技監は造船少監もしくは造船少監あるいは水路監に、少技士は造船少技士もしくは造兵少技士あるいは水路少技士に、主帳は同官等の筆記もしくは厨宰に任用するとした。これに伴い、文武判任官等級表も改正した。
1896年（明治29年）4月、機技部の分割に伴い造兵官に転じた者には澤鑑之丞などがいる。
|        | 大将     |              |            |            |              |              |            |            |          |          |            |            |            |
| 中将   |          |              |            |            |              |              |            |            |          |          |            |            |            |
| 少将   | 少将     | 少将         | 少将       | 機関総監   | 機関総監     | 軍医総監     |            | 主計総監   | 主計総監 | 造船総監 | 造兵総監   |            |            |
| 上長官 | 大佐     | 大佐         | 大佐       | 大佐       | 機関大監     | 機関大監     | 軍医大監   |            | 主計大監 | 主計大監 | 造船大監   | 造兵大監   |            |
| 上長官 | 少佐     | 少佐         | 少佐       | 少佐       | 機関少監     | 機関少監     | 軍医少監   | 薬剤監     | 主計少監 | 主計少監 | 造船少監   | 造兵少監   | 水路監     |
| 士官   | 大尉     | 大尉         | 大尉       | 大尉       | 大機関士     | 大機関士     | 大軍医     | 大薬剤官   | 大主計   | 大主計   | 造船大技士 | 造兵大技士 | 水路大技士 |
| 士官   | 少尉     | 少尉         | 少尉       | 少尉       | 少機関士     | 少機関士     | 少軍医     | 少薬剤官   | 少主計   | 少主計   | 造船少技士 | 造兵少技士 | 水路少技士 |
| 准士官 | 上等兵曹 | 上等兵曹     | 船匠師     | 軍楽師     | 上等機関兵曹 | 上等機関兵曹 | 看護師     | 看護師     | 上等筆記 | 上等筆記 |            |            |            |
| 下士   | 一等兵曹 | 一等信号兵曹 | 一等船匠手 | 一等軍楽手 | 一等機関兵曹 | 一等鍛冶手   | 一等看護手 | 一等看護手 | 一等筆記 | 一等厨宰 |            |            |            |
| 下士   | 二等兵曹 | 二等信号兵曹 | 二等船匠手 | 二等軍楽手 | 二等機関兵曹 | 二等鍛冶手   | 二等看護手 | 二等看護手 | 二等筆記 | 二等厨宰 |            |            |            |
| 下士   | 三等兵曹 | 三等信号兵曹 | 三等船匠手 | 三等軍楽手 | 三等機関兵曹 | 三等鍛冶手   | 三等看護手 | 三等看護手 | 三等筆記 | 三等厨宰 |            |            |            |

### 明治30年12月1日の海軍
1897年（明治30年）12月1日に明治30年勅令第310号を施行して海軍武官官階表を改正して、中佐同相当官及び中尉同相当官を再設置し、薬剤監・水路監を中佐相当官に進め、薬剤正・水路正を設けて少佐相当官とし、下士卒出身者を予定した「士官」として兵曹長・軍楽長・船匠長・機関兵曹長・看護長・筆記長を置き、准士官の欄の上等兵曹の次に上等信号兵曹を加え、勅令の附則により従来の高等官四等の大佐及びその相当官は大佐及びその相当官に、同七等の大尉及びその相当官は大尉及びその相当官に、薬剤監は薬剤正に、大薬剤官は大薬剤士に、少薬剤官は少薬剤士に、水路監は水路正に各辞令書を用いずに任ぜられたものとした。このとき高等官官等俸給令の中の文武高等官官等表を改正し、海軍省の欄の「海軍大佐並相当官」の下の「同上」を「海軍中佐同相当官」に、「海軍大尉並相当官」の下の「同上」を「海軍中尉同相当官」に、「並相当官」を「同相当官」に改めた。また、文武判任官等級表も改正している。中佐同相当官及び中尉同相当官を設置したことに伴い海軍高等武官進級条令を改正し、改正勅令の附則により施行から2箇年間は進級に必要な実役停年に特例を設けており、海軍兵学校第18期出身者は、12月1日付で少尉から中尉に、同月27日付で中尉から大尉になった。
|        | 大将 |          |              |            |            |          |              |              |          |          |            |          |          |          |            |            |            |
| 中将   |      |          |              |            |            |          |              |              |          |          |            |          |          |          |            |            |            |
| 少将   |      |          |              |            | 機関総監   |          |              | 軍医総監     |          |          | 主計総監   |          |          | 造船総監 | 造兵総監   |            |            |
| 上長官 | 大佐 |          |              |            |            | 機関大監 |              |              | 軍医大監 |          |            | 主計大監 |          |          | 造船大監   | 造兵大監   |            |
| 上長官 | 中佐 |          |              |            |            | 機関中監 |              |              | 軍医中監 | 薬剤監   |            | 主計中監 |          |          | 造船中監   | 造兵中監   | 水路監     |
| 上長官 | 少佐 |          |              |            |            | 機関少監 |              |              | 軍医少監 | 薬剤正   |            | 主計少監 |          |          | 造船少監   | 造兵少監   | 水路正     |
| 士官   | 大尉 |          |              |            |            | 大機関士 |              |              | 大軍医   | 大薬剤士 |            | 大主計   |          |          | 造船大技士 | 造兵大技士 | 水路大技士 |
| 士官   | 中尉 |          |              |            |            | 中機関士 |              |              | 中軍医   | 中薬剤士 |            | 中主計   |          |          | 造船中技士 | 造兵中技士 | 水路中技士 |
| 士官   | 少尉 | 兵曹長   | 兵曹長       | 軍楽長     | 船匠長     | 少機関士 | 機関兵曹長   | 機関兵曹長   | 少軍医   | 少薬剤士 | 看護長     | 少主計   | 筆記長   | 筆記長   | 造船少技士 | 造兵少技士 | 水路少技士 |
| 准士官 |      | 上等兵曹 | 上等信号兵曹 | 軍楽師     | 船匠師     |          | 上等機関兵曹 | 上等機関兵曹 |          |          | 看護師     |          | 上等筆記 | 上等筆記 |            |            |            |
| 下士   |      | 一等兵曹 | 一等信号兵曹 | 一等軍楽手 | 一等船匠手 |          | 一等機関兵曹 | 一等鍛冶手   |          |          | 一等看護手 |          | 一等筆記 | 一等厨宰 |            |            |            |
| 下士   |      | 二等兵曹 | 二等信号兵曹 | 二等軍楽手 | 二等船匠手 |          | 二等機関兵曹 | 二等鍛冶手   |          |          | 二等看護手 |          | 二等筆記 | 二等厨宰 |            |            |            |
| 下士   |      | 三等兵曹 | 三等信号兵曹 | 三等軍楽手 | 三等船匠手 |          | 三等機関兵曹 | 三等鍛冶手   |          |          | 三等看護手 |          | 三等筆記 | 三等厨宰 |            |            |            |

| 官等＼官庁 | 官等＼官庁 | 海軍省           |
| ---------- | ---------- | ---------------- |
| 勅任       | 親任       | 海軍大将         |
| 勅任       | 一等       | 海軍中将         |
| 勅任       | 二等       | 海軍少将同相当官 |
| 奏任       | 三等       | 海軍大佐同相当官 |
| 奏任       | 四等       | 海軍中佐同相当官 |
| 奏任       | 五等       | 海軍少佐同相当官 |
| 奏任       | 六等       | 海軍大尉同相当官 |
| 奏任       | 七等       | 海軍中尉同相当官 |
| 奏任       | 八等       | 海軍少尉同相当官 |
| 奏任       | 九等       |                  |

1899年（明治32年）1月31日勅令第19号により海軍武官官階表を改正して、機関総監・軍医総監・主計総監・造船総監・造兵総監はその上欄に同じ官名を追加し中将相当官ないし少将相当官とし、附則により改正の際に機関総監・軍医総監・主計総監・造船総監・造兵総監である者は高等官二等とした。このとき高等官官等俸給令を改正して文武高等官官等表の海軍中将を海軍中将及び相当官に改め、海軍服制を改正して中将相当官の服制を加えた。
1900年（明治33年）6月20日から1901年（明治34年）9月7日にかけて義和団の乱があった。
1903年（明治36年）11月10日に明治36年勅令第164号を施行して海軍武官官階表を改正し、薬剤監・水路監を大佐相当官に進めて上長官の欄の軍医大監の次に薬剤大監を、造兵大監の次に水路大監を加え、薬剤監を薬剤中監に、薬剤正を薬剤少監に、水路監を水路中監に、水路正を水路少監に改めた。
1903年（明治36年）12月5日勅令第269号により海軍武官官階表を改正して一・二・三等鍛冶手を削り、附則により鍛冶手である者は辞令書を用いずに同等級の機関兵曹に任ぜられたものとし、明治36年勅令第270号により海軍卒職名等級表を改正して一・二・三・四・五等機関兵を一・二・三・四・五等木工の次に移動して一・二・三・四・五等鍛冶を削り、附則により鍛冶である者は直ちに同等級に機関兵を命ぜられたものとした。
1904年（明治37年）2月から1905年（明治38年）9月にかけて日露戦争があった。
1904年（明治37年）6月28日勅令第180号により海軍武官官階表を改正して、水路中監の次に海軍予備中佐以下を追加し、明治37年勅令第181号により文武判任官等級表を改正して、海軍一等鍛冶手の項を削り海軍一等厨宰の項の次に海軍予備上等兵曹以下及び海軍予備上等機関兵曹以下を追加した。
|          |          |              |              |                  |
|          |          |              |              |                  |
|          |          |              |              |                  |
| 上長官   |          |              |              |                  |
| 予備中佐 |          |              |              |                  |
| 予備少佐 |          | 予備機関少監 |              |                  |
| 士官     | 予備大尉 |              | 予備大機関士 |                  |
| 士官     | 予備中尉 |              | 予備中機関士 |                  |
| 士官     | 予備少尉 | 予備兵曹長   | 予備少機関士 | 予備機関兵曹長   |
| 准士官   |          | 予備上等兵曹 |              | 予備上等機関兵曹 |
| 下士     |          | 予備一等兵曹 |              | 予備一等機関兵曹 |
| 下士     |          | 予備二等兵曹 |              | 予備二等機関兵曹 |
| 下士     |          | 予備三等兵曹 |              | 予備三等機関兵曹 |

| 一等 | 海軍予備上等兵曹 | 海軍予備上等機関兵曹 |
| 二等 | 海軍予備一等兵曹 | 海軍予備一等機関兵曹 |
| 三等 | 海軍予備二等兵曹 | 海軍予備二等機関兵曹 |
| 四等 | 海軍予備三等兵曹 | 海軍予備三等機関兵曹 |
| 五等 |                  |                      |

明治38年頃の松枝新一の解説によると、海兵団に初めて入団した者は一律に五等卒となるが、水兵・信号兵・機関兵・主厨は6か月、軍学生は10か月、木工は12か月の教程を終業して試験に及第すると、四等卒となる。その後、海上勤務4か月又は陸上勤務6か月以上続けて、進級試験に合格すると、四等卒よりも上級に進む。一等卒は海上勤務6か月又は陸上勤務8か月以上で、進級試験に合格すると、一等卒となれる。
1906年（明治39年）1月26日勅令第9号により海軍武官官階表を改正し、機関官の官名を機関総監以下少機関士までから将校科の官名に準じた機関中将以下機関少尉までに改め、附則により機関官である者は別に辞令書を用いずにその官等に従い改正後の各官階の機関官に任ぜられたものとした。
|          |          |              |
| 機関中将 |          |              |
| 機関少将 |          |              |
| 上長官   | 機関大佐 |              |
| 上長官   | 機関中佐 |              |
| 上長官   | 機関少佐 | 予備機関少佐 |
| 士官     | 機関大尉 | 予備機関大尉 |
| 士官     | 機関中尉 | 予備機関中尉 |
| 士官     | 機関少尉 | 予備機関少尉 |

1910年（明治43年）6月1日に明治43年勅令第241号を施行して海軍武官官階表を改正し、上等信号兵曹及び一・二・三等信号兵曹を削除し、附則により信号兵曹である者は辞令書を用いずに同等級の兵曹に任ぜられたものとして、明治43年勅令第22号を施行して海軍卒職名等級表を改正し、一・二・三・四・五等信号兵を削り、附則により信号兵である者は直ちに同等級の水兵を命ぜられたものとした。このとき海軍特修兵条例を定め、特別の技術を修めこれに対する証状を授与された下士卒を特修兵と言い、その証状の種類の種類は掌砲証状・掌水雷証状・掌帆証状・掌信号証状・掌電信証状・掌角証状・軍楽修業証状・船匠証状・掌機証状・掌電機証状・掌工証状・装創証状・掌記証状・掌厨証状とし、これらの証状の一部についてはその種類に応じて呼称を定め掌砲兵・掌水雷兵・掌帆兵・掌信号兵・掌電信兵・掌角兵・掌機兵・掌電機兵・掌工兵とした。
1910年（明治43年）6月17日に文武判任官等級令（明治43年勅令第267号）を定めて文武判任官等級表を廃止して、判任官の等級を4等に分けて一等から四等までとした。
|      | 海軍准士官及び下士     | 海軍准士官及び下士         |
| ---- | ---------------------- | -------------------------- |
| 一等 | 海軍上等兵曹及び相当官 | 海軍予備上等兵曹及び相当官 |
| 二等 | 海軍一等兵曹及び相当官 | 海軍予備一等兵曹及び相当官 |
| 三等 | 海軍二等兵曹及び相当官 | 海軍予備二等兵曹及び相当官 |
| 四等 | 海軍三等兵曹及び相当官 | 海軍予備三等兵曹及び相当官 |

1913年（大正2年）4月1日に海軍特修兵令を定めて海軍特修兵条例を廃止して、特別技術の種類は砲術・水雷術・運用術・信号術・電信術・軍楽・船匠術・機関術・電機術・工術・看護術・掌記術・掌厨術とし、証状を授与することを止めて特技章を付与することとし、特別技術の一部についてはその種類に応じた呼称を定め砲術は掌砲兵、水雷術は掌水雷兵、運用術は掌帆兵、信号術は掌信号兵、電信術は掌電信兵、機関術は掌機兵、電機術は掌電機兵、工術は掌工兵とし、海軍特修兵条例の掌角兵は掌信号兵とした。
1914年（大正3年）7月28日から第一次世界大戦が始まる。

### 大正4年12月15日の海軍
1915年（大正4年）12月15日に大正4年勅令第216号を施行して海軍武官官階表を改正し「機関官」を「機関将校」に改め、造機官を新設して造船官と造機官に分け、兵曹長同相当官の総合的名称として特務士官という名称を設けた。この、技術部門の士官を造船・造機・造兵・水路科に分類する制度は昭和17年まで長期にわたって続いた。このとき高等官官等俸給令の別表・第一表（文武高等官官等表）の海軍省の部を改正している。また文武判任官等級令の別表の海軍准士官及び下士の欄を改正している。
|          | 将校     | 将校         | 機関将校         | 機関将校       |                |                |              |              |                |                |                  |                      | 特務士官・准士官・下士 | 特務士官・准士官・下士 | 特務士官・准士官・下士 | 特務士官・准士官・下士 | 特務士官・准士官・下士 | 特務士官・准士官・下士 | 特務士官・准士官・下士 | 特務士官・准士官・下士 | 特務士官・准士官・下士 | 予備員       | 予備員       | 予備員                             | 予備員                             | 予備員                             | 予備員                             | 予備員             | 予備員               |
|          | 将校     | 将校         | 機関将校         | 機関将校       | 軍医官         | 薬剤官         | 主計官       | 造船官       | 造機官         | 造兵官         | 水路官           | 予備将校             | 予備将校               | 特務士官・准士官・下士 | 特務士官・准士官・下士 | 特務士官・准士官・下士 | 特務士官・准士官・下士 | 特務士官・准士官・下士 | 特務士官・准士官・下士 | 特務士官・准士官・下士 | 特務士官・准士官・下士 | 予備機関将校 | 予備機関将校 | 予備特務士官・予備准士官・予備下士 | 予備特務士官・予備准士官・予備下士 | 予備特務士官・予備准士官・予備下士 | 予備特務士官・予備准士官・予備下士 |                    |                      |
| -------- | -------- | ------------ | ---------------- | -------------- | -------------- | -------------- | ------------ | ------------ | -------------- | -------------- | ---------------- | -------------------- | ---------------------- | ---------------------- | ---------------------- | ---------------------- | ---------------------- | ---------------------- | ---------------------- | ---------------------- | ---------------------- | ------------ | ------------ | ---------------------------------- | ---------------------------------- | ---------------------------------- | ---------------------------------- | ------------------ | -------------------- |
|          | 将官     | 海軍大将     |                  |                |                |                |              |              |                |                |                  |                      |                        |                        |                        |                        |                        |                        |                        |                        |                        |              |              |                                    |                                    |                                    |                                    |                    |                      |
| 海軍中将 | 将官     | 機関将官     | 海軍機関中将     | 将官相当官     | 海軍軍医総監   |                | 海軍主計総監 | 海軍造船総監 | 海軍造機総監   | 海軍造兵総監   |                  |                      |                        |                        |                        |                        |                        |                        |                        |                        |                        |              |              |                                    |                                    |                                    |                                    |                    |                      |
| 海軍少将 | 将官     | 機関将官     | 海軍機関少将     | 将官相当官     | 海軍軍医総監   | 海軍主計総監   | 海軍造船総監 | 海軍造機総監 | 海軍造兵総監   |                |                  |                      |                        |                        |                        |                        |                        |                        |                        |                        |                        |              |              |                                    |                                    |                                    |                                    |                    |                      |
| 上長官   | 佐官     | 海軍大佐     | 機関佐官         | 機関大佐       | 佐官相当官     | 海軍軍医大監   | 海軍薬剤大監 | 海軍主計大監 | 海軍造船大監   | 海軍造機大監   | 海軍造兵大監     | 海軍水路大監         |                        |                        |                        |                        |                        |                        |                        |                        |                        |              |              |                                    |                                    |                                    |                                    |                    |                      |
| 上長官   | 佐官     | 海軍中佐     | 機関佐官         | 海軍機関中佐   | 佐官相当官     | 海軍軍医中監   | 海軍薬剤中監 | 海軍主計中監 | 海軍造船中監   | 海軍造機中監   | 海軍造兵中監     | 海軍水路中監         | 予備佐官               | 海軍予備中佐           |                        |                        |                        |                        |                        |                        |                        |              |              |                                    |                                    |                                    |                                    |                    |                      |
| 上長官   | 佐官     | 海軍少佐     | 機関佐官         | 海軍機関少佐   | 佐官相当官     | 海軍軍医少監   | 海軍薬剤少監 | 海軍主計少監 | 海軍造船少監   | 海軍造機少監   | 海軍造兵少監     | 海軍水路少監         | 予備佐官               | 海軍予備少佐           | 予備機関佐官           | 海軍予備機関少佐       |                        |                        |                        |                        |                        |              |              |                                    |                                    |                                    |                                    |                    |                      |
| 士官     | 尉官     | 海軍大尉     | 機関尉官         | 海軍機関大尉   | 尉官相当官     | 海軍大軍医     | 海軍大薬剤官 | 海軍大主計   | 海軍造船大技士 | 海軍造機大技士 | 海軍造兵大技士   | 海軍水路大技士       | 予備尉官               | 海軍予備大尉           | 予備機関尉官           | 海軍予備機関大尉       |                        |                        |                        |                        |                        |              |              |                                    |                                    |                                    |                                    |                    |                      |
| 士官     | 尉官     | 海軍中尉     | 機関尉官         | 海軍機関中尉   | 尉官相当官     | 海軍中軍医     | 海軍中薬剤官 | 海軍中主計   | 海軍造船中技士 | 海軍造機中技士 | 海軍造兵中技士   | 海軍水路中技士       | 予備尉官               | 海軍予備中尉           | 予備機関尉官           | 海軍予備機関中尉       |                        |                        |                        |                        |                        |              |              |                                    |                                    |                                    |                                    |                    |                      |
| 士官     | 尉官     | 海軍少尉     | 機関尉官         | 海軍機関少尉   | 尉官相当官     | 海軍少軍医     | 海軍少薬剤官 | 海軍少主計   | 海軍造船少技士 | 海軍造機少技士 | 海軍造兵少技士   | 海軍水路少技士       | 予備尉官               | 特務士官               | 特務士官               | 海軍兵曹長             | 海軍機関兵曹長         | 海軍軍楽長             | 海軍船匠長             | 海軍看護長             | 筆記長                 | 筆記長       | 海軍予備少尉 | 海軍予備機関少尉                   | 予備特務士官                       | 予備特務士官                       | 海軍予備兵曹長                     | 海軍予備機関兵曹長 |                      |
|          |          |              |                  |                |                |                |              |              |                |                |                  |                      | 准士官                 | 准士官                 | 海軍上等兵曹           | 海軍上等機関兵曹       | 海軍軍楽師             | 海軍船匠師             | 海軍看護師             | 海軍上等筆記           | 海軍上等筆記           |              |              |                                    |                                    | 予備准士官                         | 予備准士官                         | 海軍予備上等兵曹   | 海軍予備上等機関兵曹 |
| 下士     | 一等下士 | 海軍一等兵曹 | 海軍一等機関兵曹 | 海軍一等軍楽手 | 海軍一等船匠手 | 海軍一等看護手 | 海軍一等筆記 | 海軍一等厨宰 | 予備下士       | 予備一等下士   | 海軍予備一等兵曹 | 海軍予備一等機関兵曹 |                        |                        |                        |                        |                        |                        |                        |                        |                        |              |              |                                    |                                    |                                    |                                    |                    |                      |
| 下士     | 二等下士 | 海軍二等兵曹 | 海軍二等機関兵曹 | 海軍二等軍楽手 | 海軍二等船匠手 | 海軍二等看護手 | 海軍二等筆記 | 海軍二等厨宰 | 予備下士       | 予備二等下士   | 海軍予備二等兵曹 | 海軍予備二等機関兵曹 |                        |                        |                        |                        |                        |                        |                        |                        |                        |              |              |                                    |                                    |                                    |                                    |                    |                      |
| 下士     | 三等下士 | 海軍三等兵曹 | 海軍三等機関兵曹 | 海軍三等軍楽手 | 海軍三等船匠手 | 海軍三等看護手 | 海軍三等筆記 | 海軍三等厨宰 | 予備下士       | 予備三等下士   | 海軍予備三等兵曹 | 海軍予備三等機関兵曹 |                        |                        |                        |                        |                        |                        |                        |                        |                        |              |              |                                    |                                    |                                    |                                    |                    |                      |

| 官庁 ＼ 官等 | 官庁 ＼ 官等 | 海軍省   | 海軍省       | 海軍省         | 海軍省     | 海軍省         | 海軍省           | 海軍省       | 海軍省           | 海軍省         | 海軍省             |
| ------------ | ------------ | -------- | ------------ | -------------- | ---------- | -------------- | ---------------- | ------------ | ---------------- | -------------- | ------------------ |
| 勅任         | 親任         | 海軍大将 | 海軍大将     | 海軍大将       |            |                |                  |              |                  |                |                    |
| 勅任         | 一等         | 海軍中将 | 海軍機関中将 | 海軍中将相当官 |            |                |                  |              |                  |                |                    |
| 勅任         | 二等         | 海軍少将 | 海軍機関少将 | 海軍少将相当官 |            |                |                  |              |                  |                |                    |
| 奏任         | 三等         | 海軍大佐 | 海軍機関大佐 | 海軍大佐相当官 |            |                |                  |              |                  |                |                    |
| 奏任         | 四等         | 海軍中佐 | 海軍機関中佐 | 海軍中佐相当官 |            |                |                  | 海軍予備中佐 | 海軍予備中佐     |                |                    |
| 奏任         | 五等         | 海軍少佐 | 海軍機関少佐 | 海軍少佐相当官 |            |                |                  | 海軍予備少佐 | 海軍予備機関少佐 |                |                    |
| 奏任         | 六等         | 海軍大尉 | 海軍機関大尉 | 海軍大尉相当官 |            |                |                  | 海軍予備大尉 | 海軍予備機関大尉 |                |                    |
| 奏任         | 七等         | 海軍中尉 | 海軍機関中尉 | 海軍中尉相当官 |            |                |                  | 海軍予備中尉 | 海軍予備機関中尉 |                |                    |
| 奏任         | 八等         | 海軍少尉 | 海軍機関少尉 | 海軍少尉相当官 | 海軍兵曹長 | 海軍機関兵曹長 | 海軍兵曹長相当官 | 海軍予備少尉 | 海軍予備機関少尉 | 海軍予備兵曹長 | 海軍予備機関兵曹長 |
| 奏任         | 九等         |          |              |                |            |                |                  |              |                  |                |                    |

|      | 海軍准士官及び下士 | 海軍准士官及び下士 | 海軍准士官及び下士 | 海軍准士官及び下士 | 海軍准士官及び下士   |
| ---- | ------------------ | ------------------ | ------------------ | ------------------ | -------------------- |
| 一等 | 海軍上等兵曹       | 海軍上等機関兵曹   | 海軍上等兵曹相当官 | 海軍予備上等兵曹   | 海軍予備上等機関兵曹 |
| 二等 | 海軍一等兵曹       | 海軍一等機関兵曹   | 海軍一等兵曹相当官 | 海軍予備一等兵曹   | 海軍予備一等機関兵曹 |
| 三等 | 海軍二等兵曹       | 海軍二等機関兵曹   | 海軍二等兵曹相当官 | 海軍予備二等兵曹   | 海軍予備二等機関兵曹 |
| 四等 | 海軍三等兵曹       | 海軍三等機関兵曹   | 海軍三等兵曹相当官 | 海軍予備三等兵曹   | 海軍予備三等機関兵曹 |

1918年（大正7年）11月11日に第一次世界大戦が終わる。
1919年（大正8年）6月20日に大正8年勅令第268号を施行して海軍武官官階表を改正し、予備機関佐官を中佐に進め海軍予備機関中佐を置いた。また、高等官官等俸給令の別表・第一表（文武高等官官等表）の海軍省の部を改正して海軍予備中佐の次に海軍予備機関中佐を加えた。
|          | 予備員       | 予備員       | 予備員           | 予備員 |
| 予備将校 | 予備将校     | 予備機関将校 | 予備機関将校     |        |
| -------- | ------------ | ------------ | ---------------- | ------ |
| 上長官   |              |              |                  |        |
| 予備佐官 | 海軍予備中佐 | 予備機関佐官 | 海軍予備機関中佐 |        |
| 予備佐官 | 海軍予備少佐 | 予備機関佐官 | 海軍予備機関少佐 |        |

1919年（大正8年）9月22日勅令第427号により海軍武官官階表を改正して表から見出し「上長官」・「士官」を削り、将校の部・機関将校の部・将校相当官の部分を改め、予備員の部の中の予備将校の項・予備機関将校の項を改め、附則により将校相当官である各官は辞令書を用いずにその種別に従い改正勅令による各科の同等官階である官に任ぜられたものとし、従前の法令の中で将校に関する規定は兵科将校に、機関将校に関する規定は機関科将校に、将校相当官である各官に関する規定はその種別に従い各科将校相当官に、予備将校に関する規定は予備兵科将校に、予備機関将校に関する規定は予備機関科将校にこれを適用するとした。各科将校相当官の官名を将校の官名に準じたものに改めた。また、従前の将校を分けて将官・佐官・尉官とし、従前の機関将校を分けて機関将官・機関佐官・機関尉官とし、従前の将校相当官を分けて将官相当官・佐官相当官・尉官相当官とし、従前の予備将校を分けて予備佐官・予備尉官とし、従前の予備機関将校を分けて予備機関佐官・予備機関尉官とし、佐官・機関佐官・佐官相当官・予備佐官・予備機関士官を総称するときは「上長官」を用い、尉官・機関尉官・尉官相当官・特務士官・予備尉官・予備機関尉官・予備特務士官を総称するときは「士官」を用いてきたところ、上長官・士官の名称を廃止して将校及び将校相当官に将官・佐官・尉官を用い、予備将校に予備佐官・予備尉官を用いることとした。
|      | 将校     | 将校         | 将校相当官   | 将校相当官   | 将校相当官   | 将校相当官   | 将校相当官   | 将校相当官   | 将校相当官   |
| 兵科 | 機関科   | 軍医科       | 薬剤科       | 主計科       | 造船科       | 造機科       | 造兵科       | 水路科       |              |
| ---- | -------- | ------------ | ------------ | ------------ | ------------ | ------------ | ------------ | ------------ | ------------ |
| 将官 | 海軍大将 |              |              |              |              |              |              |              |              |
| 将官 | 海軍中将 | 海軍機関中将 | 海軍軍医中将 |              | 海軍主計中将 | 海軍造船中将 | 海軍造機中将 | 海軍造兵中将 |              |
| 将官 | 海軍少将 | 海軍機関少将 | 海軍軍医少将 |              | 海軍主計少将 | 海軍造船少将 | 海軍造機少将 | 海軍造兵少将 |              |
| 佐官 | 海軍大佐 | 海軍機関大佐 | 海軍軍医大佐 | 海軍薬剤大佐 | 海軍主計大佐 | 海軍造船大佐 | 海軍造機大佐 | 海軍造兵大佐 | 海軍水路大佐 |
| 佐官 | 海軍中佐 | 海軍機関中佐 | 海軍軍医中佐 | 海軍薬剤中佐 | 海軍主計中佐 | 海軍造船中佐 | 海軍造機中佐 | 海軍造兵中佐 | 海軍水路中佐 |
| 佐官 | 海軍少佐 | 海軍機関少佐 | 海軍軍医少佐 | 海軍薬剤少佐 | 海軍主計少佐 | 海軍造船少佐 | 海軍造機少佐 | 海軍造兵少佐 | 海軍水路少佐 |
| 尉官 | 海軍大尉 | 海軍機関大尉 | 海軍軍医大尉 | 海軍薬剤大尉 | 海軍主計大尉 | 海軍造船大尉 | 海軍造機大尉 | 海軍造兵大尉 | 海軍水路大尉 |
| 尉官 | 海軍中尉 | 海軍機関中尉 | 海軍軍医中尉 | 海軍薬剤中尉 | 海軍主計中尉 | 海軍造船中尉 | 海軍造機中尉 | 海軍造兵中尉 | 海軍水路中尉 |
| 尉官 | 海軍少尉 | 海軍機関少尉 | 海軍軍医少尉 | 海軍薬剤少尉 | 海軍主計少尉 | 海軍造船少尉 | 海軍造機少尉 | 海軍造兵少尉 | 海軍水路少尉 |

| 予備将校 | 予備将校     | 予備将校         |
|          | 兵科         | 機関科           |
| -------- | ------------ | ---------------- |
|          |              |                  |
| 予備佐官 | 海軍予備中佐 | 海軍予備機関中佐 |
| 予備佐官 | 海軍予備少佐 | 海軍予備機関少佐 |
| 予備尉官 | 海軍予備大尉 | 海軍予備機関大尉 |
| 予備尉官 | 海軍予備中尉 | 海軍予備機関中尉 |
| 予備尉官 | 海軍予備少尉 | 海軍予備機関少尉 |

### 大正9年4月1日の海軍
1920年（大正9年）4月1日に大正9年勅令第10号を施行して海軍武官官階表を改定し、附則により現に海軍兵曹長である者は海軍特務少尉に、海軍機関兵曹長である者は海軍機関特務少尉に、海軍軍楽長である者は海軍軍楽特務少尉に、海軍船匠長である者は海軍船匠特務少尉に、海軍看護長である者は海軍看護特務少尉に、海軍筆記長である者は海軍主計特務少尉に、海軍予備兵曹長である者は海軍予備特務少尉に、海軍予備機関兵曹長であるものは海軍予備機関特務少尉に別に辞令書を用いずに任ぜられたものとし、従前の法令の中の特務士官の各官に関する規定はその種別に従い各科特務少尉に、准士官の各官に関する規定はその種別に従い各科准士官に、下士に関する規定は下士官に、下士の各官に関する規定はその種別・官階に従い各科下士官にこれを適用するとした。この改定により、将官・佐官・尉官を総称して士官と言い、予備佐官・予備尉官を総称して予備士官と言うことになり、また、下士の名称を下士官に、一等下士は一等下士官に、二等下士は二等下士官に、三等下士は三等下士官に改めた。海軍武官官階表の改正に伴い、大正9年勅令第11号を施行して海軍兵職階表を定め、附則により海軍卒職名等級表を廃止し、従前の法令の中の卒に関する規定は兵に、一等卒に関する規定は一等兵に、二等卒に関する規定は二等兵に、三等卒に関する規定は三等兵に、四等卒に関する規定は四等兵に適用するとした。このとき高等官官等俸給令の別表・第一表（文武高等官官等表）の海軍省の部を改正している。また文武判任官等級令の別表の海軍准士官及び下士の欄を改正している。海軍武官進級令を定めて、海軍高等武官進級条例及び海軍准士官下士任用進級条例を廃止した。海軍高等武官任用令の題名を海軍武官任用令に改め、海軍武官官階表の改正に応じて改正し、特務大尉・機関特務大尉及び主計特務大尉は特選により各少佐・機関少佐及び主計少佐に任用することができるとした。このときの諸法令の改正で「下士卒」を「下士官兵」に、「下士」を「下士官」に、「卒」を「兵」に改め、「士官以上」を「士官」に改め、「一・二等卒」を「一等兵・二等兵」に、「三・四等卒」を「三等兵」に改め、「五等卒」を「四等兵」に改めた。また、海軍特修兵令の改正により特別技術の掌記術の名称を経理術に改め、経理術の特修兵の名称を掌経理兵とした。
|          |            | 将校         | 将校             | 将校相当官       | 将校相当官       | 将校相当官       | 将校相当官       | 将校相当官   | 将校相当官     | 将校相当官       | 特務士官・准士官・下士官 | 特務士官・准士官・下士官 | 特務士官・准士官・下士官 | 特務士官・准士官・下士官 | 特務士官・准士官・下士官 | 特務士官・准士官・下士官 | 特務士官・准士官・下士官 | 特務士官・准士官・下士官 | 予備員                               | 予備員                               | 予備員                               | 予備員                               | 予備員       | 予備員       | 予備員           | 予備員               |
| 予備将校 | 予備将校   | 予備将校     | 予備将校         | 将校相当官       | 将校相当官       | 将校相当官       | 将校相当官       | 将校相当官   | 将校相当官     | 将校相当官       | 特務士官・准士官・下士官 | 特務士官・准士官・下士官 | 特務士官・准士官・下士官 | 特務士官・准士官・下士官 | 特務士官・准士官・下士官 | 特務士官・准士官・下士官 | 特務士官・准士官・下士官 | 特務士官・准士官・下士官 | 予備特務士官・予備准士官・予備下士官 | 予備特務士官・予備准士官・予備下士官 | 予備特務士官・予備准士官・予備下士官 | 予備特務士官・予備准士官・予備下士官 |              |              |                  |                      |
| -------- | ---------- | ------------ | ---------------- | ---------------- | ---------------- | ---------------- | ---------------- | ------------ | -------------- | ---------------- | ------------------------ | ------------------------ | ------------------------ | ------------------------ | ------------------------ | ------------------------ | ------------------------ | ------------------------ | ------------------------------------ | ------------------------------------ | ------------------------------------ | ------------------------------------ | ------------ | ------------ | ---------------- | -------------------- |
| 兵科     | 機関科     | 軍医科       | 薬剤科           | 主計科           | 造船科           | 造機科           | 造兵科           | 水路科       |                |                  | 兵科                     | 機関科                   | 軍楽科                   | 船匠科                   | 看護科                   | 主計科                   |                          |                          | 兵科                                 | 機関科                               |                                      |                                      | 兵科         | 機関科       |                  |                      |
| 士官     | 将官       | 海軍大将     |                  |                  |                  |                  |                  |              |                |                  |                          |                          |                          |                          |                          |                          |                          |                          |                                      |                                      |                                      |                                      |              |              |                  |                      |
| 士官     | 将官       | 海軍中将     | 海軍機関中将     | 海軍軍医中将     |                  | 海軍主計中将     | 海軍造船中将     | 海軍造機中将 | 海軍造兵中将   |                  |                          |                          |                          |                          |                          |                          |                          |                          |                                      |                                      |                                      |                                      |              |              |                  |                      |
| 士官     | 将官       | 海軍少将     | 海軍機関少将     | 海軍軍医少将     |                  | 海軍主計少将     | 海軍造船少将     | 海軍造機少将 | 海軍造兵少将   |                  |                          |                          |                          |                          |                          |                          |                          |                          |                                      |                                      |                                      |                                      |              |              |                  |                      |
| 士官     | 佐官       | 海軍大佐     | 海軍機関大佐     | 海軍軍医大佐     | 海軍薬剤大佐     | 海軍主計大佐     | 海軍造船大佐     | 海軍造機大佐 | 海軍造兵大佐   | 海軍水路大佐     |                          |                          |                          |                          |                          |                          |                          |                          |                                      |                                      |                                      |                                      |              |              |                  |                      |
| 士官     | 佐官       | 海軍中佐     | 海軍機関中佐     | 海軍軍医中佐     | 海軍薬剤中佐     | 海軍主計中佐     | 海軍造船中佐     | 海軍造機中佐 | 海軍造兵中佐   | 海軍水路中佐     | 予備士官                 | 予備佐官                 | 海軍予備中佐             | 海軍予備機関中佐         |                          |                          |                          |                          |                                      |                                      |                                      |                                      |              |              |                  |                      |
| 士官     | 佐官       | 海軍少佐     | 海軍機関少佐     | 海軍軍医少佐     | 海軍薬剤少佐     | 海軍主計少佐     | 海軍造船少佐     | 海軍造機少佐 | 海軍造兵少佐   | 海軍水路少佐     | 予備士官                 | 予備佐官                 | 海軍予備少佐             | 海軍予備機関少佐         |                          |                          |                          |                          |                                      |                                      |                                      |                                      |              |              |                  |                      |
| 士官     | 尉官       | 海軍大尉     | 海軍機関大尉     | 海軍軍医大尉     | 海軍薬剤大尉     | 海軍主計大尉     | 海軍造船大尉     | 海軍造機大尉 | 海軍造兵大尉   | 海軍水路大尉     | 予備士官                 | 特務士官                 | 特務士官                 | 海軍特務大尉             | 海軍機関特務大尉         | 海軍軍楽特務大尉         | 海軍船匠特務大尉         | 海軍看護特務大尉         | 海軍主計特務大尉                     | 予備尉官                             | 海軍予備大尉                         | 海軍予備機関大尉                     |              |              |                  |                      |
| 士官     | 尉官       | 海軍中尉     | 海軍機関中尉     | 海軍軍医中尉     | 海軍薬剤中尉     | 海軍主計中尉     | 海軍造船中尉     | 海軍造機中尉 | 海軍造兵中尉   | 海軍水路中尉     | 予備士官                 | 特務士官                 | 特務士官                 | 海軍特務中尉             | 海軍機関特務中尉         | 海軍軍楽特務中尉         | 海軍船匠特務中尉         | 海軍看護特務中尉         | 海軍主計特務中尉                     | 予備尉官                             | 海軍予備中尉                         | 海軍予備機関中尉                     |              |              |                  |                      |
| 士官     | 尉官       | 海軍少尉     | 海軍機関少尉     | 海軍軍医少尉     | 海軍薬剤少尉     | 海軍主計少尉     | 海軍造船少尉     | 海軍造機少尉 | 海軍造兵少尉   | 海軍水路少尉     | 予備士官                 | 特務士官                 | 特務士官                 | 海軍特務少尉             | 海軍機関特務少尉         | 海軍軍楽特務少尉         | 海軍船匠特務少尉         | 海軍看護特務少尉         | 海軍主計特務少尉                     | 予備尉官                             | 海軍予備少尉                         | 海軍予備機関少尉                     | 予備特務士官 | 予備特務士官 | 海軍予備特務少尉 | 海軍予備機関特務少尉 |
|          |            |              |                  |                  |                  |                  |                  |              |                |                  | 准士官                   | 准士官                   | 海軍兵曹長               | 海軍機関兵曹長           | 海軍軍楽兵曹長           | 海軍船匠兵曹長           | 海軍看護兵曹長           | 海軍主計兵曹長           |                                      |                                      |                                      |                                      | 予備准士官   | 予備准士官   | 海軍予備兵曹長   | 海軍予備機関兵曹長   |
| 下士官   | 一等下士官 | 海軍一等兵曹 | 海軍一等機関兵曹 | 海軍一等軍楽兵曹 | 海軍一等船匠兵曹 | 海軍一等看護兵曹 | 海軍一等主計兵曹 | 予備下士官   | 予備一等下士官 | 海軍予備一等兵曹 | 海軍予備一等機関兵曹     |                          |                          |                          |                          |                          |                          |                          |                                      |                                      |                                      |                                      |              |              |                  |                      |
| 下士官   | 二等下士官 | 海軍二等兵曹 | 海軍二等機関兵曹 | 海軍二等軍楽兵曹 | 海軍二等船匠兵曹 | 海軍二等看護兵曹 | 海軍二等主計兵曹 | 予備下士官   | 予備二等下士官 | 海軍予備二等兵曹 | 海軍予備二等機関兵曹     |                          |                          |                          |                          |                          |                          |                          |                                      |                                      |                                      |                                      |              |              |                  |                      |
| 下士官   | 三等下士官 | 海軍三等兵曹 | 海軍三等機関兵曹 | 海軍三等軍楽兵曹 | 海軍三等船匠兵曹 | 海軍三等看護兵曹 | 海軍三等主計兵曹 | 予備下士官   | 予備三等下士官 | 海軍予備三等兵曹 | 海軍予備三等機関兵曹     |                          |                          |                          |                          |                          |                          |                          |                                      |                                      |                                      |                                      |              |              |                  |                      |

|        | 兵科         | 機関科         | 軍楽科         | 船匠科         | 看護科         | 主計科         |
| ------ | ------------ | -------------- | -------------- | -------------- | -------------- | -------------- |
| 一等兵 | 海軍一等水兵 | 海軍一等機関兵 | 海軍一等軍楽兵 | 海軍一等船匠兵 | 海軍一等看護兵 | 海軍一等主計兵 |
| 二等兵 | 海軍二等水兵 | 海軍二等機関兵 | 海軍二等軍楽兵 | 海軍二等船匠兵 | 海軍二等看護兵 | 海軍二等主計兵 |
| 三等兵 | 海軍三等水兵 | 海軍三等機関兵 | 海軍三等軍楽兵 | 海軍三等船匠兵 | 海軍三等看護兵 | 海軍三等主計兵 |
| 四等兵 | 海軍四等水兵 | 海軍四等機関兵 | 海軍四等軍楽兵 | 海軍四等船匠兵 | 海軍四等看護兵 | 海軍四等主計兵 |

| 官庁 ＼ 官等 | 官庁 ＼ 官等 | 海軍省       | 海軍省           | 海軍省       | 海軍省           | 海軍省           | 海軍省               |
| ------------ | ------------ | ------------ | ---------------- | ------------ | ---------------- | ---------------- | -------------------- |
| 勅任         | 親任         | 海軍大将     |                  |              |                  |                  |                      |
| 勅任         | 一等         | 海軍各科中将 |                  |              |                  |                  |                      |
| 勅任         | 二等         | 海軍各科少将 |                  |              |                  |                  |                      |
| 奏任         | 三等         | 海軍各科大佐 |                  |              |                  |                  |                      |
| 奏任         | 四等         | 海軍各科中佐 |                  | 海軍予備中佐 | 海軍予備機関中佐 |                  |                      |
| 奏任         | 五等         | 海軍各科少佐 |                  | 海軍予備少佐 | 海軍予備機関少佐 |                  |                      |
| 奏任         | 六等         | 海軍各科大尉 | 海軍各科特務大尉 | 海軍予備大尉 | 海軍予備機関大尉 |                  |                      |
| 奏任         | 七等         | 海軍各科中尉 | 海軍各科特務中尉 | 海軍予備中尉 | 海軍予備機関中尉 |                  |                      |
| 奏任         | 八等         | 海軍各科少尉 | 海軍各科特務少尉 | 海軍予備少尉 | 海軍予備機関少尉 | 海軍予備特務少尉 | 海軍予備機関特務少尉 |
| 奏任         | 九等         |              |                  |              |                  |                  |                      |

| 一等 | 海軍准士官     | 海軍予備准士官     |
| 二等 | 海軍一等下士官 | 海軍予備一等下士官 |
| 三等 | 海軍二等下士官 | 海軍予備二等下士官 |
| 四等 | 海軍三等下士官 | 海軍予備三等下士官 |

1920年（大正9年）12月の海軍特修兵令の改正により特別技術の軍楽の名称を軍楽術に改め、特別技術に航空術及び航空工術を加え、航空術・航空工術の特修兵の名称をそれぞれ掌航空兵・掌航空工兵とした。
1923年（大正12年）4月1日施行の海軍特修兵令の改正により特別技術に測的術を加え、測的術の特修兵の名称を各掌測的兵とした。
1924年（大正13年）12月20日勅令第401号により海軍武官官階表を改正し、機関科から海軍機関中将及び海軍機関少将を削除して、将校の項の下に備考を加えて将校中機関科に属するものは海軍機関大佐以下に限るとし、附則により現に海軍機関中将である者は海軍中将に、海軍機関少将である者は海軍少将に任ぜられたものとして、将官に限っては兵機の一応の統合を見た。これによって、機関科出身者でも大将に昇進する道が開けたが、結局、機関科出身の大将は生まれなかった（杉政人・上田宗重も参照）。
|      |        | 将校                                                  | 将校     |
| 兵科 | 機関科 |                                                       |          |
| ---- | ------ | ----------------------------------------------------- | -------- |
| 士官 | 将官   | 海軍大将                                              | 海軍大将 |
| 士官 | 将官   | 海軍中将                                              |          |
| 士官 | 将官   | 海軍少将                                              |          |
| 士官 |        |                                                       |          |
|      |        | 備考 将校中機関科に属するものは海軍機関大佐以下に限る |          |

1926年（大正15年）7月12日勅令第256号により海軍武官官階表を改正し、薬剤科士官に「海軍薬剤少将」を新設した。
|        |      | 将校相当官   |
| 薬剤科 |      |              |
| ------ | ---- | ------------ |
| 士官   | 将官 |              |
| 士官   | 将官 |              |
| 士官   | 将官 | 海軍薬剤少将 |

1927年（昭和2年）6月30日勅令第216号により海軍武官官階表を改正し、予備佐官を大佐に進めて海軍予備大佐及び海軍予備機関大佐を置いた。また、高等官官等俸給令を改正し別表第一表（文武高等官官等表）に海軍予備大佐・海軍予備機関大佐を加えた。
| 予備員   | 予備員   | 予備員       | 予備員           |
| 予備将校 | 予備将校 | 予備将校     | 予備将校         |
| -------- | -------- | ------------ | ---------------- |
|          |          | 兵科         | 機関科           |
|          |          |              |                  |
| 予備士官 | 予備佐官 | 海軍予備大佐 | 海軍予備機関大佐 |
| 予備士官 | 予備佐官 | 海軍予備中佐 | 海軍予備機関中佐 |
| 予備士官 | 予備佐官 | 海軍予備少佐 | 海軍予備機関少佐 |
| 予備士官 | 予備尉官 | 海軍予備大尉 | 海軍予備機関大尉 |
| 予備士官 | 予備尉官 | 海軍予備中尉 | 海軍予備機関中尉 |
| 予備士官 | 予備尉官 | 海軍予備少尉 | 海軍予備機関少尉 |

| 官庁 ＼ 官等 | 官庁 ＼ 官等 | 海軍省       | 海軍省 | 海軍省       | 海軍省           | 海軍省 |
| ------------ | ------------ | ------------ | ------ | ------------ | ---------------- | ------ |
| 奏任         | 三等         | 海軍各科大佐 |        | 海軍予備大佐 | 海軍予備機関大佐 |        |

1930年（昭和5年）1月10日に昭和4年勅令386号を施行して海軍武官官階表を改正し、特務士官・准士官・下士官の欄の兵科の項の次に航空科を加え、予備特務士官・予備准士官・予備下士官の欄の兵科の項の次に航空科を加え、附則により海軍航空隊に於いて航空術を修めその特修兵となっている者であって、改正勅令施行の際、現に附則の表の上欄に掲げる官に在る者は別に辞令書を用いずに各その相当の下欄に掲げる官に任ぜられたものとし、海軍航空隊に於いて航空術を修め、改正勅令施行の際に現に海軍予備三等兵曹である者は別に辞令書を用いずに海軍予備三等航空兵曹に任ぜられたものとした。昭和4年勅令387号を施行して海軍兵職階表を改正して兵科の項の次に航空科を加え、附則により海軍航空隊に於いて航空術を修め特修兵となった者であって改正勅令施行の際、現に海軍一等水兵である者は海軍一等航空兵を命ぜられたものとした。
|          |            | 兵科         | 航空科           |
|          |            |              |                  |
| 特務士官 | 特務士官   | 海軍特務大尉 | 海軍航空特務大尉 |
| 特務士官 | 特務士官   | 海軍特務中尉 | 海軍航空特務中尉 |
| 特務士官 | 特務士官   | 海軍特務少尉 | 海軍航空特務少尉 |
| 准士官   | 准士官     | 海軍兵曹長   | 海軍航空兵曹長   |
| 下士官   | 一等下士官 | 海軍一等兵曹 | 海軍一等航空兵曹 |
| 下士官   | 二等下士官 | 海軍二等兵曹 | 海軍二等航空兵曹 |
| 下士官   | 三等下士官 | 海軍三等兵曹 | 海軍三等航空兵曹 |

| 予備員                               | 予備員                               | 予備員                               | 予備員                               |
| 予備特務士官・予備准士官・予備下士官 | 予備特務士官・予備准士官・予備下士官 | 予備特務士官・予備准士官・予備下士官 | 予備特務士官・予備准士官・予備下士官 |
| ------------------------------------ | ------------------------------------ | ------------------------------------ | ------------------------------------ |
|                                      |                                      | 兵科                                 | 航空科                               |
|                                      |                                      |                                      |                                      |
| 予備特務士官                         | 予備特務士官                         | 海軍予備特務少尉                     | 海軍予備航空特務少尉                 |
| 予備准士官                           | 予備准士官                           | 海軍予備兵曹長                       | 海軍予備航空兵曹長                   |
| 予備下士官                           | 予備一等下士官                       | 海軍予備一等兵曹                     | 海軍予備一等航空兵曹                 |
| 予備下士官                           | 予備二等下士官                       | 海軍予備二等兵曹                     | 海軍予備二等航空兵曹                 |
| 予備下士官                           | 予備三等下士官                       | 海軍予備三等兵曹                     | 海軍予備三等航空兵曹                 |

| 海軍特務大尉     | 海軍特務中尉     | 海軍特務少尉     | 海軍兵曹長     | 海軍一等兵曹     | 海軍二等兵曹     | 海軍三等兵曹     |
| 海軍航空特務大尉 | 海軍航空特務中尉 | 海軍航空特務少尉 | 海軍航空兵曹長 | 海軍一等航空兵曹 | 海軍二等航空兵曹 | 海軍三等航空兵曹 |

|        | 航空科         |
| ------ | -------------- |
| 一等兵 | 海軍一等航空兵 |
| 二等兵 | 海軍二等航空兵 |
| 三等兵 | 海軍三等航空兵 |
| 四等兵 | 海軍四等航空兵 |

1930年（昭和5年）6月1日施行の海軍特修兵令の改正により特別技術の航空工術の名称を整備術に改め、掌航空工兵の名称を掌整備兵に改めた。
1930年（昭和5年）12月1日に昭和5年勅令第227号を施行して海軍武官官階表を改正し、船匠科の項を削り、附則によりが改正勅令施行の際、現に附則の表の上欄に掲げる官に在る者は別に辞令書を用いずに各その相当の下欄に掲げる官に任ぜられたものとした。このとき昭和5年勅令第228号を施行して海軍兵職階表改正し、船匠科の項を削り、附則によりが改正勅令施行の際、現に附則の表の上欄に掲げる職階に在る者は別に辞令書を用いずに各その相当の下欄に掲げる職階を命ぜられたものとした。海軍特修兵令を改正して特別技術の種類から船匠術を削る。
| 海軍船匠特務大尉 | 海軍船匠特務中尉 | 海軍船匠特務少尉 | 海軍船匠兵曹長 | 海軍一等船匠兵曹 | 海軍二等船匠兵曹 | 海軍三等船匠兵曹 |
| 海軍機関特務大尉 | 海軍機関特務中尉 | 海軍機関特務少尉 | 海軍機関兵曹長 | 海軍一等機関兵曹 | 海軍二等機関兵曹 | 海軍三等機関兵曹 |

| 海軍一等船匠兵 | 海軍二等船匠兵 | 海軍三等船匠兵 | 海軍四等船匠兵 |
| 海軍一等機関兵 | 海軍二等機関兵 | 海軍三等機関兵 | 海軍四等機関兵 |

1932年（昭和7年）1月から3月にかけて第一次上海事変があった。
1932年（昭和7年）11月1日の海軍特修兵令の改正により特別技術に航空兵器術を加え、航空兵器術の特修兵の名称を掌航空兵器兵とした。
1934年（昭和9年）4月1日に昭和9年勅令第66号を施行して海軍武官官階表を改正し、航空科の次に整備科を加え、附則により海軍航空隊に於いて航空兵器術を修めその特修兵となっている者であって改正勅令施行の際に現に附則第2項の表の上欄に掲げる官に在る者は別に辞令書を用いずにその相当の下欄に掲げる官に任ぜられたものとし、海軍航空隊に於いて整備術を修めその特修兵となっている者であって改正勅令施行の際に現に附則第3項の表の上欄に掲げる間に在る者は別に辞令書を用いずにその相当の下欄に掲げる官に任ぜられたものとした。昭和9年勅令第67号を施行して海軍兵職階表を改正し、航空科の次に整備科を加え、附則により海軍航空隊に於いて航空兵器術を修めその特修兵となっている者であって改正勅令施行の際に現に附則第2項の表の上欄に掲げる職階に在る者は各その相当の下欄に掲げる職階を命ぜられたものとし、海軍航空隊に於いて整備術を修めその特修兵となっている者であって改正勅令施行の際に現に附則第3項の表の上欄に掲げる職階に在る者は各その相当の下欄に掲げる職階を命ぜられたものとした。航空科と整備科の区別としては、航空科は「飛行業務を本務とする者、航空兵器（飛行機搭載兵器）の地上整備を本務とする者及び飛行機の地上整備を本務とする者（整備科）の補助者」の3種類が、整備科は「飛行機その他の地上整備を本務とする者」が科別・兵種の区分として考えられていた。このとき海軍武官任用令を改正し、特務大尉及び航空特務大尉は少佐に、機関特務大尉及び整備特務大尉は機関少佐に、主計特務大尉は主計少佐に特選により各これを任用することができるとした。
|          |            | 航空科           | 整備科           |
|          |            |                  |                  |
| 特務士官 | 特務士官   | 海軍航空特務大尉 | 海軍整備特務大尉 |
| 特務士官 | 特務士官   | 海軍航空特務中尉 | 海軍整備特務中尉 |
| 特務士官 | 特務士官   | 海軍航空特務少尉 | 海軍整備特務少尉 |
| 准士官   | 准士官     | 海軍航空兵曹長   | 海軍整備兵曹長   |
| 下士官   | 一等下士官 | 海軍一等航空兵曹 | 海軍一等整備兵曹 |
| 下士官   | 二等下士官 | 海軍二等航空兵曹 | 海軍二等整備兵曹 |
| 下士官   | 三等下士官 | 海軍三等航空兵曹 | 海軍三等整備兵曹 |

| 海軍一等兵曹     | 海軍一等機関兵曹 | 海軍二等兵曹     | 海軍二等機関兵曹 | 海軍三等兵曹     | 海軍三等機関兵曹 |                  |
| 海軍一等航空兵曹 | 海軍一等航空兵曹 | 海軍二等航空兵曹 | 海軍二等航空兵曹 | 海軍三等航空兵曹 | 海軍三等航空兵曹 | 海軍三等航空兵曹 |

| 海軍特務中尉     | 海軍機関特務中尉 | 海軍特務少尉     | 海軍機関特務少尉 | 海軍兵曹長     | 海軍機関兵曹長 | 海軍一等兵曹     | 海軍一等機関兵曹 | 海軍二等兵曹     | 海軍二等機関兵曹 | 海軍三等兵曹     | 海軍三等機関兵曹 |
| 海軍整備特務中尉 | 海軍整備特務中尉 | 海軍整備特務少尉 | 海軍整備特務少尉 | 海軍整備兵曹長 | 海軍整備兵曹長 | 海軍一等整備兵曹 | 海軍一等整備兵曹 | 海軍二等整備兵曹 | 海軍二等整備兵曹 | 海軍三等整備兵曹 | 海軍三等整備兵曹 |

|        | 整備科         |
| ------ | -------------- |
| 一等兵 | 海軍一等整備兵 |
| 二等兵 | 海軍二等整備兵 |
| 三等兵 | 海軍三等整備兵 |
| 四等兵 | 海軍四等整備兵 |

| 海軍一等水兵   | 海軍一等機関兵 | 海軍二等水兵   | 海軍二等機関兵 |
| 海軍一等航空兵 | 海軍一等航空兵 | 海軍二等航空兵 | 海軍二等航空兵 |

| 海軍一等水兵   | 海軍一等機関兵 | 海軍二等水兵   | 海軍二等機関兵 |
| 海軍一等整備兵 | 海軍一等整備兵 | 海軍二等整備兵 | 海軍二等整備兵 |

1937年（昭和12年）4月15日に昭和12年勅令第129号を施行して海軍兵職階表を改正して海軍予備兵を設けた。
|    |        | 兵科         | 航空科         | 整備科         | 機関科         | 軍楽科         | 看護科         | 主計科         | 予備兵 | 予備兵     | 予備兵           | 予備兵             |
|    |        | 兵科         | 航空科         | 整備科         | 機関科         | 軍楽科         | 看護科         | 主計科         | 兵科   | 機関科     |                  |                    |
| -- | ------ | ------------ | -------------- | -------------- | -------------- | -------------- | -------------- | -------------- | ------ | ---------- | ---------------- | ------------------ |
| 兵 | 一等兵 | 海軍一等水兵 | 海軍一等航空兵 | 海軍一等整備兵 | 海軍一等機関兵 | 海軍一等軍楽兵 | 海軍一等看護兵 | 海軍一等主計兵 | 予備兵 | 予備一等兵 | 海軍予備一等水兵 | 海軍予備一等機関兵 |
| 兵 | 二等兵 | 海軍二等水兵 | 海軍二等航空兵 | 海軍二等整備兵 | 海軍二等機関兵 | 海軍二等軍楽兵 | 海軍二等看護兵 | 海軍二等主計兵 | 予備兵 | 予備二等兵 | 海軍予備二等水兵 | 海軍予備二等機関兵 |
| 兵 | 三等兵 | 海軍三等水兵 | 海軍三等航空兵 | 海軍三等整備兵 | 海軍三等機関兵 | 海軍三等軍楽兵 | 海軍三等看護兵 | 海軍三等主計兵 | 予備兵 | 予備三等兵 | 海軍予備三等水兵 | 海軍予備三等機関兵 |
| 兵 | 四等兵 | 海軍四等水兵 | 海軍四等航空兵 | 海軍四等整備兵 | 海軍四等機関兵 | 海軍四等軍楽兵 | 海軍四等看護兵 | 海軍四等主計兵 |        |            |                  |                    |

1937年（昭和12年）7月から支那事変、8月から第二次上海事変があり日中戦争が始る。
1937年（昭和12年）12月17日の海軍特修兵令の改正により特別技術の掌厨術の名称を衣糧術に改め、衣糧術の特修兵の名称を掌衣糧兵とした。
1938年（昭和13年）4月1日より昭和13年勅令143号の予備員に関する規定を、1938年（昭和13年）12月1日よりその他の規定を施行して海軍武官官階表を改正し、特務士官以下の機関科の次に工作科を加え、予備特務士官を廃止し、附則により海軍の学校に於いて工術を修めその特修兵となっている者又は海軍大臣の特に定める者であって1938年（昭和13年）12月1日に於いて現に附則第2項の表の上欄に掲げる官に在る者は別に辞令書を用いずにその相当の下欄に掲げる官に任ぜられたものとし、1938年（昭和13年）4月1日に於いて現に海軍予備特務少尉である者は海軍予備少尉に、海軍予備機関特務少尉である者は海軍予備機関少尉に別に辞令書を用いずに任ぜられたものとした。1938年（昭和13年）4月1日より昭和13年勅令144号の予備兵に関する規定を、1938年（昭和13年）12月1日よりその他の規定を施行して海軍兵職階表を改正して、機関科の次に工作科を加え、附則により海軍の学校に於いて工術を修めその特修兵となっている者又は海軍大臣の特に定める者であって改正勅令施行の際現に附則第2項の表の上欄に掲げる職階に在る者は別に辞令書を用いずにその相当の下欄に掲げる職階を命ぜられたものとした。また、高等官官等俸給令を改正し別表第一表（文武高等官官等表）から海軍予備特務少尉・海軍予備機関特務少尉を削る。このとき海軍武官任用令を改正し、機関特務大尉及び整備特務大尉に加えて工作特務大尉も機関少佐に特選により各これを任用することができるとした。また1938年（昭和13年）12月1日に海軍特修兵令を改正し、特別技術の工術の名称を工作術に改めた。
|          |            | 機関科           | 工作科           |
|          |            |                  |                  |
| 特務士官 | 特務士官   | 海軍機関特務大尉 | 海軍工作特務大尉 |
| 特務士官 | 特務士官   | 海軍機関特務中尉 | 海軍工作特務中尉 |
| 特務士官 | 特務士官   | 海軍機関特務少尉 | 海軍工作特務少尉 |
| 准士官   | 准士官     | 海軍機関兵曹長   | 海軍工作兵曹長   |
| 下士官   | 一等下士官 | 海軍一等機関兵曹 | 海軍一等工作兵曹 |
| 下士官   | 二等下士官 | 海軍二等機関兵曹 | 海軍二等工作兵曹 |
| 下士官   | 三等下士官 | 海軍三等機関兵曹 | 海軍三等工作兵曹 |

| 予備員     | 予備員         | 予備員           | 予備員               | 予備員                 | 予備員                 | 予備員                 | 予備員                 | 予備員                 | 予備員                 |
| 予備将校   | 予備将校       | 予備将校         | 予備将校             | 予備准士官・予備下士官 | 予備准士官・予備下士官 | 予備准士官・予備下士官 | 予備准士官・予備下士官 | 予備准士官・予備下士官 | 予備准士官・予備下士官 |
| ---------- | -------------- | ---------------- | -------------------- | ---------------------- | ---------------------- | ---------------------- | ---------------------- | ---------------------- | ---------------------- |
|            |                | 兵科             | 機関科               |                        |                        | 兵科                   | 航空科                 | 機関科                 | 工作科                 |
|            |                |                  |                      |                        |                        |                        |                        |                        |                        |
| 予備士官   | 予備佐官       | 海軍予備大佐     | 海軍予備機関大佐     |                        |                        |                        |                        |                        |                        |
| 予備士官   | 予備佐官       | 海軍予備中佐     | 海軍予備機関中佐     |                        |                        |                        |                        |                        |                        |
| 予備士官   | 予備佐官       | 海軍予備少佐     | 海軍予備機関少佐     |                        |                        |                        |                        |                        |                        |
| 予備士官   | 予備尉官       | 海軍予備大尉     | 海軍予備機関大尉     |                        |                        |                        |                        |                        |                        |
| 予備士官   | 予備尉官       | 海軍予備中尉     | 海軍予備機関中尉     |                        |                        |                        |                        |                        |                        |
| 予備士官   | 予備尉官       | 海軍予備少尉     | 海軍予備機関少尉     |                        |                        |                        |                        |                        |                        |
|            |                |                  |                      | 予備准士官             | 予備准士官             | 海軍予備兵曹長         | 海軍予備航空兵曹長     | 海軍予備機関兵曹長     | 海軍予備工作兵曹長     |
| 予備下士官 | 予備一等下士官 | 海軍予備一等兵曹 | 海軍予備一等航空兵曹 | 海軍予備一等機関兵曹   | 海軍予備一等工作兵曹   |                        |                        |                        |                        |
| 予備下士官 | 予備二等下士官 | 海軍予備二等兵曹 | 海軍予備二等航空兵曹 | 海軍予備二等機関兵曹   | 海軍予備二等工作兵曹   |                        |                        |                        |                        |
| 予備下士官 | 予備三等下士官 | 海軍予備三等兵曹 | 海軍予備三等航空兵曹 | 海軍予備三等機関兵曹   | 海軍予備三等工作兵曹   |                        |                        |                        |                        |

| 海軍機関特務大尉 | 海軍機関特務中尉 | 海軍機関特務少尉 | 海軍機関兵曹長 | 海軍一等機関兵曹 | 海軍二等機関兵曹 | 海軍三等機関兵曹 |
| 海軍工作特務大尉 | 海軍工作特務中尉 | 海軍工作特務少尉 | 海軍工作兵曹長 | 海軍一等工作兵曹 | 海軍二等工作兵曹 | 海軍三等工作兵曹 |

|    |        | 機関科         | 工作科         |
| -- | ------ | -------------- | -------------- |
| 兵 | 一等兵 | 海軍一等機関兵 | 海軍一等工作兵 |
| 兵 | 二等兵 | 海軍二等機関兵 | 海軍一等工作兵 |
| 兵 | 三等兵 | 海軍三等機関兵 | 海軍一等工作兵 |
| 兵 | 四等兵 | 海軍四等機関兵 | 海軍一等工作兵 |

| 予備兵 | 予備兵     | 予備兵             | 予備兵             |
|        |            | 機関科             | 工作科             |
| ------ | ---------- | ------------------ | ------------------ |
| 予備兵 | 予備一等兵 | 海軍予備一等機関兵 | 海軍予備一等工作兵 |
| 予備兵 | 予備二等兵 | 海軍予備二等機関兵 | 海軍予備一等工作兵 |
| 予備兵 | 予備三等兵 | 海軍予備三等機関兵 | 海軍予備一等工作兵 |
|        |            |                    |                    |

| 海軍一等機関兵 | 海軍二等機関兵 | 海軍三等機関兵 |
| 海軍一等工作兵 | 海軍二等工作兵 | 海軍三等工作兵 |

1939年（昭和14年）8月18日勅令第592号により海軍武官官階表を改正し、予備准士官以下に航空科の次に整備科を設けた。
| 予備員                 | 予備員                 | 予備員                 | 予備員                 |
| 予備准士官・予備下士官 | 予備准士官・予備下士官 | 予備准士官・予備下士官 | 予備准士官・予備下士官 |
| ---------------------- | ---------------------- | ---------------------- | ---------------------- |
|                        |                        | 航空科                 | 整備科                 |
|                        |                        |                        |                        |
| 予備准士官             | 予備准士官             | 海軍予備航空兵曹長     | 海軍予備整備兵曹長     |
| 予備下士官             | 予備一等下士官         | 海軍予備一等航空兵曹   | 海軍予備一等整備兵曹   |
| 予備下士官             | 予備二等下士官         | 海軍予備二等航空兵曹   | 海軍予備二等整備兵曹   |
| 予備下士官             | 予備三等下士官         | 海軍予備三等航空兵曹   | 海軍予備三等整備兵曹   |

1941年（昭和16年）4月1日施行の海軍特修兵令の改正により特別技術に機雷術を加え、機雷術の特修兵の名称を掌機雷兵とした。
1941年（昭和16年）6月1日に昭和16年勅令第624号を施行して海軍武官官階表を改正し、水路科の次に歯科医科を新設して海軍歯科医少将以下を加え、航空科を飛行科に改めて海軍航空特務大尉以下を海軍飛行特務大尉以下に改め、海軍予備航空兵曹長以下を海軍予備飛行兵曹長以下に改め、附則により海軍練習航空隊に於いて航空術を修めその特修兵となった者、甲種もしくは乙種の飛行予科練習生の教程を卒業した者卒業した者または甲種飛行予科練習生の教程履修中の者であって、改正勅令施行の際現に附則第2項の表の上欄に掲げる官に在る者は別に辞令を用いずに各その相当の下欄に掲げる官に任ぜられたものとし、その他の者であって改正勅令施行の際現に附則第3項の表の上欄に掲げる官に在る者は別に辞令を用いずにその相当の下欄に掲げる官に任ぜられたものとし、改正勅令施行の際現に附則第4項の表の上欄に掲げる官に在る者は別に辞令を用いずにその相当の下欄に掲げる官に任ぜられたものとした。1941年（昭和16年）6月1日に昭和16年勅令第625号を施行して海軍兵職階表を改正し、航空科を飛行科に改めて海軍一等航空兵以下を海軍一等飛行兵以下に改め、附則により海軍練習航空隊に於いて航空術を修めその特修兵となった者、甲種もしくは乙種の飛行予科練習生の教程を卒業した者卒業した者もしくはその教程履修中の者又は海軍通信学校普通科電信術練習生の教程を卒業した者もしくはその教程履修中の者であって、改正勅令施行の際現に附則第2項の表の上欄に掲げる職階に在る者は別に辞令を用いずに各その相当の下欄に掲げる職階を命ぜられたものとし、その他の者であって改正勅令施行の際現に附則第3項の表の上欄に掲げる職階に在る者は別に辞令を用いずにその相当の下欄に掲げる職階を命ぜられたものとした。このとき海軍特修兵令を改正し、特別技術の航空術の名称を飛行術に改め、飛行術の特修兵の名称を掌飛行兵とした。
| 士官 | 将官 |                |                |
| 士官 | 将官 |                |                |
| 士官 | 将官 | 海軍歯科医少将 |                |
| 士官 | 佐官 | 海軍水路大佐   | 海軍歯科医大佐 |
| 士官 | 佐官 | 海軍水路中佐   | 海軍歯科医中佐 |
| 士官 | 佐官 | 海軍水路少佐   | 海軍歯科医少佐 |
| 士官 | 尉官 | 海軍水路大尉   | 海軍歯科医大尉 |
| 士官 | 尉官 | 海軍水路中尉   | 海軍歯科医中尉 |
| 士官 | 尉官 | 海軍水路少尉   | 海軍歯科医少尉 |

| 特務士官・准士官・下士官 | 特務士官・准士官・下士官 | 特務士官・准士官・下士官 |
| ------------------------ | ------------------------ | ------------------------ |
|                          |                          | 飛行科                   |
|                          |                          |                          |
| 特務士官                 | 特務士官                 | 海軍飛行特務大尉         |
| 特務士官                 | 特務士官                 | 海軍飛行特務中尉         |
| 特務士官                 | 特務士官                 | 海軍飛行特務少尉         |
| 准士官                   | 准士官                   | 海軍飛行兵曹長           |
| 下士官                   | 一等下士官               | 海軍一等飛行兵曹         |
| 下士官                   | 二等下士官               | 海軍二等飛行兵曹         |
| 下士官                   | 三等下士官               | 海軍三等飛行兵曹         |

| 予備員                 | 予備員                 | 予備員                 |
| 予備准士官・予備下士官 | 予備准士官・予備下士官 | 予備准士官・予備下士官 |
| ---------------------- | ---------------------- | ---------------------- |
|                        |                        | 飛行科                 |
|                        |                        |                        |
| 予備准士官             | 予備准士官             | 海軍予備飛行兵曹長     |
| 予備下士官             | 予備一等下士官         | 海軍予備一等飛行兵曹   |
| 予備下士官             | 予備二等下士官         | 海軍予備二等飛行兵曹   |
| 予備下士官             | 予備三等下士官         | 海軍予備三等飛行兵曹   |

| 海軍航空特務大尉 | 海軍航空特務中尉 | 海軍航空特務少尉 | 海軍航空兵曹長 | 海軍一等航空兵曹 | 海軍二等航空兵曹 | 海軍三等航空兵曹 |
| 海軍飛行特務大尉 | 海軍飛行特務中尉 | 海軍飛行特務少尉 | 海軍飛行兵曹長 | 海軍一等飛行兵曹 | 海軍二等飛行兵曹 | 海軍三等飛行兵曹 |

| 海軍航空特務大尉 | 海軍航空特務中尉 | 海軍航空特務少尉 | 海軍航空兵曹長 | 海軍一等航空兵曹 | 海軍二等航空兵曹 | 海軍三等航空兵曹 |
| 海軍整備特務大尉 | 海軍整備特務中尉 | 海軍整備特務少尉 | 海軍整備兵曹長 | 海軍一等整備兵曹 | 海軍二等整備兵曹 | 海軍三等整備兵曹 |

| 海軍予備一等航空兵曹 | 海軍予備二等航空兵曹 | 海軍予備三等航空兵曹 |
| 海軍予備一等飛行兵曹 | 海軍予備二等飛行兵曹 | 海軍予備三等飛行兵曹 |

|    |        | 飛行科         |
| -- | ------ | -------------- |
| 兵 | 一等兵 | 海軍一等飛行兵 |
| 兵 | 二等兵 | 海軍二等飛行兵 |
| 兵 | 三等兵 | 海軍三等飛行兵 |
| 兵 | 四等兵 | 海軍四等飛行兵 |

| 海軍一等航空兵 | 海軍二等航空兵 | 海軍三等航空兵 | 海軍四等航空兵 |
| 海軍一等飛行兵 | 海軍二等飛行兵 | 海軍三等飛行兵 | 海軍四等飛行兵 |

| 海軍一等航空兵 | 海軍二等航空兵 | 海軍三等航空兵 | 海軍四等航空兵 |
| 海軍一等整備兵 | 海軍二等整備兵 | 海軍三等整備兵 | 海軍四等整備兵 |

#### 太平洋戦争開戦時の海軍
1941年（昭和16年）12月のマレー作戦から対英米戦争（太平洋戦争・大東亜戦争）が始る。
|      |        | 将校                                                  | 将校         | 将校相当官   | 将校相当官   | 将校相当官   | 将校相当官   | 将校相当官   | 将校相当官   | 将校相当官   | 将校相当官     |
| 兵科 | 機関科 | 軍医科                                                | 薬剤科       | 主計科       | 造船科       | 造機科       | 造兵科       | 水路科       | 歯科医科     |              |                |
| ---- | ------ | ----------------------------------------------------- | ------------ | ------------ | ------------ | ------------ | ------------ | ------------ | ------------ | ------------ | -------------- |
| 士官 | 将官   | 海軍大将                                              | 海軍大将     |              |              |              |              |              |              |              |                |
| 士官 | 将官   | 海軍中将                                              | 海軍中将     | 海軍軍医中将 |              | 海軍主計中将 | 海軍造船中将 | 海軍造機中将 | 海軍造兵中将 |              |                |
| 士官 | 将官   | 海軍少将                                              | 海軍少将     | 海軍軍医少将 | 海軍薬剤少将 | 海軍主計少将 | 海軍造船少将 | 海軍造機少将 | 海軍造兵少将 |              | 海軍歯科医少将 |
| 士官 | 佐官   | 海軍大佐                                              | 海軍機関大佐 | 海軍軍医大佐 | 海軍薬剤大佐 | 海軍主計大佐 | 海軍造船大佐 | 海軍造機大佐 | 海軍造兵大佐 | 海軍水路大佐 | 海軍歯科医大佐 |
| 士官 | 佐官   | 海軍中佐                                              | 海軍機関中佐 | 海軍軍医中佐 | 海軍薬剤中佐 | 海軍主計中佐 | 海軍造船中佐 | 海軍造機中佐 | 海軍造兵中佐 | 海軍水路中佐 | 海軍歯科医中佐 |
| 士官 | 佐官   | 海軍少佐                                              | 海軍機関少佐 | 海軍軍医少佐 | 海軍薬剤少佐 | 海軍主計少佐 | 海軍造船少佐 | 海軍造機少佐 | 海軍造兵少佐 | 海軍水路少佐 | 海軍歯科医少佐 |
| 士官 | 尉官   | 海軍大尉                                              | 海軍機関大尉 | 海軍軍医大尉 | 海軍薬剤大尉 | 海軍主計大尉 | 海軍造船大尉 | 海軍造機大尉 | 海軍造兵大尉 | 海軍水路大尉 | 海軍歯科医大尉 |
| 士官 | 尉官   | 海軍中尉                                              | 海軍機関中尉 | 海軍軍医中尉 | 海軍薬剤中尉 | 海軍主計中尉 | 海軍造船中尉 | 海軍造機中尉 | 海軍造兵中尉 | 海軍水路中尉 | 海軍歯科医中尉 |
| 士官 | 尉官   | 海軍少尉                                              | 海軍機関少尉 | 海軍軍医少尉 | 海軍薬剤少尉 | 海軍主計少尉 | 海軍造船少尉 | 海軍造機少尉 | 海軍造兵少尉 | 海軍水路少尉 | 海軍歯科医少尉 |
|      |        | 備考 将校中機関科に属するものは海軍機関大佐以下に限る |              |              |              |              |              |              |              |              |                |

1942年（昭和17年）4月1日に昭和17年勅令第298号を施行して海軍武官官階表を改正し、海軍法務官を武官とし歯科医科の次に法務科を設けて法務科士官の官階を定めた。このときに陸海軍両省の法務局長並びに陸海軍の法務官、司法事務官及び事務官制度の廃止に伴い高等官官等俸給令を改正している。
|          |        | 将校相当官     | 将校相当官   |
| 歯科医科 | 法務科 |                |              |
| -------- | ------ | -------------- | ------------ |
| 士官     | 将官   |                |              |
| 士官     | 将官   | 海軍法務中将   |              |
| 士官     | 将官   | 海軍歯科医少将 | 海軍法務少将 |
| 士官     | 佐官   | 海軍歯科医大佐 | 海軍法務大佐 |
| 士官     | 佐官   | 海軍歯科医中佐 | 海軍法務中佐 |
| 士官     | 佐官   | 海軍歯科医少佐 | 海軍法務少佐 |
| 士官     | 尉官   | 海軍歯科医大尉 | 海軍法務大尉 |
| 士官     | 尉官   | 海軍歯科医中尉 | 海軍法務中尉 |
| 士官     | 尉官   | 海軍歯科医少尉 |              |

1942年（昭和17年）5月2日の海軍特修兵令改正により、特別技術に内火術を加え、内火術の特修兵の名称を掌内火兵とした。

### 昭和17年の海軍
1942年（昭和17年）11月1日に昭和17年勅令第610号を施行して海軍武官官階表を改正し、機関科を廃止して兵科に併せ、造船・造機・造兵・水路の各科を廃止して技術科を新設してこれに統合し、将校相当官に軍楽科・看護科を設けて少佐を新設し、特務士官の官名を尉官と同一にし、看護科の官名の看護を衛生に改め、一等下士官・二等下士官・三等下士官の官名を上等下士官・一等下士官・二等下士官に改める等の改正を実施し、附則により改正勅令施行の際現に附則第2項の表の上欄に掲げる官に在る者は別に辞令を用いずに各その相当の下欄に掲げる官に任ぜられたものとし、従前の法令の中で附則第2項の表の上欄に掲げる官に関する規定は各その相当の下欄に掲げる官にこれを適用し、従前の法令の中で附則第3項の表の上欄に掲げる者に関する規定は各その相当の下欄に掲げる者にこれを適用するとした。昭和17年勅令第611号を施行して海軍兵職階表を改正し、機関科を廃止して兵科に併せ、看護兵の名称を衛生兵に改め、一等兵、二等兵・三等兵・四等兵を兵長、上等兵・一等兵・二等兵に改める等の改正を実施し、附則により改正勅令施行の際現に附則第2項の表の上欄に掲げる職階に在る者は各その相当の下欄に掲げる職階に命ぜられたものとし、従前の法令の中で附則第2項の表の上欄に掲げる者に関する規定は各その相当の下欄に掲げる者にこれを適用し、従前の法令の中で附則第3項の表の上欄に掲げる者に関する規定は各その相当の下欄に掲げる者にこれを適用するとした。このとき海軍武官任用令を改正し、軍楽少佐及び衛生少佐の特選に関する規定を設けて、特務士官である各科大尉は特選により当該科の少佐にこれを任用することができるとした。このとき高等官官等俸給令を改正して別表第1の海軍省の部の「海軍各科特務大尉」、「海軍各科特務中尉」及び「海軍各科特務少尉」を夫々「（特務士官たるものを含む）」に改め、「海軍予備機関大佐」、「海軍予備機関中佐」、「海軍予備機関少佐」、「海軍予備機関大尉」、「海軍予備機関中尉」及び「海軍予備機関少尉」を削る、また文武判任官等級令等を改正した。
|          |            | 将校         | 将校相当官       | 将校相当官       | 将校相当官       | 将校相当官       | 将校相当官       | 将校相当官       | 将校相当官       | 将校相当官       | 特務士官・准士官・下士官 | 特務士官・准士官・下士官 | 特務士官・准士官・下士官 | 特務士官・准士官・下士官 | 特務士官・准士官・下士官 | 特務士官・准士官・下士官 | 特務士官・准士官・下士官 | 特務士官・准士官・下士官 | 特務士官・准士官・下士官 | 特務士官・准士官・下士官 | 特務士官・准士官・下士官 | 備考 必要に応じ海軍兵曹長以下を水兵科准士官下士官、海軍飛行兵曹長以下を飛行科准士官下士官、海軍整備兵曹長以下を整備科准士官下士官、海軍機関兵曹長以下を機関科准士官下士官、海軍工作兵曹長以下を工作科准士官下士官と称することができる | 予備員                 | 予備員                 | 予備員                 | 予備員                 | 予備員                 | 予備員                 | 予備員                 | 予備員             | 予備員             | 予備員 | 備考 必要に応じ海軍予備兵曹長以下を水兵科予備准士官予備下士官、海軍予備飛行兵曹長以下を飛行科予備准士官予備下士官、海軍予備整備兵曹長以下を整備科予備准士官予備下士官、海軍予備機関兵曹長以下を機関科予備准士官予備下士官、海軍予備工作兵曹長以下を工作科予備准士官予備下士官と称することができる |
| 予備将校 | 予備将校   | 予備将校     | 将校相当官       | 将校相当官       | 将校相当官       | 将校相当官       | 将校相当官       | 将校相当官       | 将校相当官       | 将校相当官       | 特務士官・准士官・下士官 | 特務士官・准士官・下士官 | 特務士官・准士官・下士官 | 特務士官・准士官・下士官 | 特務士官・准士官・下士官 | 特務士官・准士官・下士官 | 特務士官・准士官・下士官 | 特務士官・准士官・下士官 | 特務士官・准士官・下士官 | 特務士官・准士官・下士官 | 特務士官・准士官・下士官 | 備考 必要に応じ海軍兵曹長以下を水兵科准士官下士官、海軍飛行兵曹長以下を飛行科准士官下士官、海軍整備兵曹長以下を整備科准士官下士官、海軍機関兵曹長以下を機関科准士官下士官、海軍工作兵曹長以下を工作科准士官下士官と称することができる | 予備准士官・予備下士官 | 予備准士官・予備下士官 | 予備准士官・予備下士官 | 予備准士官・予備下士官 | 予備准士官・予備下士官 | 予備准士官・予備下士官 | 予備准士官・予備下士官 |                    |                    |        | 備考 必要に応じ海軍予備兵曹長以下を水兵科予備准士官予備下士官、海軍予備飛行兵曹長以下を飛行科予備准士官予備下士官、海軍予備整備兵曹長以下を整備科予備准士官予備下士官、海軍予備機関兵曹長以下を機関科予備准士官予備下士官、海軍予備工作兵曹長以下を工作科予備准士官予備下士官と称することができる |
| 兵科     | 軍医科     | 薬剤科       | 主計科           | 技術科           | 歯科医科         | 法務科           | 軍楽科           | 看護科           |                  |                  | 兵科                     | 兵科                     | 兵科                     | 兵科                     | 兵科                     | 軍楽科                   | 看護科                   | 主計科                   | 技術科                   |                          |                          | 備考 必要に応じ海軍兵曹長以下を水兵科准士官下士官、海軍飛行兵曹長以下を飛行科准士官下士官、海軍整備兵曹長以下を整備科准士官下士官、海軍機関兵曹長以下を機関科准士官下士官、海軍工作兵曹長以下を工作科准士官下士官と称することができる | 兵科                   |                        |                        | 兵科                   | 兵科                   | 兵科                   | 兵科                   | 兵科               |                    |        | 備考 必要に応じ海軍予備兵曹長以下を水兵科予備准士官予備下士官、海軍予備飛行兵曹長以下を飛行科予備准士官予備下士官、海軍予備整備兵曹長以下を整備科予備准士官予備下士官、海軍予備機関兵曹長以下を機関科予備准士官予備下士官、海軍予備工作兵曹長以下を工作科予備准士官予備下士官と称することができる |
| 士官     | 将官       | 海軍大将     |                  |                  |                  |                  |                  |                  |                  |                  |                          |                          |                          |                          |                          |                          |                          |                          |                          |                          |                          | |                        |                        |                        |                        |                        |                        |                        |                    |                    |        | 備考 必要に応じ海軍予備兵曹長以下を水兵科予備准士官予備下士官、海軍予備飛行兵曹長以下を飛行科予備准士官予備下士官、海軍予備整備兵曹長以下を整備科予備准士官予備下士官、海軍予備機関兵曹長以下を機関科予備准士官予備下士官、海軍予備工作兵曹長以下を工作科予備准士官予備下士官と称することができる |
| 士官     | 将官       | 海軍中将     | 海軍軍医中将     | 海軍主計中将     | 海軍技術中将     | 海軍法務中将     |                  |                  |                  |                  |                          |                          |                          |                          |                          |                          |                          |                          |                          |                          |                          | |                        |                        |                        |                        |                        |                        |                        |                    |                    |        | 備考 必要に応じ海軍予備兵曹長以下を水兵科予備准士官予備下士官、海軍予備飛行兵曹長以下を飛行科予備准士官予備下士官、海軍予備整備兵曹長以下を整備科予備准士官予備下士官、海軍予備機関兵曹長以下を機関科予備准士官予備下士官、海軍予備工作兵曹長以下を工作科予備准士官予備下士官と称することができる |
| 士官     | 将官       | 海軍少将     | 海軍軍医少将     | 海軍薬剤少将     | 海軍主計少将     | 海軍技術少将     | 海軍歯科医少将   | 海軍法務少将     |                  |                  |                          |                          |                          |                          |                          |                          |                          |                          |                          |                          |                          | |                        |                        |                        |                        |                        |                        |                        |                    |                    |        | 備考 必要に応じ海軍予備兵曹長以下を水兵科予備准士官予備下士官、海軍予備飛行兵曹長以下を飛行科予備准士官予備下士官、海軍予備整備兵曹長以下を整備科予備准士官予備下士官、海軍予備機関兵曹長以下を機関科予備准士官予備下士官、海軍予備工作兵曹長以下を工作科予備准士官予備下士官と称することができる |
| 士官     | 佐官       | 海軍大佐     | 海軍軍医大佐     | 海軍薬剤大佐     | 海軍主計大佐     | 海軍技術大佐     | 海軍歯科医大佐   | 海軍法務大佐     | 予備士官         | 予備佐官         | 海軍予備大佐             |                          |                          |                          |                          |                          |                          |                          |                          |                          |                          | |                        |                        |                        |                        |                        |                        |                        |                    |                    |        | 備考 必要に応じ海軍予備兵曹長以下を水兵科予備准士官予備下士官、海軍予備飛行兵曹長以下を飛行科予備准士官予備下士官、海軍予備整備兵曹長以下を整備科予備准士官予備下士官、海軍予備機関兵曹長以下を機関科予備准士官予備下士官、海軍予備工作兵曹長以下を工作科予備准士官予備下士官と称することができる |
| 士官     | 佐官       | 海軍中佐     | 海軍軍医中佐     | 海軍薬剤中佐     | 海軍主計中佐     | 海軍技術中佐     | 海軍歯科医中佐   | 海軍法務中佐     | 予備士官         | 予備佐官         | 海軍予備中佐             |                          |                          |                          |                          |                          |                          |                          |                          |                          |                          | |                        |                        |                        |                        |                        |                        |                        |                    |                    |        | 備考 必要に応じ海軍予備兵曹長以下を水兵科予備准士官予備下士官、海軍予備飛行兵曹長以下を飛行科予備准士官予備下士官、海軍予備整備兵曹長以下を整備科予備准士官予備下士官、海軍予備機関兵曹長以下を機関科予備准士官予備下士官、海軍予備工作兵曹長以下を工作科予備准士官予備下士官と称することができる |
| 士官     | 佐官       | 海軍少佐     | 海軍軍医少佐     | 海軍薬剤少佐     | 海軍主計少佐     | 海軍技術少佐     | 海軍歯科医少佐   | 海軍法務少佐     | 予備士官         | 予備佐官         | 海軍軍楽少佐             | 海軍衛生少佐             | 海軍予備少佐             |                          |                          |                          |                          |                          |                          |                          |                          | |                        |                        |                        |                        |                        |                        |                        |                    |                    |        | 備考 必要に応じ海軍予備兵曹長以下を水兵科予備准士官予備下士官、海軍予備飛行兵曹長以下を飛行科予備准士官予備下士官、海軍予備整備兵曹長以下を整備科予備准士官予備下士官、海軍予備機関兵曹長以下を機関科予備准士官予備下士官、海軍予備工作兵曹長以下を工作科予備准士官予備下士官と称することができる |
| 士官     | 尉官       | 海軍大尉     | 海軍軍医大尉     | 海軍薬剤大尉     | 海軍主計大尉     | 海軍技術大尉     | 海軍歯科医大尉   | 海軍法務大尉     | 予備士官         |                  |                          | 特務士官                 | 特務士官                 | 海軍大尉                 | 海軍大尉                 | 海軍大尉                 | 海軍大尉                 | 海軍大尉                 | 海軍軍楽大尉             | 海軍衛生大尉             | 海軍主計大尉             | 海軍技術大尉 | 予備尉官               | 海軍予備大尉           |                        |                        |                        |                        |                        |                    |                    |        | 備考 必要に応じ海軍予備兵曹長以下を水兵科予備准士官予備下士官、海軍予備飛行兵曹長以下を飛行科予備准士官予備下士官、海軍予備整備兵曹長以下を整備科予備准士官予備下士官、海軍予備機関兵曹長以下を機関科予備准士官予備下士官、海軍予備工作兵曹長以下を工作科予備准士官予備下士官と称することができる |
| 士官     | 尉官       | 海軍中尉     | 海軍軍医中尉     | 海軍薬剤中尉     | 海軍主計中尉     | 海軍技術中尉     | 海軍歯科医中尉   | 海軍法務中尉     | 予備士官         | 海軍中尉         | 海軍中尉                 | 海軍中尉                 | 海軍中尉                 | 海軍中尉                 | 海軍軍楽中尉             | 海軍衛生中尉             | 海軍主計中尉             | 海軍技術中尉             | 海軍予備中尉             |                          |                          | | 予備尉官               |                        |                        |                        |                        |                        |                        |                    |                    |        | 備考 必要に応じ海軍予備兵曹長以下を水兵科予備准士官予備下士官、海軍予備飛行兵曹長以下を飛行科予備准士官予備下士官、海軍予備整備兵曹長以下を整備科予備准士官予備下士官、海軍予備機関兵曹長以下を機関科予備准士官予備下士官、海軍予備工作兵曹長以下を工作科予備准士官予備下士官と称することができる |
| 士官     | 尉官       | 海軍少尉     | 海軍軍医少尉     | 海軍薬剤少尉     | 海軍主計少尉     | 海軍技術少尉     | 海軍歯科医少尉   |                  | 予備士官         | 海軍少尉         | 海軍少尉                 | 海軍少尉                 | 海軍少尉                 | 海軍少尉                 | 海軍軍楽少尉             | 海軍衛生少尉             | 海軍主計少尉             | 海軍技術少尉             | 海軍予備少尉             |                          |                          | | 予備尉官               |                        |                        |                        |                        |                        |                        |                    |                    |        | 備考 必要に応じ海軍予備兵曹長以下を水兵科予備准士官予備下士官、海軍予備飛行兵曹長以下を飛行科予備准士官予備下士官、海軍予備整備兵曹長以下を整備科予備准士官予備下士官、海軍予備機関兵曹長以下を機関科予備准士官予備下士官、海軍予備工作兵曹長以下を工作科予備准士官予備下士官と称することができる |
|          |            |              |                  |                  |                  |                  |                  |                  |                  |                  | 准士官                   | 准士官                   | 海軍兵曹長               | 海軍飛行兵曹長           | 海軍整備兵曹長           | 海軍機関兵曹長           | 海軍工作兵曹長           | 海軍軍楽兵曹長           | 海軍衛生兵曹長           | 海軍主計兵曹長           | 海軍技術兵曹長           | |                        |                        | 予備准士官             | 予備准士官             | 海軍予備兵曹長         | 海軍予備飛行兵曹長     | 海軍予備整備兵曹長     | 海軍予備機関兵曹長 | 海軍予備工作兵曹長 |        | 備考 必要に応じ海軍予備兵曹長以下を水兵科予備准士官予備下士官、海軍予備飛行兵曹長以下を飛行科予備准士官予備下士官、海軍予備整備兵曹長以下を整備科予備准士官予備下士官、海軍予備機関兵曹長以下を機関科予備准士官予備下士官、海軍予備工作兵曹長以下を工作科予備准士官予備下士官と称することができる |
| 下士官   | 上等下士官 | 海軍上等兵曹 | 海軍上等飛行兵曹 | 海軍上等整備兵曹 | 海軍上等機関兵曹 | 海軍上等工作兵曹 | 海軍上等軍楽兵曹 | 海軍上等衛生兵曹 | 海軍上等主計兵曹 | 海軍上等技術兵曹 | 予備下士官               | 予備上等下士官           | 海軍予備上等兵曹         | 海軍予備上等飛行兵曹     | 海軍予備上等整備兵曹     | 海軍予備上等機関兵曹     | 海軍予備上等工作兵曹     |                          |                          |                          |                          | |                        |                        |                        |                        |                        |                        |                        |                    |                    |        | 備考 必要に応じ海軍予備兵曹長以下を水兵科予備准士官予備下士官、海軍予備飛行兵曹長以下を飛行科予備准士官予備下士官、海軍予備整備兵曹長以下を整備科予備准士官予備下士官、海軍予備機関兵曹長以下を機関科予備准士官予備下士官、海軍予備工作兵曹長以下を工作科予備准士官予備下士官と称することができる |
| 下士官   | 一等下士官 | 海軍一等兵曹 | 海軍一等飛行兵曹 | 海軍一等整備兵曹 | 海軍一等機関兵曹 | 海軍一等工作兵曹 | 海軍一等軍楽兵曹 | 海軍一等衛生兵曹 | 海軍一等主計兵曹 | 海軍一等技術兵曹 | 予備下士官               | 予備一等下士官           | 海軍予備一等兵曹         | 海軍予備一等飛行兵曹     | 海軍予備一等整備兵曹     | 海軍予備一等機関兵曹     | 海軍予備一等工作兵曹     |                          |                          |                          |                          | |                        |                        |                        |                        |                        |                        |                        |                    |                    |        | 備考 必要に応じ海軍予備兵曹長以下を水兵科予備准士官予備下士官、海軍予備飛行兵曹長以下を飛行科予備准士官予備下士官、海軍予備整備兵曹長以下を整備科予備准士官予備下士官、海軍予備機関兵曹長以下を機関科予備准士官予備下士官、海軍予備工作兵曹長以下を工作科予備准士官予備下士官と称することができる |
| 下士官   | 二等下士官 | 海軍二等兵曹 | 海軍二等飛行兵曹 | 海軍二等整備兵曹 | 海軍二等機関兵曹 | 海軍二等工作兵曹 | 海軍二等軍楽兵曹 | 海軍二等衛生兵曹 | 海軍二等主計兵曹 | 海軍二等技術兵曹 | 予備下士官               | 予備二等下士官           | 海軍予備二等兵曹         | 海軍予備二等飛行兵曹     | 海軍予備二等整備兵曹     | 海軍予備二等機関兵曹     | 海軍予備二等工作兵曹     |                          |                          |                          |                          | |                        |                        |                        |                        |                        |                        |                        |                    |                    |        | 備考 必要に応じ海軍予備兵曹長以下を水兵科予備准士官予備下士官、海軍予備飛行兵曹長以下を飛行科予備准士官予備下士官、海軍予備整備兵曹長以下を整備科予備准士官予備下士官、海軍予備機関兵曹長以下を機関科予備准士官予備下士官、海軍予備工作兵曹長以下を工作科予備准士官予備下士官と称することができる |

| 上欄                               | 下欄                                        |
| ---------------------------------- | ------------------------------------------- |
| 海軍造船中（少）将                 | 海軍技術中（少）将                          |
| 海軍造機中（少）将                 | 海軍技術中（少）将                          |
| 海軍造兵中（少）将                 | 海軍技術中（少）将                          |
| 海軍機関大（中、少）佐             | 海軍大（中、少）佐                          |
| 海軍造船大（中、少）佐             | 海軍技術大（中、少）佐                      |
| 海軍造機大（中、少）佐             | 海軍技術大（中、少）佐                      |
| 海軍造兵大（中、少）佐             | 海軍技術大（中、少）佐                      |
| 海軍水路大（中、少）佐             | 海軍技術大（中、少）佐                      |
| 海軍機関大（中、少）尉             | 海軍大（中、少）尉                          |
| 海軍造船大（中、少）尉             | 海軍技術大（中、少）尉                      |
| 海軍造機大（中、少）尉             | 海軍技術大（中、少）尉                      |
| 海軍造兵大（中、少）尉             | 海軍技術大（中、少）尉                      |
| 海軍水路大（中、少）尉             | 海軍技術大（中、少）尉                      |
| 海軍特務大（中、少）尉             | 海軍大（中、少）尉 （特務士官である者）     |
| 海軍飛行特務大（中、少）尉         | 海軍大（中、少）尉 （特務士官である者）     |
| 海軍整備特務大（中、少）尉         | 海軍大（中、少）尉 （特務士官である者）     |
| 海軍機関特務大（中、少）尉         | 海軍大（中、少）尉 （特務士官である者）     |
| 海軍工作特務大（中、少）尉         | 海軍大（中、少）尉 （特務士官である者）     |
| 海軍軍楽特務大（中、少）尉         | 海軍軍楽大（中、少）尉                      |
| 海軍看護特務大（中、少）尉         | 海軍衛生大（中、少）尉                      |
| 海軍主計特務大（中、少）尉         | 海軍主計大（中、少）尉 （特務士官である者） |
| 海軍看護兵曹長                     | 海軍衛生兵曹長                              |
| 海軍一等（二等、三等）兵曹         | 海軍上等（一等、二等）兵曹                  |
| 海軍一等（二等、三等）飛行兵曹     | 海軍上等（一等、二等）飛行兵曹              |
| 海軍一等（二等、三等）整備兵曹     | 海軍上等（一等、二等）整備兵曹              |
| 海軍一等（二等、三等）機関兵曹     | 海軍上等（一等、二等）機関兵曹              |
| 海軍一等（二等、三等）工作兵曹     | 海軍上等（一等、二等）工作兵曹              |
| 海軍一等（二等、三等）軍楽兵曹     | 海軍上等（一等、二等）軍楽兵曹              |
| 海軍一等（二等、三等）看護兵曹     | 海軍上等（一等、二等）衛生兵曹              |
| 海軍一等（二等、三等）主計兵曹     | 海軍上等（一等、二等）主計兵曹              |
| 海軍予備機関大（中、少）佐         | 海軍予備大（中、少）佐                      |
| 海軍予備機関大（中、少）尉         | 海軍予備大（中、少）尉                      |
| 海軍予備一等（二等、三等）兵曹     | 海軍予備上等（一等、二等）兵曹              |
| 海軍予備一等（二等、三等）飛行兵曹 | 海軍予備上等（一等、二等）飛行兵曹          |
| 海軍予備一等（二等、三等）整備兵曹 | 海軍予備上等（一等、二等）整備兵曹          |
| 海軍予備一等（二等、三等）機関兵曹 | 海軍予備上等（一等、二等）機関兵曹          |
| 海軍予備一等（二等、三等）工作兵曹 | 海軍予備上等（一等、二等）工作兵曹          |

| 機関科将校 | 機関科士官 | 造船科士官 | 造機科士官 | 造兵科士官 | 水路科士官 | 飛行科特務士官 | 整備科特務士官 | 機関科特務士官 | 工作科特務士官 | 一等（二等、三等）下士官 | 機関科予備将校 | 機関科予備士官 | 予備一等（二等、三等）下士官 |
| 兵科将校   | 兵科士官   | 技術科士官 | 技術科士官 | 技術科士官 | 技術科士官 | 兵科特務士官   | 兵科特務士官   | 兵科特務士官   | 兵科特務士官   | 上等（一等、二等）下士官 | 兵科予備将校   | 兵科予備士官   | 予備上等（一等、二等）下士官 |

|    |        | 兵科         | 兵科           | 兵科           | 兵科           | 兵科           | 軍楽科         | 看護科         | 主計科         | 技術科         | 予備兵 | 予備兵     | 予備兵           | 予備兵             | 予備兵             | 備考 必要に応じ海軍水兵長以下を水兵科兵、海軍飛行兵長以下を飛行科兵、海軍整備兵長以下を整備科兵、海軍機関兵長以下を機関科兵、海軍工作兵長以下を工作科兵と称することができる。予備員についてもまたこれに準ず |
|    |        | 兵科         | 兵科           | 兵科           | 兵科           | 兵科           | 軍楽科         | 看護科         | 主計科         | 技術科         | 兵科   |            |                  |                    |                    | 備考 必要に応じ海軍水兵長以下を水兵科兵、海軍飛行兵長以下を飛行科兵、海軍整備兵長以下を整備科兵、海軍機関兵長以下を機関科兵、海軍工作兵長以下を工作科兵と称することができる。予備員についてもまたこれに準ず |
| 兵 | 兵長   | 海軍水兵長   | 海軍飛行兵長   | 海軍整備兵長   | 海軍機関兵長   | 海軍工作兵長   | 海軍軍楽兵長   | 海軍衛生兵長   | 海軍主計兵長   | 海軍技術兵長   | 予備兵 | 予備兵長   | 海軍予備水兵長   | 海軍予備機関兵長   | 海軍予備工作兵長   | 備考 必要に応じ海軍水兵長以下を水兵科兵、海軍飛行兵長以下を飛行科兵、海軍整備兵長以下を整備科兵、海軍機関兵長以下を機関科兵、海軍工作兵長以下を工作科兵と称することができる。予備員についてもまたこれに準ず |
| 兵 | 上等兵 | 海軍上等水兵 | 海軍上等飛行兵 | 海軍上等整備兵 | 海軍上等機関兵 | 海軍上等工作兵 | 海軍上等軍楽兵 | 海軍上等衛生兵 | 海軍上等主計兵 | 海軍上等技術兵 | 予備兵 | 予備上等兵 | 海軍予備上等水兵 | 海軍予備上等機関兵 | 海軍予備上等工作兵 | 備考 必要に応じ海軍水兵長以下を水兵科兵、海軍飛行兵長以下を飛行科兵、海軍整備兵長以下を整備科兵、海軍機関兵長以下を機関科兵、海軍工作兵長以下を工作科兵と称することができる。予備員についてもまたこれに準ず |
| 兵 | 一等兵 | 海軍一等水兵 | 海軍一等飛行兵 | 海軍一等整備兵 | 海軍一等機関兵 | 海軍一等工作兵 | 海軍一等軍楽兵 | 海軍一等衛生兵 | 海軍一等主計兵 | 海軍一等技術兵 | 予備兵 | 予備一等兵 | 海軍予備一等水兵 | 海軍予備一等機関兵 | 海軍予備一等工作兵 | 備考 必要に応じ海軍水兵長以下を水兵科兵、海軍飛行兵長以下を飛行科兵、海軍整備兵長以下を整備科兵、海軍機関兵長以下を機関科兵、海軍工作兵長以下を工作科兵と称することができる。予備員についてもまたこれに準ず |
| 兵 | 二等兵 | 海軍二等水兵 | 海軍二等飛行兵 | 海軍二等整備兵 | 海軍二等機関兵 | 海軍二等工作兵 | 海軍二等軍楽兵 | 海軍二等衛生兵 | 海軍二等主計兵 | 海軍二等技術兵 |        |            |                  |                    |                    | 備考 必要に応じ海軍水兵長以下を水兵科兵、海軍飛行兵長以下を飛行科兵、海軍整備兵長以下を整備科兵、海軍機関兵長以下を機関科兵、海軍工作兵長以下を工作科兵と称することができる。予備員についてもまたこれに準ず |

| 海軍一等水兵、海軍二等（三等、四等）水兵 | 海軍一等飛行兵、海軍二等（三等、四等）飛行兵 | 海軍一等整備兵、海軍二等（三等、四等）整備兵 | 海軍一等機関兵、海軍二等（三等、四等）機関兵 | 海軍一等工作兵、海軍二等（三等、四等）工作兵 | 海軍一等軍楽兵、海軍二等（三等、四等）軍楽兵 | 海軍一等看護兵、海軍二等（三等、四等）看護兵 | 海軍一等主計兵、海軍二等（三等、四等）主計兵 | 海軍予備一等水兵、海軍予備二等（三等）水兵 | 海軍予備一等機関兵、海軍予備二等（三等）機関兵 | 海軍予備一等工作兵、海軍予備二等（三等）工作兵 |
| 海軍水兵長、海軍上等（一等、二等）水兵   | 海軍飛行兵長、海軍上等（一等、二等）飛行兵   | 海軍整備兵長、海軍上等（一等、二等）整備兵   | 海軍機関兵長、海軍上等（一等、二等）機関兵   | 海軍工作兵長、海軍上等（一等、二等）工作兵   | 海軍軍楽兵長、海軍上等（一等、二等）軍楽兵   | 海軍衛生兵長、海軍上等（一等、二等）衛生兵   | 海軍主計兵長、海軍上等（一等、二等）主計兵   | 海軍予備水兵長、海軍予備上等（一等）水兵   | 海軍予備機関兵長、海軍予備上等（一等）機関兵   | 海軍予備工作兵長、海軍予備上等（一等）工作兵   |

| 看護兵 | 一等兵、二等（三等、四等）兵 | 予備一等兵、予備二等（三等）兵 |
| 衛生兵 | 兵長、上等（一等、二等）兵   | 予備兵長、予備上等（一等）兵   |

| 一等 | 海軍准士官     | 海軍予備准士官     |
| 二等 | 海軍上等下士官 | 海軍予備上等下士官 |
| 三等 | 海軍一等下士官 | 海軍予備一等下士官 |
| 四等 | 海軍二等下士官 | 海軍予備二等下士官 |

1942年（昭和17年）12月2日の海軍特修兵令改正により、特別技術に暗号術及び気象術を加え、暗号術・気象術及び今まで特に名称を設けていなかった看護術の特修兵の名称をそれぞれ掌暗号兵・掌気象兵及び掌看護兵とした。
1943年（昭和18年）5月1日の海軍特修兵令改正により、特別技術に水測術及び電測術を加え、水測術及び電測術の特修兵の名称をそれぞれ掌水測兵及び掌電測兵とした。
1943年（昭和18年）7月1日勅令第560号により海軍武官官階表及び海軍兵職階表等を改正し、予備員の官名及び予備兵の職階から予備の名称を削り、附則により改正勅令施行の際現に附則第2項の表の上欄に掲げる官に在る者は別に辞令を用いずに予備員である各その相当の下欄に掲げる官に任ぜられたものとし、従前の法令の中で附則第2項の表の上欄に掲げる官に関する規定は予備員である各その相当の下欄に掲げる官にこれを適用し、附則第2項の規定により予備員である海軍二等飛行兵曹又は海軍二等整備兵曹となる者については、改正規定に拘らず当分の内その間に置かれたものとし、改正勅令施行の際現に附則第4項の表の上欄に掲げる職階に在る者は予備兵である各その相当の下欄に掲げる職階を命ぜられたものとし、従前の法令の中で附則第4項の上欄に掲げる職階に関する規定は予備兵である各その相当の下欄に掲げる職階にこれを適用するとした。
| 予備員     | 予備員         | 予備員       | 予備員                 | 予備員                 | 予備員                 | 予備員                 | 予備員                 | 予備員                 | 予備員                 | 備考 必要に応じ海軍兵曹長以下を水兵科予備准士官予備下士官、海軍飛行兵曹長以下を飛行科予備准士官予備下士官、海軍整備兵曹長以下を整備科予備准士官予備下士官、海軍機関兵曹長以下を機関科予備准士官予備下士官、海軍工作兵曹長以下を工作科予備准士官予備下士官と称することができる |
| 予備将校   | 予備将校       | 予備将校     | 予備准士官・予備下士官 | 予備准士官・予備下士官 | 予備准士官・予備下士官 | 予備准士官・予備下士官 | 予備准士官・予備下士官 | 予備准士官・予備下士官 | 予備准士官・予備下士官 | 備考 必要に応じ海軍兵曹長以下を水兵科予備准士官予備下士官、海軍飛行兵曹長以下を飛行科予備准士官予備下士官、海軍整備兵曹長以下を整備科予備准士官予備下士官、海軍機関兵曹長以下を機関科予備准士官予備下士官、海軍工作兵曹長以下を工作科予備准士官予備下士官と称することができる |
|            |                | 兵科         |                        |                        | 兵科                   | 兵科                   | 兵科                   | 兵科                   | 兵科                   | 備考 必要に応じ海軍兵曹長以下を水兵科予備准士官予備下士官、海軍飛行兵曹長以下を飛行科予備准士官予備下士官、海軍整備兵曹長以下を整備科予備准士官予備下士官、海軍機関兵曹長以下を機関科予備准士官予備下士官、海軍工作兵曹長以下を工作科予備准士官予備下士官と称することができる |
|            |                |              |                        |                        |                        |                        |                        |                        |                        | 備考 必要に応じ海軍兵曹長以下を水兵科予備准士官予備下士官、海軍飛行兵曹長以下を飛行科予備准士官予備下士官、海軍整備兵曹長以下を整備科予備准士官予備下士官、海軍機関兵曹長以下を機関科予備准士官予備下士官、海軍工作兵曹長以下を工作科予備准士官予備下士官と称することができる |
| 予備士官   | 予備佐官       | 海軍大佐     |                        |                        |                        |                        |                        |                        |                        | 備考 必要に応じ海軍兵曹長以下を水兵科予備准士官予備下士官、海軍飛行兵曹長以下を飛行科予備准士官予備下士官、海軍整備兵曹長以下を整備科予備准士官予備下士官、海軍機関兵曹長以下を機関科予備准士官予備下士官、海軍工作兵曹長以下を工作科予備准士官予備下士官と称することができる |
| 予備士官   | 予備佐官       | 海軍中佐     |                        |                        |                        |                        |                        |                        |                        | 備考 必要に応じ海軍兵曹長以下を水兵科予備准士官予備下士官、海軍飛行兵曹長以下を飛行科予備准士官予備下士官、海軍整備兵曹長以下を整備科予備准士官予備下士官、海軍機関兵曹長以下を機関科予備准士官予備下士官、海軍工作兵曹長以下を工作科予備准士官予備下士官と称することができる |
| 予備士官   | 予備佐官       | 海軍少佐     |                        |                        |                        |                        |                        |                        |                        | 備考 必要に応じ海軍兵曹長以下を水兵科予備准士官予備下士官、海軍飛行兵曹長以下を飛行科予備准士官予備下士官、海軍整備兵曹長以下を整備科予備准士官予備下士官、海軍機関兵曹長以下を機関科予備准士官予備下士官、海軍工作兵曹長以下を工作科予備准士官予備下士官と称することができる |
| 予備士官   | 予備尉官       | 海軍大尉     |                        |                        |                        |                        |                        |                        |                        | 備考 必要に応じ海軍兵曹長以下を水兵科予備准士官予備下士官、海軍飛行兵曹長以下を飛行科予備准士官予備下士官、海軍整備兵曹長以下を整備科予備准士官予備下士官、海軍機関兵曹長以下を機関科予備准士官予備下士官、海軍工作兵曹長以下を工作科予備准士官予備下士官と称することができる |
| 予備士官   | 予備尉官       | 海軍中尉     |                        |                        |                        |                        |                        |                        |                        | 備考 必要に応じ海軍兵曹長以下を水兵科予備准士官予備下士官、海軍飛行兵曹長以下を飛行科予備准士官予備下士官、海軍整備兵曹長以下を整備科予備准士官予備下士官、海軍機関兵曹長以下を機関科予備准士官予備下士官、海軍工作兵曹長以下を工作科予備准士官予備下士官と称することができる |
| 予備士官   | 予備尉官       | 海軍少尉     |                        |                        |                        |                        |                        |                        |                        | 備考 必要に応じ海軍兵曹長以下を水兵科予備准士官予備下士官、海軍飛行兵曹長以下を飛行科予備准士官予備下士官、海軍整備兵曹長以下を整備科予備准士官予備下士官、海軍機関兵曹長以下を機関科予備准士官予備下士官、海軍工作兵曹長以下を工作科予備准士官予備下士官と称することができる |
|            |                |              | 予備准士官             | 予備准士官             | 海軍兵曹長             | 海軍飛行兵曹長         | 海軍整備兵曹長         | 海軍機関兵曹長         | 海軍工作兵曹長         | 備考 必要に応じ海軍兵曹長以下を水兵科予備准士官予備下士官、海軍飛行兵曹長以下を飛行科予備准士官予備下士官、海軍整備兵曹長以下を整備科予備准士官予備下士官、海軍機関兵曹長以下を機関科予備准士官予備下士官、海軍工作兵曹長以下を工作科予備准士官予備下士官と称することができる |
| 予備下士官 | 予備上等下士官 | 海軍上等兵曹 | 海軍上等飛行兵曹       | 海軍上等整備兵曹       | 海軍上等機関兵曹       | 海軍上等工作兵曹       |                        |                        |                        | 備考 必要に応じ海軍兵曹長以下を水兵科予備准士官予備下士官、海軍飛行兵曹長以下を飛行科予備准士官予備下士官、海軍整備兵曹長以下を整備科予備准士官予備下士官、海軍機関兵曹長以下を機関科予備准士官予備下士官、海軍工作兵曹長以下を工作科予備准士官予備下士官と称することができる |
| 予備下士官 | 予備一等下士官 | 海軍一等兵曹 | 海軍一等飛行兵曹       | 海軍一等整備兵曹       | 海軍一等機関兵曹       | 海軍一等工作兵曹       |                        |                        |                        | 備考 必要に応じ海軍兵曹長以下を水兵科予備准士官予備下士官、海軍飛行兵曹長以下を飛行科予備准士官予備下士官、海軍整備兵曹長以下を整備科予備准士官予備下士官、海軍機関兵曹長以下を機関科予備准士官予備下士官、海軍工作兵曹長以下を工作科予備准士官予備下士官と称することができる |
| 予備下士官 | 予備二等下士官 | 海軍二等兵曹 |                        |                        | 海軍二等機関兵曹       | 海軍二等工作兵曹       |                        |                        |                        | 備考 必要に応じ海軍兵曹長以下を水兵科予備准士官予備下士官、海軍飛行兵曹長以下を飛行科予備准士官予備下士官、海軍整備兵曹長以下を整備科予備准士官予備下士官、海軍機関兵曹長以下を機関科予備准士官予備下士官、海軍工作兵曹長以下を工作科予備准士官予備下士官と称することができる |

| 予備兵 | 予備兵     | 予備兵       | 予備兵         | 予備兵         |
|        |            | 兵科         | 兵科           | 兵科           |
| ------ | ---------- | ------------ | -------------- | -------------- |
| 予備兵 | 予備兵長   | 海軍水兵長   | 海軍機関兵長   | 海軍工作兵長   |
| 予備兵 | 予備上等兵 | 海軍上等水兵 | 海軍上等機関兵 | 海軍上等工作兵 |
| 予備兵 | 予備一等兵 | 海軍一等水兵 | 海軍一等機関兵 | 海軍一等工作兵 |
|        |            |              |                |                |

| 海軍予備大（中、少）佐 | 海軍予備大（中、少）尉 | 海軍予備兵曹長 | 海軍予備飛行兵曹長 | 海軍予備整備兵曹長 | 海軍予備機関兵曹長 | 海軍予備工作兵曹長 | 海軍予備上等（一等、二等）兵曹 | 海軍予備上等（一等、二等）飛行兵曹 | 海軍予備上等（一等、二等）整備兵曹 | 海軍予備上等（一等、二等）機関兵曹 | 海軍予備上等（一等、二等）工作兵曹 |
| 海軍大（中、少）佐     | 海軍大（中、少）尉     | 海軍兵曹長     | 海軍飛行兵曹長     | 海軍整備兵曹長     | 海軍機関兵曹長     | 海軍工作兵曹長     | 海軍上等（一等、二等）兵曹     | 海軍上等（一等、二等）飛行兵曹     | 海軍上等（一等、二等）整備兵曹     | 海軍上等（一等、二等）機関兵曹     | 海軍上等（一等、二等）工作兵曹     |

| 海軍予備水兵長、海軍予備上等（一等）水兵 | 海軍予備機関兵長、海軍予備上等（一等）機関兵 | 海軍予備工作兵長、海軍予備上等（一等）工作兵 |
| 海軍水兵長、海軍上等（一等）水兵         | 海軍機関兵長、海軍上等（一等）機関兵         | 海軍工作兵長、海軍上等（一等）工作兵         |

1943年（昭和18年）11月1日勅令第796号により、法務科に法務少尉を加えた。
| 士官         |
| 尉官         |
| 海軍法務中尉 |
| 海軍法務少尉 |

1944年（昭和19年）4月1日に海軍特修兵令改正し、特別技術に潜航術を加え、潜航術の特修兵の名称を掌潜航兵とした。
1944年（昭和19年）8月26日の海軍特修兵令改正により、特別技術の航空兵器術及び整備術の名称をそれぞれ兵器整備術及び飛行機整備術に改め、特別技術に特攻術を加え、特攻術の特修兵の名称を掌特攻兵とした。
1945年（昭和20年）5月15日に昭和20年勅令第272号を施行して海軍武官官階表及び海軍兵職階表等を改正し、特務士官以下の技術科の次に「法務科」を加え、海軍監獄看守・海軍警査等を法務科の武官・兵に転換させた。このとき高等官官等俸給令を改正して別表第1の海軍省の部の海軍予備大佐以下海軍予備少尉までを削り、海軍特修兵令を改正して特別技術に法務術を加え、法務術を修めた下士官兵の名称を掌法務兵とした。
| 特務士官・准士官・下士官 | 特務士官・准士官・下士官 | 特務士官・准士官・下士官 | 特務士官・准士官・下士官 |
| ------------------------ | ------------------------ | ------------------------ | ------------------------ |
|                          |                          | 技術科                   | 法務科                   |
|                          |                          |                          |                          |
| 特務士官                 | 特務士官                 | 海軍技術大尉             | 海軍法務大尉             |
| 特務士官                 | 特務士官                 | 海軍技術中尉             | 海軍法務中尉             |
| 特務士官                 | 特務士官                 | 海軍技術少尉             | 海軍法務少尉             |
| 准士官                   | 准士官                   | 海軍技術兵曹長           | 海軍法務兵曹長           |
| 下士官                   | 上等下士官               | 海軍上等技術兵曹         | 海軍上等法務兵曹         |
| 下士官                   | 一等下士官               | 海軍一等技術兵曹         | 海軍一等法務兵曹         |
| 下士官                   | 二等下士官               | 海軍二等技術兵曹         | 海軍二等法務兵曹         |

|    |        | 技術科         | 法務科         |
| -- | ------ | -------------- | -------------- |
| 兵 | 兵長   | 海軍技術兵長   | 海軍法務兵長   |
| 兵 | 上等兵 | 海軍上等技術兵 | 海軍上等法務兵 |
| 兵 | 一等兵 | 海軍一等技術兵 |                |
| 兵 | 二等兵 | 海軍二等技術兵 |                |

### 昭和21年海軍武官及び海軍兵廃止
1946年（昭和21年）6月15日勅令第322号により海軍武官分限令等を廃止する勅令を定め、これにより海軍武官の官階及び海軍兵の職階を廃止し、ただし附則により廃止勅令施行の際現に海軍に属し復員していない者に関しては、旧令は廃止勅令施行後もその者の復員するまでなおその効力を有するとした。
1947年（昭和22年）政令第52号によりポツダム宣言の受諾に伴い発する命令に関する件に基き陸軍刑法を廃止する等を実施し、これにより海軍武官の官階及び海軍兵の職階は消滅し、附則により廃止政令施行の際現に陸海軍に属し復員していない者は、その者の復員するまで、従前の業務に相当する未復員者としての業務に秩序を保って従事するものとした。
|          |            | 将校         | 将校相当官       | 将校相当官       | 将校相当官       | 将校相当官       | 将校相当官       | 将校相当官       | 将校相当官       | 将校相当官       | 特務士官・准士官・下士官 | 特務士官・准士官・下士官 | 特務士官・准士官・下士官 | 特務士官・准士官・下士官 | 特務士官・准士官・下士官 | 特務士官・准士官・下士官 | 特務士官・准士官・下士官 | 特務士官・准士官・下士官 | 特務士官・准士官・下士官 | 特務士官・准士官・下士官 | 特務士官・准士官・下士官 | 特務士官・准士官・下士官 | 備考 必要に応じ海軍兵曹長以下を水兵科准士官下士官、海軍飛行兵曹長以下を飛行科准士官下士官、海軍整備兵曹長以下を整備科准士官下士官、海軍機関兵曹長以下を機関科准士官下士官、海軍工作兵曹長以下を工作科准士官下士官と称することができる | 予備員                 | 予備員                 | 予備員                 | 予備員                 | 予備員                 | 予備員                 | 予備員                 | 予備員         | 予備員         | 予備員 | 備考 必要に応じ海軍兵曹長以下を水兵科予備准士官予備下士官、海軍飛行兵曹長以下を飛行科予備准士官予備下士官、海軍整備兵曹長以下を整備科予備准士官予備下士官、海軍機関兵曹長以下を機関科予備准士官予備下士官、海軍工作兵曹長以下を工作科予備准士官予備下士官と称することができる |
| 予備将校 | 予備将校   | 予備将校     | 将校相当官       | 将校相当官       | 将校相当官       | 将校相当官       | 将校相当官       | 将校相当官       | 将校相当官       | 将校相当官       | 特務士官・准士官・下士官 | 特務士官・准士官・下士官 | 特務士官・准士官・下士官 | 特務士官・准士官・下士官 | 特務士官・准士官・下士官 | 特務士官・准士官・下士官 | 特務士官・准士官・下士官 | 特務士官・准士官・下士官 | 特務士官・准士官・下士官 | 特務士官・准士官・下士官 | 特務士官・准士官・下士官 | 特務士官・准士官・下士官 | 備考 必要に応じ海軍兵曹長以下を水兵科准士官下士官、海軍飛行兵曹長以下を飛行科准士官下士官、海軍整備兵曹長以下を整備科准士官下士官、海軍機関兵曹長以下を機関科准士官下士官、海軍工作兵曹長以下を工作科准士官下士官と称することができる | 予備准士官・予備下士官 | 予備准士官・予備下士官 | 予備准士官・予備下士官 | 予備准士官・予備下士官 | 予備准士官・予備下士官 | 予備准士官・予備下士官 | 予備准士官・予備下士官 |                |                |        | 備考 必要に応じ海軍兵曹長以下を水兵科予備准士官予備下士官、海軍飛行兵曹長以下を飛行科予備准士官予備下士官、海軍整備兵曹長以下を整備科予備准士官予備下士官、海軍機関兵曹長以下を機関科予備准士官予備下士官、海軍工作兵曹長以下を工作科予備准士官予備下士官と称することができる |
| 兵科     | 軍医科     | 薬剤科       | 主計科           | 技術科           | 歯科医科         | 法務科           | 軍楽科           | 看護科           |                  |                  | 兵科                     | 兵科                     | 兵科                     | 兵科                     | 兵科                     | 軍楽科                   | 看護科                   | 主計科                   | 技術科                   | 法務科                   |                          |                          | 備考 必要に応じ海軍兵曹長以下を水兵科准士官下士官、海軍飛行兵曹長以下を飛行科准士官下士官、海軍整備兵曹長以下を整備科准士官下士官、海軍機関兵曹長以下を機関科准士官下士官、海軍工作兵曹長以下を工作科准士官下士官と称することができる | 兵科                   |                        |                        | 兵科                   | 兵科                   | 兵科                   | 兵科                   | 兵科           |                |        | 備考 必要に応じ海軍兵曹長以下を水兵科予備准士官予備下士官、海軍飛行兵曹長以下を飛行科予備准士官予備下士官、海軍整備兵曹長以下を整備科予備准士官予備下士官、海軍機関兵曹長以下を機関科予備准士官予備下士官、海軍工作兵曹長以下を工作科予備准士官予備下士官と称することができる |
| 士官     | 将官       | 海軍大将     |                  |                  |                  |                  |                  |                  |                  |                  |                          |                          |                          |                          |                          |                          |                          |                          |                          |                          |                          |                          | |                        |                        |                        |                        |                        |                        |                        |                |                |        | 備考 必要に応じ海軍兵曹長以下を水兵科予備准士官予備下士官、海軍飛行兵曹長以下を飛行科予備准士官予備下士官、海軍整備兵曹長以下を整備科予備准士官予備下士官、海軍機関兵曹長以下を機関科予備准士官予備下士官、海軍工作兵曹長以下を工作科予備准士官予備下士官と称することができる |
| 士官     | 将官       | 海軍中将     | 海軍軍医中将     | 海軍主計中将     | 海軍技術中将     | 海軍法務中将     |                  |                  |                  |                  |                          |                          |                          |                          |                          |                          |                          |                          |                          |                          |                          |                          | |                        |                        |                        |                        |                        |                        |                        |                |                |        | 備考 必要に応じ海軍兵曹長以下を水兵科予備准士官予備下士官、海軍飛行兵曹長以下を飛行科予備准士官予備下士官、海軍整備兵曹長以下を整備科予備准士官予備下士官、海軍機関兵曹長以下を機関科予備准士官予備下士官、海軍工作兵曹長以下を工作科予備准士官予備下士官と称することができる |
| 士官     | 将官       | 海軍少将     | 海軍軍医少将     | 海軍薬剤少将     | 海軍主計少将     | 海軍技術少将     | 海軍歯科医少将   | 海軍法務少将     |                  |                  |                          |                          |                          |                          |                          |                          |                          |                          |                          |                          |                          |                          | |                        |                        |                        |                        |                        |                        |                        |                |                |        | 備考 必要に応じ海軍兵曹長以下を水兵科予備准士官予備下士官、海軍飛行兵曹長以下を飛行科予備准士官予備下士官、海軍整備兵曹長以下を整備科予備准士官予備下士官、海軍機関兵曹長以下を機関科予備准士官予備下士官、海軍工作兵曹長以下を工作科予備准士官予備下士官と称することができる |
| 士官     | 佐官       | 海軍大佐     | 海軍軍医大佐     | 海軍薬剤大佐     | 海軍主計大佐     | 海軍技術大佐     | 海軍歯科医大佐   | 海軍法務大佐     | 予備士官         | 予備佐官         | 海軍大佐                 |                          |                          |                          |                          |                          |                          |                          |                          |                          |                          |                          | |                        |                        |                        |                        |                        |                        |                        |                |                |        | 備考 必要に応じ海軍兵曹長以下を水兵科予備准士官予備下士官、海軍飛行兵曹長以下を飛行科予備准士官予備下士官、海軍整備兵曹長以下を整備科予備准士官予備下士官、海軍機関兵曹長以下を機関科予備准士官予備下士官、海軍工作兵曹長以下を工作科予備准士官予備下士官と称することができる |
| 士官     | 佐官       | 海軍中佐     | 海軍軍医中佐     | 海軍薬剤中佐     | 海軍主計中佐     | 海軍技術中佐     | 海軍歯科医中佐   | 海軍法務中佐     | 予備士官         | 予備佐官         | 海軍中佐                 |                          |                          |                          |                          |                          |                          |                          |                          |                          |                          |                          | |                        |                        |                        |                        |                        |                        |                        |                |                |        | 備考 必要に応じ海軍兵曹長以下を水兵科予備准士官予備下士官、海軍飛行兵曹長以下を飛行科予備准士官予備下士官、海軍整備兵曹長以下を整備科予備准士官予備下士官、海軍機関兵曹長以下を機関科予備准士官予備下士官、海軍工作兵曹長以下を工作科予備准士官予備下士官と称することができる |
| 士官     | 佐官       | 海軍少佐     | 海軍軍医少佐     | 海軍薬剤少佐     | 海軍主計少佐     | 海軍技術少佐     | 海軍歯科医少佐   | 海軍法務少佐     | 予備士官         | 予備佐官         | 海軍軍楽少佐             | 海軍衛生少佐             | 海軍少佐                 |                          |                          |                          |                          |                          |                          |                          |                          |                          | |                        |                        |                        |                        |                        |                        |                        |                |                |        | 備考 必要に応じ海軍兵曹長以下を水兵科予備准士官予備下士官、海軍飛行兵曹長以下を飛行科予備准士官予備下士官、海軍整備兵曹長以下を整備科予備准士官予備下士官、海軍機関兵曹長以下を機関科予備准士官予備下士官、海軍工作兵曹長以下を工作科予備准士官予備下士官と称することができる |
| 士官     | 尉官       | 海軍大尉     | 海軍軍医大尉     | 海軍薬剤大尉     | 海軍主計大尉     | 海軍技術大尉     | 海軍歯科医大尉   | 海軍法務大尉     | 予備士官         |                  |                          | 特務士官                 | 特務士官                 | 海軍大尉                 | 海軍大尉                 | 海軍大尉                 | 海軍大尉                 | 海軍大尉                 | 海軍軍楽大尉             | 海軍衛生大尉             | 海軍主計大尉             | 海軍技術大尉             | 海軍法務大尉 | 予備尉官               | 海軍大尉               |                        |                        |                        |                        |                        |                |                |        | 備考 必要に応じ海軍兵曹長以下を水兵科予備准士官予備下士官、海軍飛行兵曹長以下を飛行科予備准士官予備下士官、海軍整備兵曹長以下を整備科予備准士官予備下士官、海軍機関兵曹長以下を機関科予備准士官予備下士官、海軍工作兵曹長以下を工作科予備准士官予備下士官と称することができる |
| 士官     | 尉官       | 海軍中尉     | 海軍軍医中尉     | 海軍薬剤中尉     | 海軍主計中尉     | 海軍技術中尉     | 海軍歯科医中尉   | 海軍法務中尉     | 予備士官         | 海軍中尉         | 海軍中尉                 | 海軍中尉                 | 海軍中尉                 | 海軍中尉                 | 海軍軍楽中尉             | 海軍衛生中尉             | 海軍主計中尉             | 海軍技術中尉             | 海軍法務中尉             | 海軍中尉                 |                          |                          | | 予備尉官               |                        |                        |                        |                        |                        |                        |                |                |        | 備考 必要に応じ海軍兵曹長以下を水兵科予備准士官予備下士官、海軍飛行兵曹長以下を飛行科予備准士官予備下士官、海軍整備兵曹長以下を整備科予備准士官予備下士官、海軍機関兵曹長以下を機関科予備准士官予備下士官、海軍工作兵曹長以下を工作科予備准士官予備下士官と称することができる |
| 士官     | 尉官       | 海軍少尉     | 海軍軍医少尉     | 海軍薬剤少尉     | 海軍主計少尉     | 海軍技術少尉     | 海軍歯科医少尉   | 海軍法務少尉     | 予備士官         | 海軍少尉         | 海軍少尉                 | 海軍少尉                 | 海軍少尉                 | 海軍少尉                 | 海軍軍楽少尉             | 海軍衛生少尉             | 海軍主計少尉             | 海軍技術少尉             | 海軍法務少尉             | 海軍少尉                 |                          |                          | | 予備尉官               |                        |                        |                        |                        |                        |                        |                |                |        | 備考 必要に応じ海軍兵曹長以下を水兵科予備准士官予備下士官、海軍飛行兵曹長以下を飛行科予備准士官予備下士官、海軍整備兵曹長以下を整備科予備准士官予備下士官、海軍機関兵曹長以下を機関科予備准士官予備下士官、海軍工作兵曹長以下を工作科予備准士官予備下士官と称することができる |
|          |            |              |                  |                  |                  |                  |                  |                  |                  |                  | 准士官                   | 准士官                   | 海軍兵曹長               | 海軍飛行兵曹長           | 海軍整備兵曹長           | 海軍機関兵曹長           | 海軍工作兵曹長           | 海軍軍楽兵曹長           | 海軍衛生兵曹長           | 海軍主計兵曹長           | 海軍技術兵曹長           | 海軍法務兵曹長           | |                        |                        | 予備准士官             | 予備准士官             | 海軍兵曹長             | 海軍飛行兵曹長         | 海軍整備兵曹長         | 海軍機関兵曹長 | 海軍工作兵曹長 |        | 備考 必要に応じ海軍兵曹長以下を水兵科予備准士官予備下士官、海軍飛行兵曹長以下を飛行科予備准士官予備下士官、海軍整備兵曹長以下を整備科予備准士官予備下士官、海軍機関兵曹長以下を機関科予備准士官予備下士官、海軍工作兵曹長以下を工作科予備准士官予備下士官と称することができる |
| 下士官   | 上等下士官 | 海軍上等兵曹 | 海軍上等飛行兵曹 | 海軍上等整備兵曹 | 海軍上等機関兵曹 | 海軍上等工作兵曹 | 海軍上等軍楽兵曹 | 海軍上等衛生兵曹 | 海軍上等主計兵曹 | 海軍上等技術兵曹 | 海軍上等法務兵曹         | 予備下士官               | 予備上等下士官           | 海軍上等兵曹             | 海軍上等飛行兵曹         | 海軍上等整備兵曹         | 海軍上等機関兵曹         | 海軍上等工作兵曹         |                          |                          |                          |                          | |                        |                        |                        |                        |                        |                        |                        |                |                |        | 備考 必要に応じ海軍兵曹長以下を水兵科予備准士官予備下士官、海軍飛行兵曹長以下を飛行科予備准士官予備下士官、海軍整備兵曹長以下を整備科予備准士官予備下士官、海軍機関兵曹長以下を機関科予備准士官予備下士官、海軍工作兵曹長以下を工作科予備准士官予備下士官と称することができる |
| 下士官   | 一等下士官 | 海軍一等兵曹 | 海軍一等飛行兵曹 | 海軍一等整備兵曹 | 海軍一等機関兵曹 | 海軍一等工作兵曹 | 海軍一等軍楽兵曹 | 海軍一等衛生兵曹 | 海軍一等主計兵曹 | 海軍一等技術兵曹 | 海軍一等法務兵曹         | 予備下士官               | 予備一等下士官           | 海軍一等兵曹             | 海軍一等飛行兵曹         | 海軍一等整備兵曹         | 海軍一等機関兵曹         | 海軍一等工作兵曹         |                          |                          |                          |                          | |                        |                        |                        |                        |                        |                        |                        |                |                |        | 備考 必要に応じ海軍兵曹長以下を水兵科予備准士官予備下士官、海軍飛行兵曹長以下を飛行科予備准士官予備下士官、海軍整備兵曹長以下を整備科予備准士官予備下士官、海軍機関兵曹長以下を機関科予備准士官予備下士官、海軍工作兵曹長以下を工作科予備准士官予備下士官と称することができる |
| 下士官   | 二等下士官 | 海軍二等兵曹 | 海軍二等飛行兵曹 | 海軍二等整備兵曹 | 海軍二等機関兵曹 | 海軍二等工作兵曹 | 海軍二等軍楽兵曹 | 海軍二等衛生兵曹 | 海軍二等主計兵曹 | 海軍二等技術兵曹 | 海軍二等法務兵曹         | 予備下士官               | 予備二等下士官           | 海軍二等兵曹             |                          |                          | 海軍二等機関兵曹         | 海軍二等工作兵曹         |                          |                          |                          |                          | |                        |                        |                        |                        |                        |                        |                        |                |                |        | 備考 必要に応じ海軍兵曹長以下を水兵科予備准士官予備下士官、海軍飛行兵曹長以下を飛行科予備准士官予備下士官、海軍整備兵曹長以下を整備科予備准士官予備下士官、海軍機関兵曹長以下を機関科予備准士官予備下士官、海軍工作兵曹長以下を工作科予備准士官予備下士官と称することができる |

|    |        | 兵科         | 兵科           | 兵科           | 兵科           | 兵科           | 軍楽科         | 看護科         | 主計科         | 技術科         | 法務科         | 予備兵 | 予備兵     | 予備兵       | 予備兵         | 予備兵         | 備考 必要に応じ海軍水兵長以下を水兵科兵、海軍飛行兵長以下を飛行科兵、海軍整備兵長以下を整備科兵、海軍機関兵長以下を機関科兵、海軍工作兵長以下を工作科兵と称することができる。予備員についてもまたこれに準ず |
|    |        | 兵科         | 兵科           | 兵科           | 兵科           | 兵科           | 軍楽科         | 看護科         | 主計科         | 技術科         | 法務科         | 兵科   |            |              |                |                | 備考 必要に応じ海軍水兵長以下を水兵科兵、海軍飛行兵長以下を飛行科兵、海軍整備兵長以下を整備科兵、海軍機関兵長以下を機関科兵、海軍工作兵長以下を工作科兵と称することができる。予備員についてもまたこれに準ず |
| 兵 | 兵長   | 海軍水兵長   | 海軍飛行兵長   | 海軍整備兵長   | 海軍機関兵長   | 海軍工作兵長   | 海軍軍楽兵長   | 海軍衛生兵長   | 海軍主計兵長   | 海軍技術兵長   | 海軍法務兵長   | 予備兵 | 予備兵長   | 海軍水兵長   | 海軍機関兵長   | 海軍工作兵長   | 備考 必要に応じ海軍水兵長以下を水兵科兵、海軍飛行兵長以下を飛行科兵、海軍整備兵長以下を整備科兵、海軍機関兵長以下を機関科兵、海軍工作兵長以下を工作科兵と称することができる。予備員についてもまたこれに準ず |
| 兵 | 上等兵 | 海軍上等水兵 | 海軍上等飛行兵 | 海軍上等整備兵 | 海軍上等機関兵 | 海軍上等工作兵 | 海軍上等軍楽兵 | 海軍上等衛生兵 | 海軍上等主計兵 | 海軍上等技術兵 | 海軍上等法務兵 | 予備兵 | 予備上等兵 | 海軍上等水兵 | 海軍上等機関兵 | 海軍上等工作兵 | 備考 必要に応じ海軍水兵長以下を水兵科兵、海軍飛行兵長以下を飛行科兵、海軍整備兵長以下を整備科兵、海軍機関兵長以下を機関科兵、海軍工作兵長以下を工作科兵と称することができる。予備員についてもまたこれに準ず |
| 兵 | 一等兵 | 海軍一等水兵 | 海軍一等飛行兵 | 海軍一等整備兵 | 海軍一等機関兵 | 海軍一等工作兵 | 海軍一等軍楽兵 | 海軍一等衛生兵 | 海軍一等主計兵 | 海軍一等技術兵 |                | 予備兵 | 予備一等兵 | 海軍一等水兵 | 海軍一等機関兵 | 海軍一等工作兵 | 備考 必要に応じ海軍水兵長以下を水兵科兵、海軍飛行兵長以下を飛行科兵、海軍整備兵長以下を整備科兵、海軍機関兵長以下を機関科兵、海軍工作兵長以下を工作科兵と称することができる。予備員についてもまたこれに準ず |
| 兵 | 二等兵 | 海軍二等水兵 | 海軍二等飛行兵 | 海軍二等整備兵 | 海軍二等機関兵 | 海軍二等工作兵 | 海軍二等軍楽兵 | 海軍二等衛生兵 | 海軍二等主計兵 | 海軍二等技術兵 |                |        |            |              |                |                | 備考 必要に応じ海軍水兵長以下を水兵科兵、海軍飛行兵長以下を飛行科兵、海軍整備兵長以下を整備科兵、海軍機関兵長以下を機関科兵、海軍工作兵長以下を工作科兵と称することができる。予備員についてもまたこれに準ず |